# Спертий мат

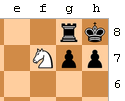
Фрагмент позиції при спертому маті

Спе́ртий мат (англ. smothered mate) або мат Лусени — мат конем, коли усі клітини біля короля зайняті власними фігурами, які заважають королю уникнути загроз від суперника. Спертий мат може бути оголошено виключно конем. Цей мат був описаний ще у ХV столітті.

## Суть комбінації
|   | a | b | c | d | e | f | g | h |   |
| 8 | a8 чорна тура · b8 чорна тура · g8 чорний король · g7 чорний пішак · h7 чорний пішак · c6 білий ферзь · d5 білий король · e5 білий кінь · a3 чорний ферзь | a8 чорна тура · b8 чорна тура · g8 чорний король · g7 чорний пішак · h7 чорний пішак · c6 білий ферзь · d5 білий король · e5 білий кінь · a3 чорний ферзь | a8 чорна тура · b8 чорна тура · g8 чорний король · g7 чорний пішак · h7 чорний пішак · c6 білий ферзь · d5 білий король · e5 білий кінь · a3 чорний ферзь | a8 чорна тура · b8 чорна тура · g8 чорний король · g7 чорний пішак · h7 чорний пішак · c6 білий ферзь · d5 білий король · e5 білий кінь · a3 чорний ферзь | a8 чорна тура · b8 чорна тура · g8 чорний король · g7 чорний пішак · h7 чорний пішак · c6 білий ферзь · d5 білий король · e5 білий кінь · a3 чорний ферзь | a8 чорна тура · b8 чорна тура · g8 чорний король · g7 чорний пішак · h7 чорний пішак · c6 білий ферзь · d5 білий король · e5 білий кінь · a3 чорний ферзь | a8 чорна тура · b8 чорна тура · g8 чорний король · g7 чорний пішак · h7 чорний пішак · c6 білий ферзь · d5 білий король · e5 білий кінь · a3 чорний ферзь | a8 чорна тура · b8 чорна тура · g8 чорний король · g7 чорний пішак · h7 чорний пішак · c6 білий ферзь · d5 білий король · e5 білий кінь · a3 чорний ферзь | 8 |
| 7 | a8 чорна тура · b8 чорна тура · g8 чорний король · g7 чорний пішак · h7 чорний пішак · c6 білий ферзь · d5 білий король · e5 білий кінь · a3 чорний ферзь | a8 чорна тура · b8 чорна тура · g8 чорний король · g7 чорний пішак · h7 чорний пішак · c6 білий ферзь · d5 білий король · e5 білий кінь · a3 чорний ферзь | a8 чорна тура · b8 чорна тура · g8 чорний король · g7 чорний пішак · h7 чорний пішак · c6 білий ферзь · d5 білий король · e5 білий кінь · a3 чорний ферзь | a8 чорна тура · b8 чорна тура · g8 чорний король · g7 чорний пішак · h7 чорний пішак · c6 білий ферзь · d5 білий король · e5 білий кінь · a3 чорний ферзь | a8 чорна тура · b8 чорна тура · g8 чорний король · g7 чорний пішак · h7 чорний пішак · c6 білий ферзь · d5 білий король · e5 білий кінь · a3 чорний ферзь | a8 чорна тура · b8 чорна тура · g8 чорний король · g7 чорний пішак · h7 чорний пішак · c6 білий ферзь · d5 білий король · e5 білий кінь · a3 чорний ферзь | a8 чорна тура · b8 чорна тура · g8 чорний король · g7 чорний пішак · h7 чорний пішак · c6 білий ферзь · d5 білий король · e5 білий кінь · a3 чорний ферзь | a8 чорна тура · b8 чорна тура · g8 чорний король · g7 чорний пішак · h7 чорний пішак · c6 білий ферзь · d5 білий король · e5 білий кінь · a3 чорний ферзь | 7 |
| 6 | a8 чорна тура · b8 чорна тура · g8 чорний король · g7 чорний пішак · h7 чорний пішак · c6 білий ферзь · d5 білий король · e5 білий кінь · a3 чорний ферзь | a8 чорна тура · b8 чорна тура · g8 чорний король · g7 чорний пішак · h7 чорний пішак · c6 білий ферзь · d5 білий король · e5 білий кінь · a3 чорний ферзь | a8 чорна тура · b8 чорна тура · g8 чорний король · g7 чорний пішак · h7 чорний пішак · c6 білий ферзь · d5 білий король · e5 білий кінь · a3 чорний ферзь | a8 чорна тура · b8 чорна тура · g8 чорний король · g7 чорний пішак · h7 чорний пішак · c6 білий ферзь · d5 білий король · e5 білий кінь · a3 чорний ферзь | a8 чорна тура · b8 чорна тура · g8 чорний король · g7 чорний пішак · h7 чорний пішак · c6 білий ферзь · d5 білий король · e5 білий кінь · a3 чорний ферзь | a8 чорна тура · b8 чорна тура · g8 чорний король · g7 чорний пішак · h7 чорний пішак · c6 білий ферзь · d5 білий король · e5 білий кінь · a3 чорний ферзь | a8 чорна тура · b8 чорна тура · g8 чорний король · g7 чорний пішак · h7 чорний пішак · c6 білий ферзь · d5 білий король · e5 білий кінь · a3 чорний ферзь | a8 чорна тура · b8 чорна тура · g8 чорний король · g7 чорний пішак · h7 чорний пішак · c6 білий ферзь · d5 білий король · e5 білий кінь · a3 чорний ферзь | 6 |
| 5 | a8 чорна тура · b8 чорна тура · g8 чорний король · g7 чорний пішак · h7 чорний пішак · c6 білий ферзь · d5 білий король · e5 білий кінь · a3 чорний ферзь | a8 чорна тура · b8 чорна тура · g8 чорний король · g7 чорний пішак · h7 чорний пішак · c6 білий ферзь · d5 білий король · e5 білий кінь · a3 чорний ферзь | a8 чорна тура · b8 чорна тура · g8 чорний король · g7 чорний пішак · h7 чорний пішак · c6 білий ферзь · d5 білий король · e5 білий кінь · a3 чорний ферзь | a8 чорна тура · b8 чорна тура · g8 чорний король · g7 чорний пішак · h7 чорний пішак · c6 білий ферзь · d5 білий король · e5 білий кінь · a3 чорний ферзь | a8 чорна тура · b8 чорна тура · g8 чорний король · g7 чорний пішак · h7 чорний пішак · c6 білий ферзь · d5 білий король · e5 білий кінь · a3 чорний ферзь | a8 чорна тура · b8 чорна тура · g8 чорний король · g7 чорний пішак · h7 чорний пішак · c6 білий ферзь · d5 білий король · e5 білий кінь · a3 чорний ферзь | a8 чорна тура · b8 чорна тура · g8 чорний король · g7 чорний пішак · h7 чорний пішак · c6 білий ферзь · d5 білий король · e5 білий кінь · a3 чорний ферзь | a8 чорна тура · b8 чорна тура · g8 чорний король · g7 чорний пішак · h7 чорний пішак · c6 білий ферзь · d5 білий король · e5 білий кінь · a3 чорний ферзь | 5 |
| 4 | a8 чорна тура · b8 чорна тура · g8 чорний король · g7 чорний пішак · h7 чорний пішак · c6 білий ферзь · d5 білий король · e5 білий кінь · a3 чорний ферзь | a8 чорна тура · b8 чорна тура · g8 чорний король · g7 чорний пішак · h7 чорний пішак · c6 білий ферзь · d5 білий король · e5 білий кінь · a3 чорний ферзь | a8 чорна тура · b8 чорна тура · g8 чорний король · g7 чорний пішак · h7 чорний пішак · c6 білий ферзь · d5 білий король · e5 білий кінь · a3 чорний ферзь | a8 чорна тура · b8 чорна тура · g8 чорний король · g7 чорний пішак · h7 чорний пішак · c6 білий ферзь · d5 білий король · e5 білий кінь · a3 чорний ферзь | a8 чорна тура · b8 чорна тура · g8 чорний король · g7 чорний пішак · h7 чорний пішак · c6 білий ферзь · d5 білий король · e5 білий кінь · a3 чорний ферзь | a8 чорна тура · b8 чорна тура · g8 чорний король · g7 чорний пішак · h7 чорний пішак · c6 білий ферзь · d5 білий король · e5 білий кінь · a3 чорний ферзь | a8 чорна тура · b8 чорна тура · g8 чорний король · g7 чорний пішак · h7 чорний пішак · c6 білий ферзь · d5 білий король · e5 білий кінь · a3 чорний ферзь | a8 чорна тура · b8 чорна тура · g8 чорний король · g7 чорний пішак · h7 чорний пішак · c6 білий ферзь · d5 білий король · e5 білий кінь · a3 чорний ферзь | 4 |
| 3 | a8 чорна тура · b8 чорна тура · g8 чорний король · g7 чорний пішак · h7 чорний пішак · c6 білий ферзь · d5 білий король · e5 білий кінь · a3 чорний ферзь | a8 чорна тура · b8 чорна тура · g8 чорний король · g7 чорний пішак · h7 чорний пішак · c6 білий ферзь · d5 білий король · e5 білий кінь · a3 чорний ферзь | a8 чорна тура · b8 чорна тура · g8 чорний король · g7 чорний пішак · h7 чорний пішак · c6 білий ферзь · d5 білий король · e5 білий кінь · a3 чорний ферзь | a8 чорна тура · b8 чорна тура · g8 чорний король · g7 чорний пішак · h7 чорний пішак · c6 білий ферзь · d5 білий король · e5 білий кінь · a3 чорний ферзь | a8 чорна тура · b8 чорна тура · g8 чорний король · g7 чорний пішак · h7 чорний пішак · c6 білий ферзь · d5 білий король · e5 білий кінь · a3 чорний ферзь | a8 чорна тура · b8 чорна тура · g8 чорний король · g7 чорний пішак · h7 чорний пішак · c6 білий ферзь · d5 білий король · e5 білий кінь · a3 чорний ферзь | a8 чорна тура · b8 чорна тура · g8 чорний король · g7 чорний пішак · h7 чорний пішак · c6 білий ферзь · d5 білий король · e5 білий кінь · a3 чорний ферзь | a8 чорна тура · b8 чорна тура · g8 чорний король · g7 чорний пішак · h7 чорний пішак · c6 білий ферзь · d5 білий король · e5 білий кінь · a3 чорний ферзь | 3 |
| 2 | a8 чорна тура · b8 чорна тура · g8 чорний король · g7 чорний пішак · h7 чорний пішак · c6 білий ферзь · d5 білий король · e5 білий кінь · a3 чорний ферзь | a8 чорна тура · b8 чорна тура · g8 чорний король · g7 чорний пішак · h7 чорний пішак · c6 білий ферзь · d5 білий король · e5 білий кінь · a3 чорний ферзь | a8 чорна тура · b8 чорна тура · g8 чорний король · g7 чорний пішак · h7 чорний пішак · c6 білий ферзь · d5 білий король · e5 білий кінь · a3 чорний ферзь | a8 чорна тура · b8 чорна тура · g8 чорний король · g7 чорний пішак · h7 чорний пішак · c6 білий ферзь · d5 білий король · e5 білий кінь · a3 чорний ферзь | a8 чорна тура · b8 чорна тура · g8 чорний король · g7 чорний пішак · h7 чорний пішак · c6 білий ферзь · d5 білий король · e5 білий кінь · a3 чорний ферзь | a8 чорна тура · b8 чорна тура · g8 чорний король · g7 чорний пішак · h7 чорний пішак · c6 білий ферзь · d5 білий король · e5 білий кінь · a3 чорний ферзь | a8 чорна тура · b8 чорна тура · g8 чорний король · g7 чорний пішак · h7 чорний пішак · c6 білий ферзь · d5 білий король · e5 білий кінь · a3 чорний ферзь | a8 чорна тура · b8 чорна тура · g8 чорний король · g7 чорний пішак · h7 чорний пішак · c6 білий ферзь · d5 білий король · e5 білий кінь · a3 чорний ферзь | 2 |
| 1 | a8 чорна тура · b8 чорна тура · g8 чорний король · g7 чорний пішак · h7 чорний пішак · c6 білий ферзь · d5 білий король · e5 білий кінь · a3 чорний ферзь | a8 чорна тура · b8 чорна тура · g8 чорний король · g7 чорний пішак · h7 чорний пішак · c6 білий ферзь · d5 білий король · e5 білий кінь · a3 чорний ферзь | a8 чорна тура · b8 чорна тура · g8 чорний король · g7 чорний пішак · h7 чорний пішак · c6 білий ферзь · d5 білий король · e5 білий кінь · a3 чорний ферзь | a8 чорна тура · b8 чорна тура · g8 чорний король · g7 чорний пішак · h7 чорний пішак · c6 білий ферзь · d5 білий король · e5 білий кінь · a3 чорний ферзь | a8 чорна тура · b8 чорна тура · g8 чорний король · g7 чорний пішак · h7 чорний пішак · c6 білий ферзь · d5 білий король · e5 білий кінь · a3 чорний ферзь | a8 чорна тура · b8 чорна тура · g8 чорний король · g7 чорний пішак · h7 чорний пішак · c6 білий ферзь · d5 білий король · e5 білий кінь · a3 чорний ферзь | a8 чорна тура · b8 чорна тура · g8 чорний король · g7 чорний пішак · h7 чорний пішак · c6 білий ферзь · d5 білий король · e5 білий кінь · a3 чорний ферзь | a8 чорна тура · b8 чорна тура · g8 чорний король · g7 чорний пішак · h7 чорний пішак · c6 білий ферзь · d5 білий король · e5 білий кінь · a3 чорний ферзь | 1 |
|   | a | b | c | d | e | f | g | h |   |

Перші позиції такого роду комбінацій були виявлені у перських мансубах IX століття. З багатьох різновидів матів спертий є одним з найцікавіших. При цьому закінченні партії зазвичай задіюється зв'язка коня і ферзя.
Уперше структуру комбінації «спертий мат» було проаналізовано у 1497 році іспанцем Луїсом Раміресом де Лусеною у друкованій праці про шахи «Повторення любові і мистецтво гри в шахи» на такому прикладі:
1. Qe6+ Kh8 2. Nf7+ Kg8 3. Nh6++ Kh8 4. Qg8+!! R: g8 5. Nf7#!!
Ця ж тема використовується і у задачі Філідора.
|   | a | b | c | d | e | f | g | h |   |
| 8 | a8 чорна тура · f8 чорна тура · g8 чорний король · a7 чорний пішак · b6 чорний ферзь · e6 чорний слон · h6 чорний пішак · d5 чорний пішак · f5 чорний пішак · g5 чорний пішак · c4 білий пішак · f4 чорний пішак · h3 чорний кінь · a2 білий пішак · b2 білий пішак · c2 білий ферзь · d2 білий кінь · g2 білий пішак · h2 білий пішак · a1 біла тура · c1 білий слон · f1 біла тура · h1 білий король | a8 чорна тура · f8 чорна тура · g8 чорний король · a7 чорний пішак · b6 чорний ферзь · e6 чорний слон · h6 чорний пішак · d5 чорний пішак · f5 чорний пішак · g5 чорний пішак · c4 білий пішак · f4 чорний пішак · h3 чорний кінь · a2 білий пішак · b2 білий пішак · c2 білий ферзь · d2 білий кінь · g2 білий пішак · h2 білий пішак · a1 біла тура · c1 білий слон · f1 біла тура · h1 білий король | a8 чорна тура · f8 чорна тура · g8 чорний король · a7 чорний пішак · b6 чорний ферзь · e6 чорний слон · h6 чорний пішак · d5 чорний пішак · f5 чорний пішак · g5 чорний пішак · c4 білий пішак · f4 чорний пішак · h3 чорний кінь · a2 білий пішак · b2 білий пішак · c2 білий ферзь · d2 білий кінь · g2 білий пішак · h2 білий пішак · a1 біла тура · c1 білий слон · f1 біла тура · h1 білий король | a8 чорна тура · f8 чорна тура · g8 чорний король · a7 чорний пішак · b6 чорний ферзь · e6 чорний слон · h6 чорний пішак · d5 чорний пішак · f5 чорний пішак · g5 чорний пішак · c4 білий пішак · f4 чорний пішак · h3 чорний кінь · a2 білий пішак · b2 білий пішак · c2 білий ферзь · d2 білий кінь · g2 білий пішак · h2 білий пішак · a1 біла тура · c1 білий слон · f1 біла тура · h1 білий король | a8 чорна тура · f8 чорна тура · g8 чорний король · a7 чорний пішак · b6 чорний ферзь · e6 чорний слон · h6 чорний пішак · d5 чорний пішак · f5 чорний пішак · g5 чорний пішак · c4 білий пішак · f4 чорний пішак · h3 чорний кінь · a2 білий пішак · b2 білий пішак · c2 білий ферзь · d2 білий кінь · g2 білий пішак · h2 білий пішак · a1 біла тура · c1 білий слон · f1 біла тура · h1 білий король | a8 чорна тура · f8 чорна тура · g8 чорний король · a7 чорний пішак · b6 чорний ферзь · e6 чорний слон · h6 чорний пішак · d5 чорний пішак · f5 чорний пішак · g5 чорний пішак · c4 білий пішак · f4 чорний пішак · h3 чорний кінь · a2 білий пішак · b2 білий пішак · c2 білий ферзь · d2 білий кінь · g2 білий пішак · h2 білий пішак · a1 біла тура · c1 білий слон · f1 біла тура · h1 білий король | a8 чорна тура · f8 чорна тура · g8 чорний король · a7 чорний пішак · b6 чорний ферзь · e6 чорний слон · h6 чорний пішак · d5 чорний пішак · f5 чорний пішак · g5 чорний пішак · c4 білий пішак · f4 чорний пішак · h3 чорний кінь · a2 білий пішак · b2 білий пішак · c2 білий ферзь · d2 білий кінь · g2 білий пішак · h2 білий пішак · a1 біла тура · c1 білий слон · f1 біла тура · h1 білий король | a8 чорна тура · f8 чорна тура · g8 чорний король · a7 чорний пішак · b6 чорний ферзь · e6 чорний слон · h6 чорний пішак · d5 чорний пішак · f5 чорний пішак · g5 чорний пішак · c4 білий пішак · f4 чорний пішак · h3 чорний кінь · a2 білий пішак · b2 білий пішак · c2 білий ферзь · d2 білий кінь · g2 білий пішак · h2 білий пішак · a1 біла тура · c1 білий слон · f1 біла тура · h1 білий король | 8 |
| 7 | a8 чорна тура · f8 чорна тура · g8 чорний король · a7 чорний пішак · b6 чорний ферзь · e6 чорний слон · h6 чорний пішак · d5 чорний пішак · f5 чорний пішак · g5 чорний пішак · c4 білий пішак · f4 чорний пішак · h3 чорний кінь · a2 білий пішак · b2 білий пішак · c2 білий ферзь · d2 білий кінь · g2 білий пішак · h2 білий пішак · a1 біла тура · c1 білий слон · f1 біла тура · h1 білий король | a8 чорна тура · f8 чорна тура · g8 чорний король · a7 чорний пішак · b6 чорний ферзь · e6 чорний слон · h6 чорний пішак · d5 чорний пішак · f5 чорний пішак · g5 чорний пішак · c4 білий пішак · f4 чорний пішак · h3 чорний кінь · a2 білий пішак · b2 білий пішак · c2 білий ферзь · d2 білий кінь · g2 білий пішак · h2 білий пішак · a1 біла тура · c1 білий слон · f1 біла тура · h1 білий король | a8 чорна тура · f8 чорна тура · g8 чорний король · a7 чорний пішак · b6 чорний ферзь · e6 чорний слон · h6 чорний пішак · d5 чорний пішак · f5 чорний пішак · g5 чорний пішак · c4 білий пішак · f4 чорний пішак · h3 чорний кінь · a2 білий пішак · b2 білий пішак · c2 білий ферзь · d2 білий кінь · g2 білий пішак · h2 білий пішак · a1 біла тура · c1 білий слон · f1 біла тура · h1 білий король | a8 чорна тура · f8 чорна тура · g8 чорний король · a7 чорний пішак · b6 чорний ферзь · e6 чорний слон · h6 чорний пішак · d5 чорний пішак · f5 чорний пішак · g5 чорний пішак · c4 білий пішак · f4 чорний пішак · h3 чорний кінь · a2 білий пішак · b2 білий пішак · c2 білий ферзь · d2 білий кінь · g2 білий пішак · h2 білий пішак · a1 біла тура · c1 білий слон · f1 біла тура · h1 білий король | a8 чорна тура · f8 чорна тура · g8 чорний король · a7 чорний пішак · b6 чорний ферзь · e6 чорний слон · h6 чорний пішак · d5 чорний пішак · f5 чорний пішак · g5 чорний пішак · c4 білий пішак · f4 чорний пішак · h3 чорний кінь · a2 білий пішак · b2 білий пішак · c2 білий ферзь · d2 білий кінь · g2 білий пішак · h2 білий пішак · a1 біла тура · c1 білий слон · f1 біла тура · h1 білий король | a8 чорна тура · f8 чорна тура · g8 чорний король · a7 чорний пішак · b6 чорний ферзь · e6 чорний слон · h6 чорний пішак · d5 чорний пішак · f5 чорний пішак · g5 чорний пішак · c4 білий пішак · f4 чорний пішак · h3 чорний кінь · a2 білий пішак · b2 білий пішак · c2 білий ферзь · d2 білий кінь · g2 білий пішак · h2 білий пішак · a1 біла тура · c1 білий слон · f1 біла тура · h1 білий король | a8 чорна тура · f8 чорна тура · g8 чорний король · a7 чорний пішак · b6 чорний ферзь · e6 чорний слон · h6 чорний пішак · d5 чорний пішак · f5 чорний пішак · g5 чорний пішак · c4 білий пішак · f4 чорний пішак · h3 чорний кінь · a2 білий пішак · b2 білий пішак · c2 білий ферзь · d2 білий кінь · g2 білий пішак · h2 білий пішак · a1 біла тура · c1 білий слон · f1 біла тура · h1 білий король | a8 чорна тура · f8 чорна тура · g8 чорний король · a7 чорний пішак · b6 чорний ферзь · e6 чорний слон · h6 чорний пішак · d5 чорний пішак · f5 чорний пішак · g5 чорний пішак · c4 білий пішак · f4 чорний пішак · h3 чорний кінь · a2 білий пішак · b2 білий пішак · c2 білий ферзь · d2 білий кінь · g2 білий пішак · h2 білий пішак · a1 біла тура · c1 білий слон · f1 біла тура · h1 білий король | 7 |
| 6 | a8 чорна тура · f8 чорна тура · g8 чорний король · a7 чорний пішак · b6 чорний ферзь · e6 чорний слон · h6 чорний пішак · d5 чорний пішак · f5 чорний пішак · g5 чорний пішак · c4 білий пішак · f4 чорний пішак · h3 чорний кінь · a2 білий пішак · b2 білий пішак · c2 білий ферзь · d2 білий кінь · g2 білий пішак · h2 білий пішак · a1 біла тура · c1 білий слон · f1 біла тура · h1 білий король | a8 чорна тура · f8 чорна тура · g8 чорний король · a7 чорний пішак · b6 чорний ферзь · e6 чорний слон · h6 чорний пішак · d5 чорний пішак · f5 чорний пішак · g5 чорний пішак · c4 білий пішак · f4 чорний пішак · h3 чорний кінь · a2 білий пішак · b2 білий пішак · c2 білий ферзь · d2 білий кінь · g2 білий пішак · h2 білий пішак · a1 біла тура · c1 білий слон · f1 біла тура · h1 білий король | a8 чорна тура · f8 чорна тура · g8 чорний король · a7 чорний пішак · b6 чорний ферзь · e6 чорний слон · h6 чорний пішак · d5 чорний пішак · f5 чорний пішак · g5 чорний пішак · c4 білий пішак · f4 чорний пішак · h3 чорний кінь · a2 білий пішак · b2 білий пішак · c2 білий ферзь · d2 білий кінь · g2 білий пішак · h2 білий пішак · a1 біла тура · c1 білий слон · f1 біла тура · h1 білий король | a8 чорна тура · f8 чорна тура · g8 чорний король · a7 чорний пішак · b6 чорний ферзь · e6 чорний слон · h6 чорний пішак · d5 чорний пішак · f5 чорний пішак · g5 чорний пішак · c4 білий пішак · f4 чорний пішак · h3 чорний кінь · a2 білий пішак · b2 білий пішак · c2 білий ферзь · d2 білий кінь · g2 білий пішак · h2 білий пішак · a1 біла тура · c1 білий слон · f1 біла тура · h1 білий король | a8 чорна тура · f8 чорна тура · g8 чорний король · a7 чорний пішак · b6 чорний ферзь · e6 чорний слон · h6 чорний пішак · d5 чорний пішак · f5 чорний пішак · g5 чорний пішак · c4 білий пішак · f4 чорний пішак · h3 чорний кінь · a2 білий пішак · b2 білий пішак · c2 білий ферзь · d2 білий кінь · g2 білий пішак · h2 білий пішак · a1 біла тура · c1 білий слон · f1 біла тура · h1 білий король | a8 чорна тура · f8 чорна тура · g8 чорний король · a7 чорний пішак · b6 чорний ферзь · e6 чорний слон · h6 чорний пішак · d5 чорний пішак · f5 чорний пішак · g5 чорний пішак · c4 білий пішак · f4 чорний пішак · h3 чорний кінь · a2 білий пішак · b2 білий пішак · c2 білий ферзь · d2 білий кінь · g2 білий пішак · h2 білий пішак · a1 біла тура · c1 білий слон · f1 біла тура · h1 білий король | a8 чорна тура · f8 чорна тура · g8 чорний король · a7 чорний пішак · b6 чорний ферзь · e6 чорний слон · h6 чорний пішак · d5 чорний пішак · f5 чорний пішак · g5 чорний пішак · c4 білий пішак · f4 чорний пішак · h3 чорний кінь · a2 білий пішак · b2 білий пішак · c2 білий ферзь · d2 білий кінь · g2 білий пішак · h2 білий пішак · a1 біла тура · c1 білий слон · f1 біла тура · h1 білий король | a8 чорна тура · f8 чорна тура · g8 чорний король · a7 чорний пішак · b6 чорний ферзь · e6 чорний слон · h6 чорний пішак · d5 чорний пішак · f5 чорний пішак · g5 чорний пішак · c4 білий пішак · f4 чорний пішак · h3 чорний кінь · a2 білий пішак · b2 білий пішак · c2 білий ферзь · d2 білий кінь · g2 білий пішак · h2 білий пішак · a1 біла тура · c1 білий слон · f1 біла тура · h1 білий король | 6 |
| 5 | a8 чорна тура · f8 чорна тура · g8 чорний король · a7 чорний пішак · b6 чорний ферзь · e6 чорний слон · h6 чорний пішак · d5 чорний пішак · f5 чорний пішак · g5 чорний пішак · c4 білий пішак · f4 чорний пішак · h3 чорний кінь · a2 білий пішак · b2 білий пішак · c2 білий ферзь · d2 білий кінь · g2 білий пішак · h2 білий пішак · a1 біла тура · c1 білий слон · f1 біла тура · h1 білий король | a8 чорна тура · f8 чорна тура · g8 чорний король · a7 чорний пішак · b6 чорний ферзь · e6 чорний слон · h6 чорний пішак · d5 чорний пішак · f5 чорний пішак · g5 чорний пішак · c4 білий пішак · f4 чорний пішак · h3 чорний кінь · a2 білий пішак · b2 білий пішак · c2 білий ферзь · d2 білий кінь · g2 білий пішак · h2 білий пішак · a1 біла тура · c1 білий слон · f1 біла тура · h1 білий король | a8 чорна тура · f8 чорна тура · g8 чорний король · a7 чорний пішак · b6 чорний ферзь · e6 чорний слон · h6 чорний пішак · d5 чорний пішак · f5 чорний пішак · g5 чорний пішак · c4 білий пішак · f4 чорний пішак · h3 чорний кінь · a2 білий пішак · b2 білий пішак · c2 білий ферзь · d2 білий кінь · g2 білий пішак · h2 білий пішак · a1 біла тура · c1 білий слон · f1 біла тура · h1 білий король | a8 чорна тура · f8 чорна тура · g8 чорний король · a7 чорний пішак · b6 чорний ферзь · e6 чорний слон · h6 чорний пішак · d5 чорний пішак · f5 чорний пішак · g5 чорний пішак · c4 білий пішак · f4 чорний пішак · h3 чорний кінь · a2 білий пішак · b2 білий пішак · c2 білий ферзь · d2 білий кінь · g2 білий пішак · h2 білий пішак · a1 біла тура · c1 білий слон · f1 біла тура · h1 білий король | a8 чорна тура · f8 чорна тура · g8 чорний король · a7 чорний пішак · b6 чорний ферзь · e6 чорний слон · h6 чорний пішак · d5 чорний пішак · f5 чорний пішак · g5 чорний пішак · c4 білий пішак · f4 чорний пішак · h3 чорний кінь · a2 білий пішак · b2 білий пішак · c2 білий ферзь · d2 білий кінь · g2 білий пішак · h2 білий пішак · a1 біла тура · c1 білий слон · f1 біла тура · h1 білий король | a8 чорна тура · f8 чорна тура · g8 чорний король · a7 чорний пішак · b6 чорний ферзь · e6 чорний слон · h6 чорний пішак · d5 чорний пішак · f5 чорний пішак · g5 чорний пішак · c4 білий пішак · f4 чорний пішак · h3 чорний кінь · a2 білий пішак · b2 білий пішак · c2 білий ферзь · d2 білий кінь · g2 білий пішак · h2 білий пішак · a1 біла тура · c1 білий слон · f1 біла тура · h1 білий король | a8 чорна тура · f8 чорна тура · g8 чорний король · a7 чорний пішак · b6 чорний ферзь · e6 чорний слон · h6 чорний пішак · d5 чорний пішак · f5 чорний пішак · g5 чорний пішак · c4 білий пішак · f4 чорний пішак · h3 чорний кінь · a2 білий пішак · b2 білий пішак · c2 білий ферзь · d2 білий кінь · g2 білий пішак · h2 білий пішак · a1 біла тура · c1 білий слон · f1 біла тура · h1 білий король | a8 чорна тура · f8 чорна тура · g8 чорний король · a7 чорний пішак · b6 чорний ферзь · e6 чорний слон · h6 чорний пішак · d5 чорний пішак · f5 чорний пішак · g5 чорний пішак · c4 білий пішак · f4 чорний пішак · h3 чорний кінь · a2 білий пішак · b2 білий пішак · c2 білий ферзь · d2 білий кінь · g2 білий пішак · h2 білий пішак · a1 біла тура · c1 білий слон · f1 біла тура · h1 білий король | 5 |
| 4 | a8 чорна тура · f8 чорна тура · g8 чорний король · a7 чорний пішак · b6 чорний ферзь · e6 чорний слон · h6 чорний пішак · d5 чорний пішак · f5 чорний пішак · g5 чорний пішак · c4 білий пішак · f4 чорний пішак · h3 чорний кінь · a2 білий пішак · b2 білий пішак · c2 білий ферзь · d2 білий кінь · g2 білий пішак · h2 білий пішак · a1 біла тура · c1 білий слон · f1 біла тура · h1 білий король | a8 чорна тура · f8 чорна тура · g8 чорний король · a7 чорний пішак · b6 чорний ферзь · e6 чорний слон · h6 чорний пішак · d5 чорний пішак · f5 чорний пішак · g5 чорний пішак · c4 білий пішак · f4 чорний пішак · h3 чорний кінь · a2 білий пішак · b2 білий пішак · c2 білий ферзь · d2 білий кінь · g2 білий пішак · h2 білий пішак · a1 біла тура · c1 білий слон · f1 біла тура · h1 білий король | a8 чорна тура · f8 чорна тура · g8 чорний король · a7 чорний пішак · b6 чорний ферзь · e6 чорний слон · h6 чорний пішак · d5 чорний пішак · f5 чорний пішак · g5 чорний пішак · c4 білий пішак · f4 чорний пішак · h3 чорний кінь · a2 білий пішак · b2 білий пішак · c2 білий ферзь · d2 білий кінь · g2 білий пішак · h2 білий пішак · a1 біла тура · c1 білий слон · f1 біла тура · h1 білий король | a8 чорна тура · f8 чорна тура · g8 чорний король · a7 чорний пішак · b6 чорний ферзь · e6 чорний слон · h6 чорний пішак · d5 чорний пішак · f5 чорний пішак · g5 чорний пішак · c4 білий пішак · f4 чорний пішак · h3 чорний кінь · a2 білий пішак · b2 білий пішак · c2 білий ферзь · d2 білий кінь · g2 білий пішак · h2 білий пішак · a1 біла тура · c1 білий слон · f1 біла тура · h1 білий король | a8 чорна тура · f8 чорна тура · g8 чорний король · a7 чорний пішак · b6 чорний ферзь · e6 чорний слон · h6 чорний пішак · d5 чорний пішак · f5 чорний пішак · g5 чорний пішак · c4 білий пішак · f4 чорний пішак · h3 чорний кінь · a2 білий пішак · b2 білий пішак · c2 білий ферзь · d2 білий кінь · g2 білий пішак · h2 білий пішак · a1 біла тура · c1 білий слон · f1 біла тура · h1 білий король | a8 чорна тура · f8 чорна тура · g8 чорний король · a7 чорний пішак · b6 чорний ферзь · e6 чорний слон · h6 чорний пішак · d5 чорний пішак · f5 чорний пішак · g5 чорний пішак · c4 білий пішак · f4 чорний пішак · h3 чорний кінь · a2 білий пішак · b2 білий пішак · c2 білий ферзь · d2 білий кінь · g2 білий пішак · h2 білий пішак · a1 біла тура · c1 білий слон · f1 біла тура · h1 білий король | a8 чорна тура · f8 чорна тура · g8 чорний король · a7 чорний пішак · b6 чорний ферзь · e6 чорний слон · h6 чорний пішак · d5 чорний пішак · f5 чорний пішак · g5 чорний пішак · c4 білий пішак · f4 чорний пішак · h3 чорний кінь · a2 білий пішак · b2 білий пішак · c2 білий ферзь · d2 білий кінь · g2 білий пішак · h2 білий пішак · a1 біла тура · c1 білий слон · f1 біла тура · h1 білий король | a8 чорна тура · f8 чорна тура · g8 чорний король · a7 чорний пішак · b6 чорний ферзь · e6 чорний слон · h6 чорний пішак · d5 чорний пішак · f5 чорний пішак · g5 чорний пішак · c4 білий пішак · f4 чорний пішак · h3 чорний кінь · a2 білий пішак · b2 білий пішак · c2 білий ферзь · d2 білий кінь · g2 білий пішак · h2 білий пішак · a1 біла тура · c1 білий слон · f1 біла тура · h1 білий король | 4 |
| 3 | a8 чорна тура · f8 чорна тура · g8 чорний король · a7 чорний пішак · b6 чорний ферзь · e6 чорний слон · h6 чорний пішак · d5 чорний пішак · f5 чорний пішак · g5 чорний пішак · c4 білий пішак · f4 чорний пішак · h3 чорний кінь · a2 білий пішак · b2 білий пішак · c2 білий ферзь · d2 білий кінь · g2 білий пішак · h2 білий пішак · a1 біла тура · c1 білий слон · f1 біла тура · h1 білий король | a8 чорна тура · f8 чорна тура · g8 чорний король · a7 чорний пішак · b6 чорний ферзь · e6 чорний слон · h6 чорний пішак · d5 чорний пішак · f5 чорний пішак · g5 чорний пішак · c4 білий пішак · f4 чорний пішак · h3 чорний кінь · a2 білий пішак · b2 білий пішак · c2 білий ферзь · d2 білий кінь · g2 білий пішак · h2 білий пішак · a1 біла тура · c1 білий слон · f1 біла тура · h1 білий король | a8 чорна тура · f8 чорна тура · g8 чорний король · a7 чорний пішак · b6 чорний ферзь · e6 чорний слон · h6 чорний пішак · d5 чорний пішак · f5 чорний пішак · g5 чорний пішак · c4 білий пішак · f4 чорний пішак · h3 чорний кінь · a2 білий пішак · b2 білий пішак · c2 білий ферзь · d2 білий кінь · g2 білий пішак · h2 білий пішак · a1 біла тура · c1 білий слон · f1 біла тура · h1 білий король | a8 чорна тура · f8 чорна тура · g8 чорний король · a7 чорний пішак · b6 чорний ферзь · e6 чорний слон · h6 чорний пішак · d5 чорний пішак · f5 чорний пішак · g5 чорний пішак · c4 білий пішак · f4 чорний пішак · h3 чорний кінь · a2 білий пішак · b2 білий пішак · c2 білий ферзь · d2 білий кінь · g2 білий пішак · h2 білий пішак · a1 біла тура · c1 білий слон · f1 біла тура · h1 білий король | a8 чорна тура · f8 чорна тура · g8 чорний король · a7 чорний пішак · b6 чорний ферзь · e6 чорний слон · h6 чорний пішак · d5 чорний пішак · f5 чорний пішак · g5 чорний пішак · c4 білий пішак · f4 чорний пішак · h3 чорний кінь · a2 білий пішак · b2 білий пішак · c2 білий ферзь · d2 білий кінь · g2 білий пішак · h2 білий пішак · a1 біла тура · c1 білий слон · f1 біла тура · h1 білий король | a8 чорна тура · f8 чорна тура · g8 чорний король · a7 чорний пішак · b6 чорний ферзь · e6 чорний слон · h6 чорний пішак · d5 чорний пішак · f5 чорний пішак · g5 чорний пішак · c4 білий пішак · f4 чорний пішак · h3 чорний кінь · a2 білий пішак · b2 білий пішак · c2 білий ферзь · d2 білий кінь · g2 білий пішак · h2 білий пішак · a1 біла тура · c1 білий слон · f1 біла тура · h1 білий король | a8 чорна тура · f8 чорна тура · g8 чорний король · a7 чорний пішак · b6 чорний ферзь · e6 чорний слон · h6 чорний пішак · d5 чорний пішак · f5 чорний пішак · g5 чорний пішак · c4 білий пішак · f4 чорний пішак · h3 чорний кінь · a2 білий пішак · b2 білий пішак · c2 білий ферзь · d2 білий кінь · g2 білий пішак · h2 білий пішак · a1 біла тура · c1 білий слон · f1 біла тура · h1 білий король | a8 чорна тура · f8 чорна тура · g8 чорний король · a7 чорний пішак · b6 чорний ферзь · e6 чорний слон · h6 чорний пішак · d5 чорний пішак · f5 чорний пішак · g5 чорний пішак · c4 білий пішак · f4 чорний пішак · h3 чорний кінь · a2 білий пішак · b2 білий пішак · c2 білий ферзь · d2 білий кінь · g2 білий пішак · h2 білий пішак · a1 біла тура · c1 білий слон · f1 біла тура · h1 білий король | 3 |
| 2 | a8 чорна тура · f8 чорна тура · g8 чорний король · a7 чорний пішак · b6 чорний ферзь · e6 чорний слон · h6 чорний пішак · d5 чорний пішак · f5 чорний пішак · g5 чорний пішак · c4 білий пішак · f4 чорний пішак · h3 чорний кінь · a2 білий пішак · b2 білий пішак · c2 білий ферзь · d2 білий кінь · g2 білий пішак · h2 білий пішак · a1 біла тура · c1 білий слон · f1 біла тура · h1 білий король | a8 чорна тура · f8 чорна тура · g8 чорний король · a7 чорний пішак · b6 чорний ферзь · e6 чорний слон · h6 чорний пішак · d5 чорний пішак · f5 чорний пішак · g5 чорний пішак · c4 білий пішак · f4 чорний пішак · h3 чорний кінь · a2 білий пішак · b2 білий пішак · c2 білий ферзь · d2 білий кінь · g2 білий пішак · h2 білий пішак · a1 біла тура · c1 білий слон · f1 біла тура · h1 білий король | a8 чорна тура · f8 чорна тура · g8 чорний король · a7 чорний пішак · b6 чорний ферзь · e6 чорний слон · h6 чорний пішак · d5 чорний пішак · f5 чорний пішак · g5 чорний пішак · c4 білий пішак · f4 чорний пішак · h3 чорний кінь · a2 білий пішак · b2 білий пішак · c2 білий ферзь · d2 білий кінь · g2 білий пішак · h2 білий пішак · a1 біла тура · c1 білий слон · f1 біла тура · h1 білий король | a8 чорна тура · f8 чорна тура · g8 чорний король · a7 чорний пішак · b6 чорний ферзь · e6 чорний слон · h6 чорний пішак · d5 чорний пішак · f5 чорний пішак · g5 чорний пішак · c4 білий пішак · f4 чорний пішак · h3 чорний кінь · a2 білий пішак · b2 білий пішак · c2 білий ферзь · d2 білий кінь · g2 білий пішак · h2 білий пішак · a1 біла тура · c1 білий слон · f1 біла тура · h1 білий король | a8 чорна тура · f8 чорна тура · g8 чорний король · a7 чорний пішак · b6 чорний ферзь · e6 чорний слон · h6 чорний пішак · d5 чорний пішак · f5 чорний пішак · g5 чорний пішак · c4 білий пішак · f4 чорний пішак · h3 чорний кінь · a2 білий пішак · b2 білий пішак · c2 білий ферзь · d2 білий кінь · g2 білий пішак · h2 білий пішак · a1 біла тура · c1 білий слон · f1 біла тура · h1 білий король | a8 чорна тура · f8 чорна тура · g8 чорний король · a7 чорний пішак · b6 чорний ферзь · e6 чорний слон · h6 чорний пішак · d5 чорний пішак · f5 чорний пішак · g5 чорний пішак · c4 білий пішак · f4 чорний пішак · h3 чорний кінь · a2 білий пішак · b2 білий пішак · c2 білий ферзь · d2 білий кінь · g2 білий пішак · h2 білий пішак · a1 біла тура · c1 білий слон · f1 біла тура · h1 білий король | a8 чорна тура · f8 чорна тура · g8 чорний король · a7 чорний пішак · b6 чорний ферзь · e6 чорний слон · h6 чорний пішак · d5 чорний пішак · f5 чорний пішак · g5 чорний пішак · c4 білий пішак · f4 чорний пішак · h3 чорний кінь · a2 білий пішак · b2 білий пішак · c2 білий ферзь · d2 білий кінь · g2 білий пішак · h2 білий пішак · a1 біла тура · c1 білий слон · f1 біла тура · h1 білий король | a8 чорна тура · f8 чорна тура · g8 чорний король · a7 чорний пішак · b6 чорний ферзь · e6 чорний слон · h6 чорний пішак · d5 чорний пішак · f5 чорний пішак · g5 чорний пішак · c4 білий пішак · f4 чорний пішак · h3 чорний кінь · a2 білий пішак · b2 білий пішак · c2 білий ферзь · d2 білий кінь · g2 білий пішак · h2 білий пішак · a1 біла тура · c1 білий слон · f1 біла тура · h1 білий король | 2 |
| 1 | a8 чорна тура · f8 чорна тура · g8 чорний король · a7 чорний пішак · b6 чорний ферзь · e6 чорний слон · h6 чорний пішак · d5 чорний пішак · f5 чорний пішак · g5 чорний пішак · c4 білий пішак · f4 чорний пішак · h3 чорний кінь · a2 білий пішак · b2 білий пішак · c2 білий ферзь · d2 білий кінь · g2 білий пішак · h2 білий пішак · a1 біла тура · c1 білий слон · f1 біла тура · h1 білий король | a8 чорна тура · f8 чорна тура · g8 чорний король · a7 чорний пішак · b6 чорний ферзь · e6 чорний слон · h6 чорний пішак · d5 чорний пішак · f5 чорний пішак · g5 чорний пішак · c4 білий пішак · f4 чорний пішак · h3 чорний кінь · a2 білий пішак · b2 білий пішак · c2 білий ферзь · d2 білий кінь · g2 білий пішак · h2 білий пішак · a1 біла тура · c1 білий слон · f1 біла тура · h1 білий король | a8 чорна тура · f8 чорна тура · g8 чорний король · a7 чорний пішак · b6 чорний ферзь · e6 чорний слон · h6 чорний пішак · d5 чорний пішак · f5 чорний пішак · g5 чорний пішак · c4 білий пішак · f4 чорний пішак · h3 чорний кінь · a2 білий пішак · b2 білий пішак · c2 білий ферзь · d2 білий кінь · g2 білий пішак · h2 білий пішак · a1 біла тура · c1 білий слон · f1 біла тура · h1 білий король | a8 чорна тура · f8 чорна тура · g8 чорний король · a7 чорний пішак · b6 чорний ферзь · e6 чорний слон · h6 чорний пішак · d5 чорний пішак · f5 чорний пішак · g5 чорний пішак · c4 білий пішак · f4 чорний пішак · h3 чорний кінь · a2 білий пішак · b2 білий пішак · c2 білий ферзь · d2 білий кінь · g2 білий пішак · h2 білий пішак · a1 біла тура · c1 білий слон · f1 біла тура · h1 білий король | a8 чорна тура · f8 чорна тура · g8 чорний король · a7 чорний пішак · b6 чорний ферзь · e6 чорний слон · h6 чорний пішак · d5 чорний пішак · f5 чорний пішак · g5 чорний пішак · c4 білий пішак · f4 чорний пішак · h3 чорний кінь · a2 білий пішак · b2 білий пішак · c2 білий ферзь · d2 білий кінь · g2 білий пішак · h2 білий пішак · a1 біла тура · c1 білий слон · f1 біла тура · h1 білий король | a8 чорна тура · f8 чорна тура · g8 чорний король · a7 чорний пішак · b6 чорний ферзь · e6 чорний слон · h6 чорний пішак · d5 чорний пішак · f5 чорний пішак · g5 чорний пішак · c4 білий пішак · f4 чорний пішак · h3 чорний кінь · a2 білий пішак · b2 білий пішак · c2 білий ферзь · d2 білий кінь · g2 білий пішак · h2 білий пішак · a1 біла тура · c1 білий слон · f1 біла тура · h1 білий король | a8 чорна тура · f8 чорна тура · g8 чорний король · a7 чорний пішак · b6 чорний ферзь · e6 чорний слон · h6 чорний пішак · d5 чорний пішак · f5 чорний пішак · g5 чорний пішак · c4 білий пішак · f4 чорний пішак · h3 чорний кінь · a2 білий пішак · b2 білий пішак · c2 білий ферзь · d2 білий кінь · g2 білий пішак · h2 білий пішак · a1 біла тура · c1 білий слон · f1 біла тура · h1 білий король | a8 чорна тура · f8 чорна тура · g8 чорний король · a7 чорний пішак · b6 чорний ферзь · e6 чорний слон · h6 чорний пішак · d5 чорний пішак · f5 чорний пішак · g5 чорний пішак · c4 білий пішак · f4 чорний пішак · h3 чорний кінь · a2 білий пішак · b2 білий пішак · c2 білий ферзь · d2 білий кінь · g2 білий пішак · h2 білий пішак · a1 біла тура · c1 білий слон · f1 біла тура · h1 білий король | 1 |
|   | a | b | c | d | e | f | g | h |   |

У цій позиції чорні ходять 22. … Qg1+ примушуючи білу туру бити чорного ферзя 23. Rxg1. Тепер тура не захищає вертикаль f і блокує короля від будь-якого ходу. Кінь чорних ставить спертий мат 23. … Nf2#.

## Спертий мат у дебюті
Спертий мат можливий не лише у середині гри та закінченні, але і у дебюті. Прикладом можуть служити декілька коротких партій:
|   | a | b | c | d | e | f | g | h |   |
| 8 | a8 чорна тура · c8 чорний слон · e8 чорний король · f8 чорний слон · g8 чорний кінь · h8 чорна тура · a7 чорний пішак · b7 чорний пішак · c7 чорний пішак · d7 чорний пішак · f7 білий кінь · g7 чорний пішак · h7 чорний пішак · e4 чорний ферзь · f3 чорний кінь · a2 білий пішак · b2 білий пішак · c2 білий пішак · d2 білий пішак · e2 білий слон · f2 білий пішак · h2 білий пішак · a1 біла тура · b1 білий кінь · c1 білий слон · d1 білий ферзь · e1 білий король · f1 біла тура | a8 чорна тура · c8 чорний слон · e8 чорний король · f8 чорний слон · g8 чорний кінь · h8 чорна тура · a7 чорний пішак · b7 чорний пішак · c7 чорний пішак · d7 чорний пішак · f7 білий кінь · g7 чорний пішак · h7 чорний пішак · e4 чорний ферзь · f3 чорний кінь · a2 білий пішак · b2 білий пішак · c2 білий пішак · d2 білий пішак · e2 білий слон · f2 білий пішак · h2 білий пішак · a1 біла тура · b1 білий кінь · c1 білий слон · d1 білий ферзь · e1 білий король · f1 біла тура | a8 чорна тура · c8 чорний слон · e8 чорний король · f8 чорний слон · g8 чорний кінь · h8 чорна тура · a7 чорний пішак · b7 чорний пішак · c7 чорний пішак · d7 чорний пішак · f7 білий кінь · g7 чорний пішак · h7 чорний пішак · e4 чорний ферзь · f3 чорний кінь · a2 білий пішак · b2 білий пішак · c2 білий пішак · d2 білий пішак · e2 білий слон · f2 білий пішак · h2 білий пішак · a1 біла тура · b1 білий кінь · c1 білий слон · d1 білий ферзь · e1 білий король · f1 біла тура | a8 чорна тура · c8 чорний слон · e8 чорний король · f8 чорний слон · g8 чорний кінь · h8 чорна тура · a7 чорний пішак · b7 чорний пішак · c7 чорний пішак · d7 чорний пішак · f7 білий кінь · g7 чорний пішак · h7 чорний пішак · e4 чорний ферзь · f3 чорний кінь · a2 білий пішак · b2 білий пішак · c2 білий пішак · d2 білий пішак · e2 білий слон · f2 білий пішак · h2 білий пішак · a1 біла тура · b1 білий кінь · c1 білий слон · d1 білий ферзь · e1 білий король · f1 біла тура | a8 чорна тура · c8 чорний слон · e8 чорний король · f8 чорний слон · g8 чорний кінь · h8 чорна тура · a7 чорний пішак · b7 чорний пішак · c7 чорний пішак · d7 чорний пішак · f7 білий кінь · g7 чорний пішак · h7 чорний пішак · e4 чорний ферзь · f3 чорний кінь · a2 білий пішак · b2 білий пішак · c2 білий пішак · d2 білий пішак · e2 білий слон · f2 білий пішак · h2 білий пішак · a1 біла тура · b1 білий кінь · c1 білий слон · d1 білий ферзь · e1 білий король · f1 біла тура | a8 чорна тура · c8 чорний слон · e8 чорний король · f8 чорний слон · g8 чорний кінь · h8 чорна тура · a7 чорний пішак · b7 чорний пішак · c7 чорний пішак · d7 чорний пішак · f7 білий кінь · g7 чорний пішак · h7 чорний пішак · e4 чорний ферзь · f3 чорний кінь · a2 білий пішак · b2 білий пішак · c2 білий пішак · d2 білий пішак · e2 білий слон · f2 білий пішак · h2 білий пішак · a1 біла тура · b1 білий кінь · c1 білий слон · d1 білий ферзь · e1 білий король · f1 біла тура | a8 чорна тура · c8 чорний слон · e8 чорний король · f8 чорний слон · g8 чорний кінь · h8 чорна тура · a7 чорний пішак · b7 чорний пішак · c7 чорний пішак · d7 чорний пішак · f7 білий кінь · g7 чорний пішак · h7 чорний пішак · e4 чорний ферзь · f3 чорний кінь · a2 білий пішак · b2 білий пішак · c2 білий пішак · d2 білий пішак · e2 білий слон · f2 білий пішак · h2 білий пішак · a1 біла тура · b1 білий кінь · c1 білий слон · d1 білий ферзь · e1 білий король · f1 біла тура | a8 чорна тура · c8 чорний слон · e8 чорний король · f8 чорний слон · g8 чорний кінь · h8 чорна тура · a7 чорний пішак · b7 чорний пішак · c7 чорний пішак · d7 чорний пішак · f7 білий кінь · g7 чорний пішак · h7 чорний пішак · e4 чорний ферзь · f3 чорний кінь · a2 білий пішак · b2 білий пішак · c2 білий пішак · d2 білий пішак · e2 білий слон · f2 білий пішак · h2 білий пішак · a1 біла тура · b1 білий кінь · c1 білий слон · d1 білий ферзь · e1 білий король · f1 біла тура | 8 |
| 7 | a8 чорна тура · c8 чорний слон · e8 чорний король · f8 чорний слон · g8 чорний кінь · h8 чорна тура · a7 чорний пішак · b7 чорний пішак · c7 чорний пішак · d7 чорний пішак · f7 білий кінь · g7 чорний пішак · h7 чорний пішак · e4 чорний ферзь · f3 чорний кінь · a2 білий пішак · b2 білий пішак · c2 білий пішак · d2 білий пішак · e2 білий слон · f2 білий пішак · h2 білий пішак · a1 біла тура · b1 білий кінь · c1 білий слон · d1 білий ферзь · e1 білий король · f1 біла тура | a8 чорна тура · c8 чорний слон · e8 чорний король · f8 чорний слон · g8 чорний кінь · h8 чорна тура · a7 чорний пішак · b7 чорний пішак · c7 чорний пішак · d7 чорний пішак · f7 білий кінь · g7 чорний пішак · h7 чорний пішак · e4 чорний ферзь · f3 чорний кінь · a2 білий пішак · b2 білий пішак · c2 білий пішак · d2 білий пішак · e2 білий слон · f2 білий пішак · h2 білий пішак · a1 біла тура · b1 білий кінь · c1 білий слон · d1 білий ферзь · e1 білий король · f1 біла тура | a8 чорна тура · c8 чорний слон · e8 чорний король · f8 чорний слон · g8 чорний кінь · h8 чорна тура · a7 чорний пішак · b7 чорний пішак · c7 чорний пішак · d7 чорний пішак · f7 білий кінь · g7 чорний пішак · h7 чорний пішак · e4 чорний ферзь · f3 чорний кінь · a2 білий пішак · b2 білий пішак · c2 білий пішак · d2 білий пішак · e2 білий слон · f2 білий пішак · h2 білий пішак · a1 біла тура · b1 білий кінь · c1 білий слон · d1 білий ферзь · e1 білий король · f1 біла тура | a8 чорна тура · c8 чорний слон · e8 чорний король · f8 чорний слон · g8 чорний кінь · h8 чорна тура · a7 чорний пішак · b7 чорний пішак · c7 чорний пішак · d7 чорний пішак · f7 білий кінь · g7 чорний пішак · h7 чорний пішак · e4 чорний ферзь · f3 чорний кінь · a2 білий пішак · b2 білий пішак · c2 білий пішак · d2 білий пішак · e2 білий слон · f2 білий пішак · h2 білий пішак · a1 біла тура · b1 білий кінь · c1 білий слон · d1 білий ферзь · e1 білий король · f1 біла тура | a8 чорна тура · c8 чорний слон · e8 чорний король · f8 чорний слон · g8 чорний кінь · h8 чорна тура · a7 чорний пішак · b7 чорний пішак · c7 чорний пішак · d7 чорний пішак · f7 білий кінь · g7 чорний пішак · h7 чорний пішак · e4 чорний ферзь · f3 чорний кінь · a2 білий пішак · b2 білий пішак · c2 білий пішак · d2 білий пішак · e2 білий слон · f2 білий пішак · h2 білий пішак · a1 біла тура · b1 білий кінь · c1 білий слон · d1 білий ферзь · e1 білий король · f1 біла тура | a8 чорна тура · c8 чорний слон · e8 чорний король · f8 чорний слон · g8 чорний кінь · h8 чорна тура · a7 чорний пішак · b7 чорний пішак · c7 чорний пішак · d7 чорний пішак · f7 білий кінь · g7 чорний пішак · h7 чорний пішак · e4 чорний ферзь · f3 чорний кінь · a2 білий пішак · b2 білий пішак · c2 білий пішак · d2 білий пішак · e2 білий слон · f2 білий пішак · h2 білий пішак · a1 біла тура · b1 білий кінь · c1 білий слон · d1 білий ферзь · e1 білий король · f1 біла тура | a8 чорна тура · c8 чорний слон · e8 чорний король · f8 чорний слон · g8 чорний кінь · h8 чорна тура · a7 чорний пішак · b7 чорний пішак · c7 чорний пішак · d7 чорний пішак · f7 білий кінь · g7 чорний пішак · h7 чорний пішак · e4 чорний ферзь · f3 чорний кінь · a2 білий пішак · b2 білий пішак · c2 білий пішак · d2 білий пішак · e2 білий слон · f2 білий пішак · h2 білий пішак · a1 біла тура · b1 білий кінь · c1 білий слон · d1 білий ферзь · e1 білий король · f1 біла тура | a8 чорна тура · c8 чорний слон · e8 чорний король · f8 чорний слон · g8 чорний кінь · h8 чорна тура · a7 чорний пішак · b7 чорний пішак · c7 чорний пішак · d7 чорний пішак · f7 білий кінь · g7 чорний пішак · h7 чорний пішак · e4 чорний ферзь · f3 чорний кінь · a2 білий пішак · b2 білий пішак · c2 білий пішак · d2 білий пішак · e2 білий слон · f2 білий пішак · h2 білий пішак · a1 біла тура · b1 білий кінь · c1 білий слон · d1 білий ферзь · e1 білий король · f1 біла тура | 7 |
| 6 | a8 чорна тура · c8 чорний слон · e8 чорний король · f8 чорний слон · g8 чорний кінь · h8 чорна тура · a7 чорний пішак · b7 чорний пішак · c7 чорний пішак · d7 чорний пішак · f7 білий кінь · g7 чорний пішак · h7 чорний пішак · e4 чорний ферзь · f3 чорний кінь · a2 білий пішак · b2 білий пішак · c2 білий пішак · d2 білий пішак · e2 білий слон · f2 білий пішак · h2 білий пішак · a1 біла тура · b1 білий кінь · c1 білий слон · d1 білий ферзь · e1 білий король · f1 біла тура | a8 чорна тура · c8 чорний слон · e8 чорний король · f8 чорний слон · g8 чорний кінь · h8 чорна тура · a7 чорний пішак · b7 чорний пішак · c7 чорний пішак · d7 чорний пішак · f7 білий кінь · g7 чорний пішак · h7 чорний пішак · e4 чорний ферзь · f3 чорний кінь · a2 білий пішак · b2 білий пішак · c2 білий пішак · d2 білий пішак · e2 білий слон · f2 білий пішак · h2 білий пішак · a1 біла тура · b1 білий кінь · c1 білий слон · d1 білий ферзь · e1 білий король · f1 біла тура | a8 чорна тура · c8 чорний слон · e8 чорний король · f8 чорний слон · g8 чорний кінь · h8 чорна тура · a7 чорний пішак · b7 чорний пішак · c7 чорний пішак · d7 чорний пішак · f7 білий кінь · g7 чорний пішак · h7 чорний пішак · e4 чорний ферзь · f3 чорний кінь · a2 білий пішак · b2 білий пішак · c2 білий пішак · d2 білий пішак · e2 білий слон · f2 білий пішак · h2 білий пішак · a1 біла тура · b1 білий кінь · c1 білий слон · d1 білий ферзь · e1 білий король · f1 біла тура | a8 чорна тура · c8 чорний слон · e8 чорний король · f8 чорний слон · g8 чорний кінь · h8 чорна тура · a7 чорний пішак · b7 чорний пішак · c7 чорний пішак · d7 чорний пішак · f7 білий кінь · g7 чорний пішак · h7 чорний пішак · e4 чорний ферзь · f3 чорний кінь · a2 білий пішак · b2 білий пішак · c2 білий пішак · d2 білий пішак · e2 білий слон · f2 білий пішак · h2 білий пішак · a1 біла тура · b1 білий кінь · c1 білий слон · d1 білий ферзь · e1 білий король · f1 біла тура | a8 чорна тура · c8 чорний слон · e8 чорний король · f8 чорний слон · g8 чорний кінь · h8 чорна тура · a7 чорний пішак · b7 чорний пішак · c7 чорний пішак · d7 чорний пішак · f7 білий кінь · g7 чорний пішак · h7 чорний пішак · e4 чорний ферзь · f3 чорний кінь · a2 білий пішак · b2 білий пішак · c2 білий пішак · d2 білий пішак · e2 білий слон · f2 білий пішак · h2 білий пішак · a1 біла тура · b1 білий кінь · c1 білий слон · d1 білий ферзь · e1 білий король · f1 біла тура | a8 чорна тура · c8 чорний слон · e8 чорний король · f8 чорний слон · g8 чорний кінь · h8 чорна тура · a7 чорний пішак · b7 чорний пішак · c7 чорний пішак · d7 чорний пішак · f7 білий кінь · g7 чорний пішак · h7 чорний пішак · e4 чорний ферзь · f3 чорний кінь · a2 білий пішак · b2 білий пішак · c2 білий пішак · d2 білий пішак · e2 білий слон · f2 білий пішак · h2 білий пішак · a1 біла тура · b1 білий кінь · c1 білий слон · d1 білий ферзь · e1 білий король · f1 біла тура | a8 чорна тура · c8 чорний слон · e8 чорний король · f8 чорний слон · g8 чорний кінь · h8 чорна тура · a7 чорний пішак · b7 чорний пішак · c7 чорний пішак · d7 чорний пішак · f7 білий кінь · g7 чорний пішак · h7 чорний пішак · e4 чорний ферзь · f3 чорний кінь · a2 білий пішак · b2 білий пішак · c2 білий пішак · d2 білий пішак · e2 білий слон · f2 білий пішак · h2 білий пішак · a1 біла тура · b1 білий кінь · c1 білий слон · d1 білий ферзь · e1 білий король · f1 біла тура | a8 чорна тура · c8 чорний слон · e8 чорний король · f8 чорний слон · g8 чорний кінь · h8 чорна тура · a7 чорний пішак · b7 чорний пішак · c7 чорний пішак · d7 чорний пішак · f7 білий кінь · g7 чорний пішак · h7 чорний пішак · e4 чорний ферзь · f3 чорний кінь · a2 білий пішак · b2 білий пішак · c2 білий пішак · d2 білий пішак · e2 білий слон · f2 білий пішак · h2 білий пішак · a1 біла тура · b1 білий кінь · c1 білий слон · d1 білий ферзь · e1 білий король · f1 біла тура | 6 |
| 5 | a8 чорна тура · c8 чорний слон · e8 чорний король · f8 чорний слон · g8 чорний кінь · h8 чорна тура · a7 чорний пішак · b7 чорний пішак · c7 чорний пішак · d7 чорний пішак · f7 білий кінь · g7 чорний пішак · h7 чорний пішак · e4 чорний ферзь · f3 чорний кінь · a2 білий пішак · b2 білий пішак · c2 білий пішак · d2 білий пішак · e2 білий слон · f2 білий пішак · h2 білий пішак · a1 біла тура · b1 білий кінь · c1 білий слон · d1 білий ферзь · e1 білий король · f1 біла тура | a8 чорна тура · c8 чорний слон · e8 чорний король · f8 чорний слон · g8 чорний кінь · h8 чорна тура · a7 чорний пішак · b7 чорний пішак · c7 чорний пішак · d7 чорний пішак · f7 білий кінь · g7 чорний пішак · h7 чорний пішак · e4 чорний ферзь · f3 чорний кінь · a2 білий пішак · b2 білий пішак · c2 білий пішак · d2 білий пішак · e2 білий слон · f2 білий пішак · h2 білий пішак · a1 біла тура · b1 білий кінь · c1 білий слон · d1 білий ферзь · e1 білий король · f1 біла тура | a8 чорна тура · c8 чорний слон · e8 чорний король · f8 чорний слон · g8 чорний кінь · h8 чорна тура · a7 чорний пішак · b7 чорний пішак · c7 чорний пішак · d7 чорний пішак · f7 білий кінь · g7 чорний пішак · h7 чорний пішак · e4 чорний ферзь · f3 чорний кінь · a2 білий пішак · b2 білий пішак · c2 білий пішак · d2 білий пішак · e2 білий слон · f2 білий пішак · h2 білий пішак · a1 біла тура · b1 білий кінь · c1 білий слон · d1 білий ферзь · e1 білий король · f1 біла тура | a8 чорна тура · c8 чорний слон · e8 чорний король · f8 чорний слон · g8 чорний кінь · h8 чорна тура · a7 чорний пішак · b7 чорний пішак · c7 чорний пішак · d7 чорний пішак · f7 білий кінь · g7 чорний пішак · h7 чорний пішак · e4 чорний ферзь · f3 чорний кінь · a2 білий пішак · b2 білий пішак · c2 білий пішак · d2 білий пішак · e2 білий слон · f2 білий пішак · h2 білий пішак · a1 біла тура · b1 білий кінь · c1 білий слон · d1 білий ферзь · e1 білий король · f1 біла тура | a8 чорна тура · c8 чорний слон · e8 чорний король · f8 чорний слон · g8 чорний кінь · h8 чорна тура · a7 чорний пішак · b7 чорний пішак · c7 чорний пішак · d7 чорний пішак · f7 білий кінь · g7 чорний пішак · h7 чорний пішак · e4 чорний ферзь · f3 чорний кінь · a2 білий пішак · b2 білий пішак · c2 білий пішак · d2 білий пішак · e2 білий слон · f2 білий пішак · h2 білий пішак · a1 біла тура · b1 білий кінь · c1 білий слон · d1 білий ферзь · e1 білий король · f1 біла тура | a8 чорна тура · c8 чорний слон · e8 чорний король · f8 чорний слон · g8 чорний кінь · h8 чорна тура · a7 чорний пішак · b7 чорний пішак · c7 чорний пішак · d7 чорний пішак · f7 білий кінь · g7 чорний пішак · h7 чорний пішак · e4 чорний ферзь · f3 чорний кінь · a2 білий пішак · b2 білий пішак · c2 білий пішак · d2 білий пішак · e2 білий слон · f2 білий пішак · h2 білий пішак · a1 біла тура · b1 білий кінь · c1 білий слон · d1 білий ферзь · e1 білий король · f1 біла тура | a8 чорна тура · c8 чорний слон · e8 чорний король · f8 чорний слон · g8 чорний кінь · h8 чорна тура · a7 чорний пішак · b7 чорний пішак · c7 чорний пішак · d7 чорний пішак · f7 білий кінь · g7 чорний пішак · h7 чорний пішак · e4 чорний ферзь · f3 чорний кінь · a2 білий пішак · b2 білий пішак · c2 білий пішак · d2 білий пішак · e2 білий слон · f2 білий пішак · h2 білий пішак · a1 біла тура · b1 білий кінь · c1 білий слон · d1 білий ферзь · e1 білий король · f1 біла тура | a8 чорна тура · c8 чорний слон · e8 чорний король · f8 чорний слон · g8 чорний кінь · h8 чорна тура · a7 чорний пішак · b7 чорний пішак · c7 чорний пішак · d7 чорний пішак · f7 білий кінь · g7 чорний пішак · h7 чорний пішак · e4 чорний ферзь · f3 чорний кінь · a2 білий пішак · b2 білий пішак · c2 білий пішак · d2 білий пішак · e2 білий слон · f2 білий пішак · h2 білий пішак · a1 біла тура · b1 білий кінь · c1 білий слон · d1 білий ферзь · e1 білий король · f1 біла тура | 5 |
| 4 | a8 чорна тура · c8 чорний слон · e8 чорний король · f8 чорний слон · g8 чорний кінь · h8 чорна тура · a7 чорний пішак · b7 чорний пішак · c7 чорний пішак · d7 чорний пішак · f7 білий кінь · g7 чорний пішак · h7 чорний пішак · e4 чорний ферзь · f3 чорний кінь · a2 білий пішак · b2 білий пішак · c2 білий пішак · d2 білий пішак · e2 білий слон · f2 білий пішак · h2 білий пішак · a1 біла тура · b1 білий кінь · c1 білий слон · d1 білий ферзь · e1 білий король · f1 біла тура | a8 чорна тура · c8 чорний слон · e8 чорний король · f8 чорний слон · g8 чорний кінь · h8 чорна тура · a7 чорний пішак · b7 чорний пішак · c7 чорний пішак · d7 чорний пішак · f7 білий кінь · g7 чорний пішак · h7 чорний пішак · e4 чорний ферзь · f3 чорний кінь · a2 білий пішак · b2 білий пішак · c2 білий пішак · d2 білий пішак · e2 білий слон · f2 білий пішак · h2 білий пішак · a1 біла тура · b1 білий кінь · c1 білий слон · d1 білий ферзь · e1 білий король · f1 біла тура | a8 чорна тура · c8 чорний слон · e8 чорний король · f8 чорний слон · g8 чорний кінь · h8 чорна тура · a7 чорний пішак · b7 чорний пішак · c7 чорний пішак · d7 чорний пішак · f7 білий кінь · g7 чорний пішак · h7 чорний пішак · e4 чорний ферзь · f3 чорний кінь · a2 білий пішак · b2 білий пішак · c2 білий пішак · d2 білий пішак · e2 білий слон · f2 білий пішак · h2 білий пішак · a1 біла тура · b1 білий кінь · c1 білий слон · d1 білий ферзь · e1 білий король · f1 біла тура | a8 чорна тура · c8 чорний слон · e8 чорний король · f8 чорний слон · g8 чорний кінь · h8 чорна тура · a7 чорний пішак · b7 чорний пішак · c7 чорний пішак · d7 чорний пішак · f7 білий кінь · g7 чорний пішак · h7 чорний пішак · e4 чорний ферзь · f3 чорний кінь · a2 білий пішак · b2 білий пішак · c2 білий пішак · d2 білий пішак · e2 білий слон · f2 білий пішак · h2 білий пішак · a1 біла тура · b1 білий кінь · c1 білий слон · d1 білий ферзь · e1 білий король · f1 біла тура | a8 чорна тура · c8 чорний слон · e8 чорний король · f8 чорний слон · g8 чорний кінь · h8 чорна тура · a7 чорний пішак · b7 чорний пішак · c7 чорний пішак · d7 чорний пішак · f7 білий кінь · g7 чорний пішак · h7 чорний пішак · e4 чорний ферзь · f3 чорний кінь · a2 білий пішак · b2 білий пішак · c2 білий пішак · d2 білий пішак · e2 білий слон · f2 білий пішак · h2 білий пішак · a1 біла тура · b1 білий кінь · c1 білий слон · d1 білий ферзь · e1 білий король · f1 біла тура | a8 чорна тура · c8 чорний слон · e8 чорний король · f8 чорний слон · g8 чорний кінь · h8 чорна тура · a7 чорний пішак · b7 чорний пішак · c7 чорний пішак · d7 чорний пішак · f7 білий кінь · g7 чорний пішак · h7 чорний пішак · e4 чорний ферзь · f3 чорний кінь · a2 білий пішак · b2 білий пішак · c2 білий пішак · d2 білий пішак · e2 білий слон · f2 білий пішак · h2 білий пішак · a1 біла тура · b1 білий кінь · c1 білий слон · d1 білий ферзь · e1 білий король · f1 біла тура | a8 чорна тура · c8 чорний слон · e8 чорний король · f8 чорний слон · g8 чорний кінь · h8 чорна тура · a7 чорний пішак · b7 чорний пішак · c7 чорний пішак · d7 чорний пішак · f7 білий кінь · g7 чорний пішак · h7 чорний пішак · e4 чорний ферзь · f3 чорний кінь · a2 білий пішак · b2 білий пішак · c2 білий пішак · d2 білий пішак · e2 білий слон · f2 білий пішак · h2 білий пішак · a1 біла тура · b1 білий кінь · c1 білий слон · d1 білий ферзь · e1 білий король · f1 біла тура | a8 чорна тура · c8 чорний слон · e8 чорний король · f8 чорний слон · g8 чорний кінь · h8 чорна тура · a7 чорний пішак · b7 чорний пішак · c7 чорний пішак · d7 чорний пішак · f7 білий кінь · g7 чорний пішак · h7 чорний пішак · e4 чорний ферзь · f3 чорний кінь · a2 білий пішак · b2 білий пішак · c2 білий пішак · d2 білий пішак · e2 білий слон · f2 білий пішак · h2 білий пішак · a1 біла тура · b1 білий кінь · c1 білий слон · d1 білий ферзь · e1 білий король · f1 біла тура | 4 |
| 3 | a8 чорна тура · c8 чорний слон · e8 чорний король · f8 чорний слон · g8 чорний кінь · h8 чорна тура · a7 чорний пішак · b7 чорний пішак · c7 чорний пішак · d7 чорний пішак · f7 білий кінь · g7 чорний пішак · h7 чорний пішак · e4 чорний ферзь · f3 чорний кінь · a2 білий пішак · b2 білий пішак · c2 білий пішак · d2 білий пішак · e2 білий слон · f2 білий пішак · h2 білий пішак · a1 біла тура · b1 білий кінь · c1 білий слон · d1 білий ферзь · e1 білий король · f1 біла тура | a8 чорна тура · c8 чорний слон · e8 чорний король · f8 чорний слон · g8 чорний кінь · h8 чорна тура · a7 чорний пішак · b7 чорний пішак · c7 чорний пішак · d7 чорний пішак · f7 білий кінь · g7 чорний пішак · h7 чорний пішак · e4 чорний ферзь · f3 чорний кінь · a2 білий пішак · b2 білий пішак · c2 білий пішак · d2 білий пішак · e2 білий слон · f2 білий пішак · h2 білий пішак · a1 біла тура · b1 білий кінь · c1 білий слон · d1 білий ферзь · e1 білий король · f1 біла тура | a8 чорна тура · c8 чорний слон · e8 чорний король · f8 чорний слон · g8 чорний кінь · h8 чорна тура · a7 чорний пішак · b7 чорний пішак · c7 чорний пішак · d7 чорний пішак · f7 білий кінь · g7 чорний пішак · h7 чорний пішак · e4 чорний ферзь · f3 чорний кінь · a2 білий пішак · b2 білий пішак · c2 білий пішак · d2 білий пішак · e2 білий слон · f2 білий пішак · h2 білий пішак · a1 біла тура · b1 білий кінь · c1 білий слон · d1 білий ферзь · e1 білий король · f1 біла тура | a8 чорна тура · c8 чорний слон · e8 чорний король · f8 чорний слон · g8 чорний кінь · h8 чорна тура · a7 чорний пішак · b7 чорний пішак · c7 чорний пішак · d7 чорний пішак · f7 білий кінь · g7 чорний пішак · h7 чорний пішак · e4 чорний ферзь · f3 чорний кінь · a2 білий пішак · b2 білий пішак · c2 білий пішак · d2 білий пішак · e2 білий слон · f2 білий пішак · h2 білий пішак · a1 біла тура · b1 білий кінь · c1 білий слон · d1 білий ферзь · e1 білий король · f1 біла тура | a8 чорна тура · c8 чорний слон · e8 чорний король · f8 чорний слон · g8 чорний кінь · h8 чорна тура · a7 чорний пішак · b7 чорний пішак · c7 чорний пішак · d7 чорний пішак · f7 білий кінь · g7 чорний пішак · h7 чорний пішак · e4 чорний ферзь · f3 чорний кінь · a2 білий пішак · b2 білий пішак · c2 білий пішак · d2 білий пішак · e2 білий слон · f2 білий пішак · h2 білий пішак · a1 біла тура · b1 білий кінь · c1 білий слон · d1 білий ферзь · e1 білий король · f1 біла тура | a8 чорна тура · c8 чорний слон · e8 чорний король · f8 чорний слон · g8 чорний кінь · h8 чорна тура · a7 чорний пішак · b7 чорний пішак · c7 чорний пішак · d7 чорний пішак · f7 білий кінь · g7 чорний пішак · h7 чорний пішак · e4 чорний ферзь · f3 чорний кінь · a2 білий пішак · b2 білий пішак · c2 білий пішак · d2 білий пішак · e2 білий слон · f2 білий пішак · h2 білий пішак · a1 біла тура · b1 білий кінь · c1 білий слон · d1 білий ферзь · e1 білий король · f1 біла тура | a8 чорна тура · c8 чорний слон · e8 чорний король · f8 чорний слон · g8 чорний кінь · h8 чорна тура · a7 чорний пішак · b7 чорний пішак · c7 чорний пішак · d7 чорний пішак · f7 білий кінь · g7 чорний пішак · h7 чорний пішак · e4 чорний ферзь · f3 чорний кінь · a2 білий пішак · b2 білий пішак · c2 білий пішак · d2 білий пішак · e2 білий слон · f2 білий пішак · h2 білий пішак · a1 біла тура · b1 білий кінь · c1 білий слон · d1 білий ферзь · e1 білий король · f1 біла тура | a8 чорна тура · c8 чорний слон · e8 чорний король · f8 чорний слон · g8 чорний кінь · h8 чорна тура · a7 чорний пішак · b7 чорний пішак · c7 чорний пішак · d7 чорний пішак · f7 білий кінь · g7 чорний пішак · h7 чорний пішак · e4 чорний ферзь · f3 чорний кінь · a2 білий пішак · b2 білий пішак · c2 білий пішак · d2 білий пішак · e2 білий слон · f2 білий пішак · h2 білий пішак · a1 біла тура · b1 білий кінь · c1 білий слон · d1 білий ферзь · e1 білий король · f1 біла тура | 3 |
| 2 | a8 чорна тура · c8 чорний слон · e8 чорний король · f8 чорний слон · g8 чорний кінь · h8 чорна тура · a7 чорний пішак · b7 чорний пішак · c7 чорний пішак · d7 чорний пішак · f7 білий кінь · g7 чорний пішак · h7 чорний пішак · e4 чорний ферзь · f3 чорний кінь · a2 білий пішак · b2 білий пішак · c2 білий пішак · d2 білий пішак · e2 білий слон · f2 білий пішак · h2 білий пішак · a1 біла тура · b1 білий кінь · c1 білий слон · d1 білий ферзь · e1 білий король · f1 біла тура | a8 чорна тура · c8 чорний слон · e8 чорний король · f8 чорний слон · g8 чорний кінь · h8 чорна тура · a7 чорний пішак · b7 чорний пішак · c7 чорний пішак · d7 чорний пішак · f7 білий кінь · g7 чорний пішак · h7 чорний пішак · e4 чорний ферзь · f3 чорний кінь · a2 білий пішак · b2 білий пішак · c2 білий пішак · d2 білий пішак · e2 білий слон · f2 білий пішак · h2 білий пішак · a1 біла тура · b1 білий кінь · c1 білий слон · d1 білий ферзь · e1 білий король · f1 біла тура | a8 чорна тура · c8 чорний слон · e8 чорний король · f8 чорний слон · g8 чорний кінь · h8 чорна тура · a7 чорний пішак · b7 чорний пішак · c7 чорний пішак · d7 чорний пішак · f7 білий кінь · g7 чорний пішак · h7 чорний пішак · e4 чорний ферзь · f3 чорний кінь · a2 білий пішак · b2 білий пішак · c2 білий пішак · d2 білий пішак · e2 білий слон · f2 білий пішак · h2 білий пішак · a1 біла тура · b1 білий кінь · c1 білий слон · d1 білий ферзь · e1 білий король · f1 біла тура | a8 чорна тура · c8 чорний слон · e8 чорний король · f8 чорний слон · g8 чорний кінь · h8 чорна тура · a7 чорний пішак · b7 чорний пішак · c7 чорний пішак · d7 чорний пішак · f7 білий кінь · g7 чорний пішак · h7 чорний пішак · e4 чорний ферзь · f3 чорний кінь · a2 білий пішак · b2 білий пішак · c2 білий пішак · d2 білий пішак · e2 білий слон · f2 білий пішак · h2 білий пішак · a1 біла тура · b1 білий кінь · c1 білий слон · d1 білий ферзь · e1 білий король · f1 біла тура | a8 чорна тура · c8 чорний слон · e8 чорний король · f8 чорний слон · g8 чорний кінь · h8 чорна тура · a7 чорний пішак · b7 чорний пішак · c7 чорний пішак · d7 чорний пішак · f7 білий кінь · g7 чорний пішак · h7 чорний пішак · e4 чорний ферзь · f3 чорний кінь · a2 білий пішак · b2 білий пішак · c2 білий пішак · d2 білий пішак · e2 білий слон · f2 білий пішак · h2 білий пішак · a1 біла тура · b1 білий кінь · c1 білий слон · d1 білий ферзь · e1 білий король · f1 біла тура | a8 чорна тура · c8 чорний слон · e8 чорний король · f8 чорний слон · g8 чорний кінь · h8 чорна тура · a7 чорний пішак · b7 чорний пішак · c7 чорний пішак · d7 чорний пішак · f7 білий кінь · g7 чорний пішак · h7 чорний пішак · e4 чорний ферзь · f3 чорний кінь · a2 білий пішак · b2 білий пішак · c2 білий пішак · d2 білий пішак · e2 білий слон · f2 білий пішак · h2 білий пішак · a1 біла тура · b1 білий кінь · c1 білий слон · d1 білий ферзь · e1 білий король · f1 біла тура | a8 чорна тура · c8 чорний слон · e8 чорний король · f8 чорний слон · g8 чорний кінь · h8 чорна тура · a7 чорний пішак · b7 чорний пішак · c7 чорний пішак · d7 чорний пішак · f7 білий кінь · g7 чорний пішак · h7 чорний пішак · e4 чорний ферзь · f3 чорний кінь · a2 білий пішак · b2 білий пішак · c2 білий пішак · d2 білий пішак · e2 білий слон · f2 білий пішак · h2 білий пішак · a1 біла тура · b1 білий кінь · c1 білий слон · d1 білий ферзь · e1 білий король · f1 біла тура | a8 чорна тура · c8 чорний слон · e8 чорний король · f8 чорний слон · g8 чорний кінь · h8 чорна тура · a7 чорний пішак · b7 чорний пішак · c7 чорний пішак · d7 чорний пішак · f7 білий кінь · g7 чорний пішак · h7 чорний пішак · e4 чорний ферзь · f3 чорний кінь · a2 білий пішак · b2 білий пішак · c2 білий пішак · d2 білий пішак · e2 білий слон · f2 білий пішак · h2 білий пішак · a1 біла тура · b1 білий кінь · c1 білий слон · d1 білий ферзь · e1 білий король · f1 біла тура | 2 |
| 1 | a8 чорна тура · c8 чорний слон · e8 чорний король · f8 чорний слон · g8 чорний кінь · h8 чорна тура · a7 чорний пішак · b7 чорний пішак · c7 чорний пішак · d7 чорний пішак · f7 білий кінь · g7 чорний пішак · h7 чорний пішак · e4 чорний ферзь · f3 чорний кінь · a2 білий пішак · b2 білий пішак · c2 білий пішак · d2 білий пішак · e2 білий слон · f2 білий пішак · h2 білий пішак · a1 біла тура · b1 білий кінь · c1 білий слон · d1 білий ферзь · e1 білий король · f1 біла тура | a8 чорна тура · c8 чорний слон · e8 чорний король · f8 чорний слон · g8 чорний кінь · h8 чорна тура · a7 чорний пішак · b7 чорний пішак · c7 чорний пішак · d7 чорний пішак · f7 білий кінь · g7 чорний пішак · h7 чорний пішак · e4 чорний ферзь · f3 чорний кінь · a2 білий пішак · b2 білий пішак · c2 білий пішак · d2 білий пішак · e2 білий слон · f2 білий пішак · h2 білий пішак · a1 біла тура · b1 білий кінь · c1 білий слон · d1 білий ферзь · e1 білий король · f1 біла тура | a8 чорна тура · c8 чорний слон · e8 чорний король · f8 чорний слон · g8 чорний кінь · h8 чорна тура · a7 чорний пішак · b7 чорний пішак · c7 чорний пішак · d7 чорний пішак · f7 білий кінь · g7 чорний пішак · h7 чорний пішак · e4 чорний ферзь · f3 чорний кінь · a2 білий пішак · b2 білий пішак · c2 білий пішак · d2 білий пішак · e2 білий слон · f2 білий пішак · h2 білий пішак · a1 біла тура · b1 білий кінь · c1 білий слон · d1 білий ферзь · e1 білий король · f1 біла тура | a8 чорна тура · c8 чорний слон · e8 чорний король · f8 чорний слон · g8 чорний кінь · h8 чорна тура · a7 чорний пішак · b7 чорний пішак · c7 чорний пішак · d7 чорний пішак · f7 білий кінь · g7 чорний пішак · h7 чорний пішак · e4 чорний ферзь · f3 чорний кінь · a2 білий пішак · b2 білий пішак · c2 білий пішак · d2 білий пішак · e2 білий слон · f2 білий пішак · h2 білий пішак · a1 біла тура · b1 білий кінь · c1 білий слон · d1 білий ферзь · e1 білий король · f1 біла тура | a8 чорна тура · c8 чорний слон · e8 чорний король · f8 чорний слон · g8 чорний кінь · h8 чорна тура · a7 чорний пішак · b7 чорний пішак · c7 чорний пішак · d7 чорний пішак · f7 білий кінь · g7 чорний пішак · h7 чорний пішак · e4 чорний ферзь · f3 чорний кінь · a2 білий пішак · b2 білий пішак · c2 білий пішак · d2 білий пішак · e2 білий слон · f2 білий пішак · h2 білий пішак · a1 біла тура · b1 білий кінь · c1 білий слон · d1 білий ферзь · e1 білий король · f1 біла тура | a8 чорна тура · c8 чорний слон · e8 чорний король · f8 чорний слон · g8 чорний кінь · h8 чорна тура · a7 чорний пішак · b7 чорний пішак · c7 чорний пішак · d7 чорний пішак · f7 білий кінь · g7 чорний пішак · h7 чорний пішак · e4 чорний ферзь · f3 чорний кінь · a2 білий пішак · b2 білий пішак · c2 білий пішак · d2 білий пішак · e2 білий слон · f2 білий пішак · h2 білий пішак · a1 біла тура · b1 білий кінь · c1 білий слон · d1 білий ферзь · e1 білий король · f1 біла тура | a8 чорна тура · c8 чорний слон · e8 чорний король · f8 чорний слон · g8 чорний кінь · h8 чорна тура · a7 чорний пішак · b7 чорний пішак · c7 чорний пішак · d7 чорний пішак · f7 білий кінь · g7 чорний пішак · h7 чорний пішак · e4 чорний ферзь · f3 чорний кінь · a2 білий пішак · b2 білий пішак · c2 білий пішак · d2 білий пішак · e2 білий слон · f2 білий пішак · h2 білий пішак · a1 біла тура · b1 білий кінь · c1 білий слон · d1 білий ферзь · e1 білий король · f1 біла тура | a8 чорна тура · c8 чорний слон · e8 чорний король · f8 чорний слон · g8 чорний кінь · h8 чорна тура · a7 чорний пішак · b7 чорний пішак · c7 чорний пішак · d7 чорний пішак · f7 білий кінь · g7 чорний пішак · h7 чорний пішак · e4 чорний ферзь · f3 чорний кінь · a2 білий пішак · b2 білий пішак · c2 білий пішак · d2 білий пішак · e2 білий слон · f2 білий пішак · h2 білий пішак · a1 біла тура · b1 білий кінь · c1 білий слон · d1 білий ферзь · e1 білий король · f1 біла тура | 1 |
|   | a | b | c | d | e | f | g | h |   |

1. e4 e5 2. Nf3 Nc6 3. Bc4 Nd4?! 4. Nxe5!? Qg5! 5. Nxf7?? Qxg2 6. Rf1 Qxe4+ 7. Be2 Nf3#
|   | a | b | c | d | e | f | g | h |   |
| 8 | a8 чорна тура · c8 чорний слон · d8 чорний ферзь · e8 чорний король · f8 чорний слон · h8 чорна тура · a7 чорний пішак · b7 чорний пішак · d7 чорний кінь · e7 чорний пішак · f7 чорний пішак · g7 чорний пішак · h7 чорний пішак · c6 чорний пішак · d6 білий кінь · f6 чорний кінь · d4 білий пішак · a2 білий пішак · b2 білий пішак · c2 білий пішак · e2 білий ферзь · f2 білий пішак · g2 білий пішак · h2 білий пішак · a1 біла тура · c1 білий слон · e1 білий король · f1 білий слон · g1 білий кінь · h1 біла тура | a8 чорна тура · c8 чорний слон · d8 чорний ферзь · e8 чорний король · f8 чорний слон · h8 чорна тура · a7 чорний пішак · b7 чорний пішак · d7 чорний кінь · e7 чорний пішак · f7 чорний пішак · g7 чорний пішак · h7 чорний пішак · c6 чорний пішак · d6 білий кінь · f6 чорний кінь · d4 білий пішак · a2 білий пішак · b2 білий пішак · c2 білий пішак · e2 білий ферзь · f2 білий пішак · g2 білий пішак · h2 білий пішак · a1 біла тура · c1 білий слон · e1 білий король · f1 білий слон · g1 білий кінь · h1 біла тура | a8 чорна тура · c8 чорний слон · d8 чорний ферзь · e8 чорний король · f8 чорний слон · h8 чорна тура · a7 чорний пішак · b7 чорний пішак · d7 чорний кінь · e7 чорний пішак · f7 чорний пішак · g7 чорний пішак · h7 чорний пішак · c6 чорний пішак · d6 білий кінь · f6 чорний кінь · d4 білий пішак · a2 білий пішак · b2 білий пішак · c2 білий пішак · e2 білий ферзь · f2 білий пішак · g2 білий пішак · h2 білий пішак · a1 біла тура · c1 білий слон · e1 білий король · f1 білий слон · g1 білий кінь · h1 біла тура | a8 чорна тура · c8 чорний слон · d8 чорний ферзь · e8 чорний король · f8 чорний слон · h8 чорна тура · a7 чорний пішак · b7 чорний пішак · d7 чорний кінь · e7 чорний пішак · f7 чорний пішак · g7 чорний пішак · h7 чорний пішак · c6 чорний пішак · d6 білий кінь · f6 чорний кінь · d4 білий пішак · a2 білий пішак · b2 білий пішак · c2 білий пішак · e2 білий ферзь · f2 білий пішак · g2 білий пішак · h2 білий пішак · a1 біла тура · c1 білий слон · e1 білий король · f1 білий слон · g1 білий кінь · h1 біла тура | a8 чорна тура · c8 чорний слон · d8 чорний ферзь · e8 чорний король · f8 чорний слон · h8 чорна тура · a7 чорний пішак · b7 чорний пішак · d7 чорний кінь · e7 чорний пішак · f7 чорний пішак · g7 чорний пішак · h7 чорний пішак · c6 чорний пішак · d6 білий кінь · f6 чорний кінь · d4 білий пішак · a2 білий пішак · b2 білий пішак · c2 білий пішак · e2 білий ферзь · f2 білий пішак · g2 білий пішак · h2 білий пішак · a1 біла тура · c1 білий слон · e1 білий король · f1 білий слон · g1 білий кінь · h1 біла тура | a8 чорна тура · c8 чорний слон · d8 чорний ферзь · e8 чорний король · f8 чорний слон · h8 чорна тура · a7 чорний пішак · b7 чорний пішак · d7 чорний кінь · e7 чорний пішак · f7 чорний пішак · g7 чорний пішак · h7 чорний пішак · c6 чорний пішак · d6 білий кінь · f6 чорний кінь · d4 білий пішак · a2 білий пішак · b2 білий пішак · c2 білий пішак · e2 білий ферзь · f2 білий пішак · g2 білий пішак · h2 білий пішак · a1 біла тура · c1 білий слон · e1 білий король · f1 білий слон · g1 білий кінь · h1 біла тура | a8 чорна тура · c8 чорний слон · d8 чорний ферзь · e8 чорний король · f8 чорний слон · h8 чорна тура · a7 чорний пішак · b7 чорний пішак · d7 чорний кінь · e7 чорний пішак · f7 чорний пішак · g7 чорний пішак · h7 чорний пішак · c6 чорний пішак · d6 білий кінь · f6 чорний кінь · d4 білий пішак · a2 білий пішак · b2 білий пішак · c2 білий пішак · e2 білий ферзь · f2 білий пішак · g2 білий пішак · h2 білий пішак · a1 біла тура · c1 білий слон · e1 білий король · f1 білий слон · g1 білий кінь · h1 біла тура | a8 чорна тура · c8 чорний слон · d8 чорний ферзь · e8 чорний король · f8 чорний слон · h8 чорна тура · a7 чорний пішак · b7 чорний пішак · d7 чорний кінь · e7 чорний пішак · f7 чорний пішак · g7 чорний пішак · h7 чорний пішак · c6 чорний пішак · d6 білий кінь · f6 чорний кінь · d4 білий пішак · a2 білий пішак · b2 білий пішак · c2 білий пішак · e2 білий ферзь · f2 білий пішак · g2 білий пішак · h2 білий пішак · a1 біла тура · c1 білий слон · e1 білий король · f1 білий слон · g1 білий кінь · h1 біла тура | 8 |
| 7 | a8 чорна тура · c8 чорний слон · d8 чорний ферзь · e8 чорний король · f8 чорний слон · h8 чорна тура · a7 чорний пішак · b7 чорний пішак · d7 чорний кінь · e7 чорний пішак · f7 чорний пішак · g7 чорний пішак · h7 чорний пішак · c6 чорний пішак · d6 білий кінь · f6 чорний кінь · d4 білий пішак · a2 білий пішак · b2 білий пішак · c2 білий пішак · e2 білий ферзь · f2 білий пішак · g2 білий пішак · h2 білий пішак · a1 біла тура · c1 білий слон · e1 білий король · f1 білий слон · g1 білий кінь · h1 біла тура | a8 чорна тура · c8 чорний слон · d8 чорний ферзь · e8 чорний король · f8 чорний слон · h8 чорна тура · a7 чорний пішак · b7 чорний пішак · d7 чорний кінь · e7 чорний пішак · f7 чорний пішак · g7 чорний пішак · h7 чорний пішак · c6 чорний пішак · d6 білий кінь · f6 чорний кінь · d4 білий пішак · a2 білий пішак · b2 білий пішак · c2 білий пішак · e2 білий ферзь · f2 білий пішак · g2 білий пішак · h2 білий пішак · a1 біла тура · c1 білий слон · e1 білий король · f1 білий слон · g1 білий кінь · h1 біла тура | a8 чорна тура · c8 чорний слон · d8 чорний ферзь · e8 чорний король · f8 чорний слон · h8 чорна тура · a7 чорний пішак · b7 чорний пішак · d7 чорний кінь · e7 чорний пішак · f7 чорний пішак · g7 чорний пішак · h7 чорний пішак · c6 чорний пішак · d6 білий кінь · f6 чорний кінь · d4 білий пішак · a2 білий пішак · b2 білий пішак · c2 білий пішак · e2 білий ферзь · f2 білий пішак · g2 білий пішак · h2 білий пішак · a1 біла тура · c1 білий слон · e1 білий король · f1 білий слон · g1 білий кінь · h1 біла тура | a8 чорна тура · c8 чорний слон · d8 чорний ферзь · e8 чорний король · f8 чорний слон · h8 чорна тура · a7 чорний пішак · b7 чорний пішак · d7 чорний кінь · e7 чорний пішак · f7 чорний пішак · g7 чорний пішак · h7 чорний пішак · c6 чорний пішак · d6 білий кінь · f6 чорний кінь · d4 білий пішак · a2 білий пішак · b2 білий пішак · c2 білий пішак · e2 білий ферзь · f2 білий пішак · g2 білий пішак · h2 білий пішак · a1 біла тура · c1 білий слон · e1 білий король · f1 білий слон · g1 білий кінь · h1 біла тура | a8 чорна тура · c8 чорний слон · d8 чорний ферзь · e8 чорний король · f8 чорний слон · h8 чорна тура · a7 чорний пішак · b7 чорний пішак · d7 чорний кінь · e7 чорний пішак · f7 чорний пішак · g7 чорний пішак · h7 чорний пішак · c6 чорний пішак · d6 білий кінь · f6 чорний кінь · d4 білий пішак · a2 білий пішак · b2 білий пішак · c2 білий пішак · e2 білий ферзь · f2 білий пішак · g2 білий пішак · h2 білий пішак · a1 біла тура · c1 білий слон · e1 білий король · f1 білий слон · g1 білий кінь · h1 біла тура | a8 чорна тура · c8 чорний слон · d8 чорний ферзь · e8 чорний король · f8 чорний слон · h8 чорна тура · a7 чорний пішак · b7 чорний пішак · d7 чорний кінь · e7 чорний пішак · f7 чорний пішак · g7 чорний пішак · h7 чорний пішак · c6 чорний пішак · d6 білий кінь · f6 чорний кінь · d4 білий пішак · a2 білий пішак · b2 білий пішак · c2 білий пішак · e2 білий ферзь · f2 білий пішак · g2 білий пішак · h2 білий пішак · a1 біла тура · c1 білий слон · e1 білий король · f1 білий слон · g1 білий кінь · h1 біла тура | a8 чорна тура · c8 чорний слон · d8 чорний ферзь · e8 чорний король · f8 чорний слон · h8 чорна тура · a7 чорний пішак · b7 чорний пішак · d7 чорний кінь · e7 чорний пішак · f7 чорний пішак · g7 чорний пішак · h7 чорний пішак · c6 чорний пішак · d6 білий кінь · f6 чорний кінь · d4 білий пішак · a2 білий пішак · b2 білий пішак · c2 білий пішак · e2 білий ферзь · f2 білий пішак · g2 білий пішак · h2 білий пішак · a1 біла тура · c1 білий слон · e1 білий король · f1 білий слон · g1 білий кінь · h1 біла тура | a8 чорна тура · c8 чорний слон · d8 чорний ферзь · e8 чорний король · f8 чорний слон · h8 чорна тура · a7 чорний пішак · b7 чорний пішак · d7 чорний кінь · e7 чорний пішак · f7 чорний пішак · g7 чорний пішак · h7 чорний пішак · c6 чорний пішак · d6 білий кінь · f6 чорний кінь · d4 білий пішак · a2 білий пішак · b2 білий пішак · c2 білий пішак · e2 білий ферзь · f2 білий пішак · g2 білий пішак · h2 білий пішак · a1 біла тура · c1 білий слон · e1 білий король · f1 білий слон · g1 білий кінь · h1 біла тура | 7 |
| 6 | a8 чорна тура · c8 чорний слон · d8 чорний ферзь · e8 чорний король · f8 чорний слон · h8 чорна тура · a7 чорний пішак · b7 чорний пішак · d7 чорний кінь · e7 чорний пішак · f7 чорний пішак · g7 чорний пішак · h7 чорний пішак · c6 чорний пішак · d6 білий кінь · f6 чорний кінь · d4 білий пішак · a2 білий пішак · b2 білий пішак · c2 білий пішак · e2 білий ферзь · f2 білий пішак · g2 білий пішак · h2 білий пішак · a1 біла тура · c1 білий слон · e1 білий король · f1 білий слон · g1 білий кінь · h1 біла тура | a8 чорна тура · c8 чорний слон · d8 чорний ферзь · e8 чорний король · f8 чорний слон · h8 чорна тура · a7 чорний пішак · b7 чорний пішак · d7 чорний кінь · e7 чорний пішак · f7 чорний пішак · g7 чорний пішак · h7 чорний пішак · c6 чорний пішак · d6 білий кінь · f6 чорний кінь · d4 білий пішак · a2 білий пішак · b2 білий пішак · c2 білий пішак · e2 білий ферзь · f2 білий пішак · g2 білий пішак · h2 білий пішак · a1 біла тура · c1 білий слон · e1 білий король · f1 білий слон · g1 білий кінь · h1 біла тура | a8 чорна тура · c8 чорний слон · d8 чорний ферзь · e8 чорний король · f8 чорний слон · h8 чорна тура · a7 чорний пішак · b7 чорний пішак · d7 чорний кінь · e7 чорний пішак · f7 чорний пішак · g7 чорний пішак · h7 чорний пішак · c6 чорний пішак · d6 білий кінь · f6 чорний кінь · d4 білий пішак · a2 білий пішак · b2 білий пішак · c2 білий пішак · e2 білий ферзь · f2 білий пішак · g2 білий пішак · h2 білий пішак · a1 біла тура · c1 білий слон · e1 білий король · f1 білий слон · g1 білий кінь · h1 біла тура | a8 чорна тура · c8 чорний слон · d8 чорний ферзь · e8 чорний король · f8 чорний слон · h8 чорна тура · a7 чорний пішак · b7 чорний пішак · d7 чорний кінь · e7 чорний пішак · f7 чорний пішак · g7 чорний пішак · h7 чорний пішак · c6 чорний пішак · d6 білий кінь · f6 чорний кінь · d4 білий пішак · a2 білий пішак · b2 білий пішак · c2 білий пішак · e2 білий ферзь · f2 білий пішак · g2 білий пішак · h2 білий пішак · a1 біла тура · c1 білий слон · e1 білий король · f1 білий слон · g1 білий кінь · h1 біла тура | a8 чорна тура · c8 чорний слон · d8 чорний ферзь · e8 чорний король · f8 чорний слон · h8 чорна тура · a7 чорний пішак · b7 чорний пішак · d7 чорний кінь · e7 чорний пішак · f7 чорний пішак · g7 чорний пішак · h7 чорний пішак · c6 чорний пішак · d6 білий кінь · f6 чорний кінь · d4 білий пішак · a2 білий пішак · b2 білий пішак · c2 білий пішак · e2 білий ферзь · f2 білий пішак · g2 білий пішак · h2 білий пішак · a1 біла тура · c1 білий слон · e1 білий король · f1 білий слон · g1 білий кінь · h1 біла тура | a8 чорна тура · c8 чорний слон · d8 чорний ферзь · e8 чорний король · f8 чорний слон · h8 чорна тура · a7 чорний пішак · b7 чорний пішак · d7 чорний кінь · e7 чорний пішак · f7 чорний пішак · g7 чорний пішак · h7 чорний пішак · c6 чорний пішак · d6 білий кінь · f6 чорний кінь · d4 білий пішак · a2 білий пішак · b2 білий пішак · c2 білий пішак · e2 білий ферзь · f2 білий пішак · g2 білий пішак · h2 білий пішак · a1 біла тура · c1 білий слон · e1 білий король · f1 білий слон · g1 білий кінь · h1 біла тура | a8 чорна тура · c8 чорний слон · d8 чорний ферзь · e8 чорний король · f8 чорний слон · h8 чорна тура · a7 чорний пішак · b7 чорний пішак · d7 чорний кінь · e7 чорний пішак · f7 чорний пішак · g7 чорний пішак · h7 чорний пішак · c6 чорний пішак · d6 білий кінь · f6 чорний кінь · d4 білий пішак · a2 білий пішак · b2 білий пішак · c2 білий пішак · e2 білий ферзь · f2 білий пішак · g2 білий пішак · h2 білий пішак · a1 біла тура · c1 білий слон · e1 білий король · f1 білий слон · g1 білий кінь · h1 біла тура | a8 чорна тура · c8 чорний слон · d8 чорний ферзь · e8 чорний король · f8 чорний слон · h8 чорна тура · a7 чорний пішак · b7 чорний пішак · d7 чорний кінь · e7 чорний пішак · f7 чорний пішак · g7 чорний пішак · h7 чорний пішак · c6 чорний пішак · d6 білий кінь · f6 чорний кінь · d4 білий пішак · a2 білий пішак · b2 білий пішак · c2 білий пішак · e2 білий ферзь · f2 білий пішак · g2 білий пішак · h2 білий пішак · a1 біла тура · c1 білий слон · e1 білий король · f1 білий слон · g1 білий кінь · h1 біла тура | 6 |
| 5 | a8 чорна тура · c8 чорний слон · d8 чорний ферзь · e8 чорний король · f8 чорний слон · h8 чорна тура · a7 чорний пішак · b7 чорний пішак · d7 чорний кінь · e7 чорний пішак · f7 чорний пішак · g7 чорний пішак · h7 чорний пішак · c6 чорний пішак · d6 білий кінь · f6 чорний кінь · d4 білий пішак · a2 білий пішак · b2 білий пішак · c2 білий пішак · e2 білий ферзь · f2 білий пішак · g2 білий пішак · h2 білий пішак · a1 біла тура · c1 білий слон · e1 білий король · f1 білий слон · g1 білий кінь · h1 біла тура | a8 чорна тура · c8 чорний слон · d8 чорний ферзь · e8 чорний король · f8 чорний слон · h8 чорна тура · a7 чорний пішак · b7 чорний пішак · d7 чорний кінь · e7 чорний пішак · f7 чорний пішак · g7 чорний пішак · h7 чорний пішак · c6 чорний пішак · d6 білий кінь · f6 чорний кінь · d4 білий пішак · a2 білий пішак · b2 білий пішак · c2 білий пішак · e2 білий ферзь · f2 білий пішак · g2 білий пішак · h2 білий пішак · a1 біла тура · c1 білий слон · e1 білий король · f1 білий слон · g1 білий кінь · h1 біла тура | a8 чорна тура · c8 чорний слон · d8 чорний ферзь · e8 чорний король · f8 чорний слон · h8 чорна тура · a7 чорний пішак · b7 чорний пішак · d7 чорний кінь · e7 чорний пішак · f7 чорний пішак · g7 чорний пішак · h7 чорний пішак · c6 чорний пішак · d6 білий кінь · f6 чорний кінь · d4 білий пішак · a2 білий пішак · b2 білий пішак · c2 білий пішак · e2 білий ферзь · f2 білий пішак · g2 білий пішак · h2 білий пішак · a1 біла тура · c1 білий слон · e1 білий король · f1 білий слон · g1 білий кінь · h1 біла тура | a8 чорна тура · c8 чорний слон · d8 чорний ферзь · e8 чорний король · f8 чорний слон · h8 чорна тура · a7 чорний пішак · b7 чорний пішак · d7 чорний кінь · e7 чорний пішак · f7 чорний пішак · g7 чорний пішак · h7 чорний пішак · c6 чорний пішак · d6 білий кінь · f6 чорний кінь · d4 білий пішак · a2 білий пішак · b2 білий пішак · c2 білий пішак · e2 білий ферзь · f2 білий пішак · g2 білий пішак · h2 білий пішак · a1 біла тура · c1 білий слон · e1 білий король · f1 білий слон · g1 білий кінь · h1 біла тура | a8 чорна тура · c8 чорний слон · d8 чорний ферзь · e8 чорний король · f8 чорний слон · h8 чорна тура · a7 чорний пішак · b7 чорний пішак · d7 чорний кінь · e7 чорний пішак · f7 чорний пішак · g7 чорний пішак · h7 чорний пішак · c6 чорний пішак · d6 білий кінь · f6 чорний кінь · d4 білий пішак · a2 білий пішак · b2 білий пішак · c2 білий пішак · e2 білий ферзь · f2 білий пішак · g2 білий пішак · h2 білий пішак · a1 біла тура · c1 білий слон · e1 білий король · f1 білий слон · g1 білий кінь · h1 біла тура | a8 чорна тура · c8 чорний слон · d8 чорний ферзь · e8 чорний король · f8 чорний слон · h8 чорна тура · a7 чорний пішак · b7 чорний пішак · d7 чорний кінь · e7 чорний пішак · f7 чорний пішак · g7 чорний пішак · h7 чорний пішак · c6 чорний пішак · d6 білий кінь · f6 чорний кінь · d4 білий пішак · a2 білий пішак · b2 білий пішак · c2 білий пішак · e2 білий ферзь · f2 білий пішак · g2 білий пішак · h2 білий пішак · a1 біла тура · c1 білий слон · e1 білий король · f1 білий слон · g1 білий кінь · h1 біла тура | a8 чорна тура · c8 чорний слон · d8 чорний ферзь · e8 чорний король · f8 чорний слон · h8 чорна тура · a7 чорний пішак · b7 чорний пішак · d7 чорний кінь · e7 чорний пішак · f7 чорний пішак · g7 чорний пішак · h7 чорний пішак · c6 чорний пішак · d6 білий кінь · f6 чорний кінь · d4 білий пішак · a2 білий пішак · b2 білий пішак · c2 білий пішак · e2 білий ферзь · f2 білий пішак · g2 білий пішак · h2 білий пішак · a1 біла тура · c1 білий слон · e1 білий король · f1 білий слон · g1 білий кінь · h1 біла тура | a8 чорна тура · c8 чорний слон · d8 чорний ферзь · e8 чорний король · f8 чорний слон · h8 чорна тура · a7 чорний пішак · b7 чорний пішак · d7 чорний кінь · e7 чорний пішак · f7 чорний пішак · g7 чорний пішак · h7 чорний пішак · c6 чорний пішак · d6 білий кінь · f6 чорний кінь · d4 білий пішак · a2 білий пішак · b2 білий пішак · c2 білий пішак · e2 білий ферзь · f2 білий пішак · g2 білий пішак · h2 білий пішак · a1 біла тура · c1 білий слон · e1 білий король · f1 білий слон · g1 білий кінь · h1 біла тура | 5 |
| 4 | a8 чорна тура · c8 чорний слон · d8 чорний ферзь · e8 чорний король · f8 чорний слон · h8 чорна тура · a7 чорний пішак · b7 чорний пішак · d7 чорний кінь · e7 чорний пішак · f7 чорний пішак · g7 чорний пішак · h7 чорний пішак · c6 чорний пішак · d6 білий кінь · f6 чорний кінь · d4 білий пішак · a2 білий пішак · b2 білий пішак · c2 білий пішак · e2 білий ферзь · f2 білий пішак · g2 білий пішак · h2 білий пішак · a1 біла тура · c1 білий слон · e1 білий король · f1 білий слон · g1 білий кінь · h1 біла тура | a8 чорна тура · c8 чорний слон · d8 чорний ферзь · e8 чорний король · f8 чорний слон · h8 чорна тура · a7 чорний пішак · b7 чорний пішак · d7 чорний кінь · e7 чорний пішак · f7 чорний пішак · g7 чорний пішак · h7 чорний пішак · c6 чорний пішак · d6 білий кінь · f6 чорний кінь · d4 білий пішак · a2 білий пішак · b2 білий пішак · c2 білий пішак · e2 білий ферзь · f2 білий пішак · g2 білий пішак · h2 білий пішак · a1 біла тура · c1 білий слон · e1 білий король · f1 білий слон · g1 білий кінь · h1 біла тура | a8 чорна тура · c8 чорний слон · d8 чорний ферзь · e8 чорний король · f8 чорний слон · h8 чорна тура · a7 чорний пішак · b7 чорний пішак · d7 чорний кінь · e7 чорний пішак · f7 чорний пішак · g7 чорний пішак · h7 чорний пішак · c6 чорний пішак · d6 білий кінь · f6 чорний кінь · d4 білий пішак · a2 білий пішак · b2 білий пішак · c2 білий пішак · e2 білий ферзь · f2 білий пішак · g2 білий пішак · h2 білий пішак · a1 біла тура · c1 білий слон · e1 білий король · f1 білий слон · g1 білий кінь · h1 біла тура | a8 чорна тура · c8 чорний слон · d8 чорний ферзь · e8 чорний король · f8 чорний слон · h8 чорна тура · a7 чорний пішак · b7 чорний пішак · d7 чорний кінь · e7 чорний пішак · f7 чорний пішак · g7 чорний пішак · h7 чорний пішак · c6 чорний пішак · d6 білий кінь · f6 чорний кінь · d4 білий пішак · a2 білий пішак · b2 білий пішак · c2 білий пішак · e2 білий ферзь · f2 білий пішак · g2 білий пішак · h2 білий пішак · a1 біла тура · c1 білий слон · e1 білий король · f1 білий слон · g1 білий кінь · h1 біла тура | a8 чорна тура · c8 чорний слон · d8 чорний ферзь · e8 чорний король · f8 чорний слон · h8 чорна тура · a7 чорний пішак · b7 чорний пішак · d7 чорний кінь · e7 чорний пішак · f7 чорний пішак · g7 чорний пішак · h7 чорний пішак · c6 чорний пішак · d6 білий кінь · f6 чорний кінь · d4 білий пішак · a2 білий пішак · b2 білий пішак · c2 білий пішак · e2 білий ферзь · f2 білий пішак · g2 білий пішак · h2 білий пішак · a1 біла тура · c1 білий слон · e1 білий король · f1 білий слон · g1 білий кінь · h1 біла тура | a8 чорна тура · c8 чорний слон · d8 чорний ферзь · e8 чорний король · f8 чорний слон · h8 чорна тура · a7 чорний пішак · b7 чорний пішак · d7 чорний кінь · e7 чорний пішак · f7 чорний пішак · g7 чорний пішак · h7 чорний пішак · c6 чорний пішак · d6 білий кінь · f6 чорний кінь · d4 білий пішак · a2 білий пішак · b2 білий пішак · c2 білий пішак · e2 білий ферзь · f2 білий пішак · g2 білий пішак · h2 білий пішак · a1 біла тура · c1 білий слон · e1 білий король · f1 білий слон · g1 білий кінь · h1 біла тура | a8 чорна тура · c8 чорний слон · d8 чорний ферзь · e8 чорний король · f8 чорний слон · h8 чорна тура · a7 чорний пішак · b7 чорний пішак · d7 чорний кінь · e7 чорний пішак · f7 чорний пішак · g7 чорний пішак · h7 чорний пішак · c6 чорний пішак · d6 білий кінь · f6 чорний кінь · d4 білий пішак · a2 білий пішак · b2 білий пішак · c2 білий пішак · e2 білий ферзь · f2 білий пішак · g2 білий пішак · h2 білий пішак · a1 біла тура · c1 білий слон · e1 білий король · f1 білий слон · g1 білий кінь · h1 біла тура | a8 чорна тура · c8 чорний слон · d8 чорний ферзь · e8 чорний король · f8 чорний слон · h8 чорна тура · a7 чорний пішак · b7 чорний пішак · d7 чорний кінь · e7 чорний пішак · f7 чорний пішак · g7 чорний пішак · h7 чорний пішак · c6 чорний пішак · d6 білий кінь · f6 чорний кінь · d4 білий пішак · a2 білий пішак · b2 білий пішак · c2 білий пішак · e2 білий ферзь · f2 білий пішак · g2 білий пішак · h2 білий пішак · a1 біла тура · c1 білий слон · e1 білий король · f1 білий слон · g1 білий кінь · h1 біла тура | 4 |
| 3 | a8 чорна тура · c8 чорний слон · d8 чорний ферзь · e8 чорний король · f8 чорний слон · h8 чорна тура · a7 чорний пішак · b7 чорний пішак · d7 чорний кінь · e7 чорний пішак · f7 чорний пішак · g7 чорний пішак · h7 чорний пішак · c6 чорний пішак · d6 білий кінь · f6 чорний кінь · d4 білий пішак · a2 білий пішак · b2 білий пішак · c2 білий пішак · e2 білий ферзь · f2 білий пішак · g2 білий пішак · h2 білий пішак · a1 біла тура · c1 білий слон · e1 білий король · f1 білий слон · g1 білий кінь · h1 біла тура | a8 чорна тура · c8 чорний слон · d8 чорний ферзь · e8 чорний король · f8 чорний слон · h8 чорна тура · a7 чорний пішак · b7 чорний пішак · d7 чорний кінь · e7 чорний пішак · f7 чорний пішак · g7 чорний пішак · h7 чорний пішак · c6 чорний пішак · d6 білий кінь · f6 чорний кінь · d4 білий пішак · a2 білий пішак · b2 білий пішак · c2 білий пішак · e2 білий ферзь · f2 білий пішак · g2 білий пішак · h2 білий пішак · a1 біла тура · c1 білий слон · e1 білий король · f1 білий слон · g1 білий кінь · h1 біла тура | a8 чорна тура · c8 чорний слон · d8 чорний ферзь · e8 чорний король · f8 чорний слон · h8 чорна тура · a7 чорний пішак · b7 чорний пішак · d7 чорний кінь · e7 чорний пішак · f7 чорний пішак · g7 чорний пішак · h7 чорний пішак · c6 чорний пішак · d6 білий кінь · f6 чорний кінь · d4 білий пішак · a2 білий пішак · b2 білий пішак · c2 білий пішак · e2 білий ферзь · f2 білий пішак · g2 білий пішак · h2 білий пішак · a1 біла тура · c1 білий слон · e1 білий король · f1 білий слон · g1 білий кінь · h1 біла тура | a8 чорна тура · c8 чорний слон · d8 чорний ферзь · e8 чорний король · f8 чорний слон · h8 чорна тура · a7 чорний пішак · b7 чорний пішак · d7 чорний кінь · e7 чорний пішак · f7 чорний пішак · g7 чорний пішак · h7 чорний пішак · c6 чорний пішак · d6 білий кінь · f6 чорний кінь · d4 білий пішак · a2 білий пішак · b2 білий пішак · c2 білий пішак · e2 білий ферзь · f2 білий пішак · g2 білий пішак · h2 білий пішак · a1 біла тура · c1 білий слон · e1 білий король · f1 білий слон · g1 білий кінь · h1 біла тура | a8 чорна тура · c8 чорний слон · d8 чорний ферзь · e8 чорний король · f8 чорний слон · h8 чорна тура · a7 чорний пішак · b7 чорний пішак · d7 чорний кінь · e7 чорний пішак · f7 чорний пішак · g7 чорний пішак · h7 чорний пішак · c6 чорний пішак · d6 білий кінь · f6 чорний кінь · d4 білий пішак · a2 білий пішак · b2 білий пішак · c2 білий пішак · e2 білий ферзь · f2 білий пішак · g2 білий пішак · h2 білий пішак · a1 біла тура · c1 білий слон · e1 білий король · f1 білий слон · g1 білий кінь · h1 біла тура | a8 чорна тура · c8 чорний слон · d8 чорний ферзь · e8 чорний король · f8 чорний слон · h8 чорна тура · a7 чорний пішак · b7 чорний пішак · d7 чорний кінь · e7 чорний пішак · f7 чорний пішак · g7 чорний пішак · h7 чорний пішак · c6 чорний пішак · d6 білий кінь · f6 чорний кінь · d4 білий пішак · a2 білий пішак · b2 білий пішак · c2 білий пішак · e2 білий ферзь · f2 білий пішак · g2 білий пішак · h2 білий пішак · a1 біла тура · c1 білий слон · e1 білий король · f1 білий слон · g1 білий кінь · h1 біла тура | a8 чорна тура · c8 чорний слон · d8 чорний ферзь · e8 чорний король · f8 чорний слон · h8 чорна тура · a7 чорний пішак · b7 чорний пішак · d7 чорний кінь · e7 чорний пішак · f7 чорний пішак · g7 чорний пішак · h7 чорний пішак · c6 чорний пішак · d6 білий кінь · f6 чорний кінь · d4 білий пішак · a2 білий пішак · b2 білий пішак · c2 білий пішак · e2 білий ферзь · f2 білий пішак · g2 білий пішак · h2 білий пішак · a1 біла тура · c1 білий слон · e1 білий король · f1 білий слон · g1 білий кінь · h1 біла тура | a8 чорна тура · c8 чорний слон · d8 чорний ферзь · e8 чорний король · f8 чорний слон · h8 чорна тура · a7 чорний пішак · b7 чорний пішак · d7 чорний кінь · e7 чорний пішак · f7 чорний пішак · g7 чорний пішак · h7 чорний пішак · c6 чорний пішак · d6 білий кінь · f6 чорний кінь · d4 білий пішак · a2 білий пішак · b2 білий пішак · c2 білий пішак · e2 білий ферзь · f2 білий пішак · g2 білий пішак · h2 білий пішак · a1 біла тура · c1 білий слон · e1 білий король · f1 білий слон · g1 білий кінь · h1 біла тура | 3 |
| 2 | a8 чорна тура · c8 чорний слон · d8 чорний ферзь · e8 чорний король · f8 чорний слон · h8 чорна тура · a7 чорний пішак · b7 чорний пішак · d7 чорний кінь · e7 чорний пішак · f7 чорний пішак · g7 чорний пішак · h7 чорний пішак · c6 чорний пішак · d6 білий кінь · f6 чорний кінь · d4 білий пішак · a2 білий пішак · b2 білий пішак · c2 білий пішак · e2 білий ферзь · f2 білий пішак · g2 білий пішак · h2 білий пішак · a1 біла тура · c1 білий слон · e1 білий король · f1 білий слон · g1 білий кінь · h1 біла тура | a8 чорна тура · c8 чорний слон · d8 чорний ферзь · e8 чорний король · f8 чорний слон · h8 чорна тура · a7 чорний пішак · b7 чорний пішак · d7 чорний кінь · e7 чорний пішак · f7 чорний пішак · g7 чорний пішак · h7 чорний пішак · c6 чорний пішак · d6 білий кінь · f6 чорний кінь · d4 білий пішак · a2 білий пішак · b2 білий пішак · c2 білий пішак · e2 білий ферзь · f2 білий пішак · g2 білий пішак · h2 білий пішак · a1 біла тура · c1 білий слон · e1 білий король · f1 білий слон · g1 білий кінь · h1 біла тура | a8 чорна тура · c8 чорний слон · d8 чорний ферзь · e8 чорний король · f8 чорний слон · h8 чорна тура · a7 чорний пішак · b7 чорний пішак · d7 чорний кінь · e7 чорний пішак · f7 чорний пішак · g7 чорний пішак · h7 чорний пішак · c6 чорний пішак · d6 білий кінь · f6 чорний кінь · d4 білий пішак · a2 білий пішак · b2 білий пішак · c2 білий пішак · e2 білий ферзь · f2 білий пішак · g2 білий пішак · h2 білий пішак · a1 біла тура · c1 білий слон · e1 білий король · f1 білий слон · g1 білий кінь · h1 біла тура | a8 чорна тура · c8 чорний слон · d8 чорний ферзь · e8 чорний король · f8 чорний слон · h8 чорна тура · a7 чорний пішак · b7 чорний пішак · d7 чорний кінь · e7 чорний пішак · f7 чорний пішак · g7 чорний пішак · h7 чорний пішак · c6 чорний пішак · d6 білий кінь · f6 чорний кінь · d4 білий пішак · a2 білий пішак · b2 білий пішак · c2 білий пішак · e2 білий ферзь · f2 білий пішак · g2 білий пішак · h2 білий пішак · a1 біла тура · c1 білий слон · e1 білий король · f1 білий слон · g1 білий кінь · h1 біла тура | a8 чорна тура · c8 чорний слон · d8 чорний ферзь · e8 чорний король · f8 чорний слон · h8 чорна тура · a7 чорний пішак · b7 чорний пішак · d7 чорний кінь · e7 чорний пішак · f7 чорний пішак · g7 чорний пішак · h7 чорний пішак · c6 чорний пішак · d6 білий кінь · f6 чорний кінь · d4 білий пішак · a2 білий пішак · b2 білий пішак · c2 білий пішак · e2 білий ферзь · f2 білий пішак · g2 білий пішак · h2 білий пішак · a1 біла тура · c1 білий слон · e1 білий король · f1 білий слон · g1 білий кінь · h1 біла тура | a8 чорна тура · c8 чорний слон · d8 чорний ферзь · e8 чорний король · f8 чорний слон · h8 чорна тура · a7 чорний пішак · b7 чорний пішак · d7 чорний кінь · e7 чорний пішак · f7 чорний пішак · g7 чорний пішак · h7 чорний пішак · c6 чорний пішак · d6 білий кінь · f6 чорний кінь · d4 білий пішак · a2 білий пішак · b2 білий пішак · c2 білий пішак · e2 білий ферзь · f2 білий пішак · g2 білий пішак · h2 білий пішак · a1 біла тура · c1 білий слон · e1 білий король · f1 білий слон · g1 білий кінь · h1 біла тура | a8 чорна тура · c8 чорний слон · d8 чорний ферзь · e8 чорний король · f8 чорний слон · h8 чорна тура · a7 чорний пішак · b7 чорний пішак · d7 чорний кінь · e7 чорний пішак · f7 чорний пішак · g7 чорний пішак · h7 чорний пішак · c6 чорний пішак · d6 білий кінь · f6 чорний кінь · d4 білий пішак · a2 білий пішак · b2 білий пішак · c2 білий пішак · e2 білий ферзь · f2 білий пішак · g2 білий пішак · h2 білий пішак · a1 біла тура · c1 білий слон · e1 білий король · f1 білий слон · g1 білий кінь · h1 біла тура | a8 чорна тура · c8 чорний слон · d8 чорний ферзь · e8 чорний король · f8 чорний слон · h8 чорна тура · a7 чорний пішак · b7 чорний пішак · d7 чорний кінь · e7 чорний пішак · f7 чорний пішак · g7 чорний пішак · h7 чорний пішак · c6 чорний пішак · d6 білий кінь · f6 чорний кінь · d4 білий пішак · a2 білий пішак · b2 білий пішак · c2 білий пішак · e2 білий ферзь · f2 білий пішак · g2 білий пішак · h2 білий пішак · a1 біла тура · c1 білий слон · e1 білий король · f1 білий слон · g1 білий кінь · h1 біла тура | 2 |
| 1 | a8 чорна тура · c8 чорний слон · d8 чорний ферзь · e8 чорний король · f8 чорний слон · h8 чорна тура · a7 чорний пішак · b7 чорний пішак · d7 чорний кінь · e7 чорний пішак · f7 чорний пішак · g7 чорний пішак · h7 чорний пішак · c6 чорний пішак · d6 білий кінь · f6 чорний кінь · d4 білий пішак · a2 білий пішак · b2 білий пішак · c2 білий пішак · e2 білий ферзь · f2 білий пішак · g2 білий пішак · h2 білий пішак · a1 біла тура · c1 білий слон · e1 білий король · f1 білий слон · g1 білий кінь · h1 біла тура | a8 чорна тура · c8 чорний слон · d8 чорний ферзь · e8 чорний король · f8 чорний слон · h8 чорна тура · a7 чорний пішак · b7 чорний пішак · d7 чорний кінь · e7 чорний пішак · f7 чорний пішак · g7 чорний пішак · h7 чорний пішак · c6 чорний пішак · d6 білий кінь · f6 чорний кінь · d4 білий пішак · a2 білий пішак · b2 білий пішак · c2 білий пішак · e2 білий ферзь · f2 білий пішак · g2 білий пішак · h2 білий пішак · a1 біла тура · c1 білий слон · e1 білий король · f1 білий слон · g1 білий кінь · h1 біла тура | a8 чорна тура · c8 чорний слон · d8 чорний ферзь · e8 чорний король · f8 чорний слон · h8 чорна тура · a7 чорний пішак · b7 чорний пішак · d7 чорний кінь · e7 чорний пішак · f7 чорний пішак · g7 чорний пішак · h7 чорний пішак · c6 чорний пішак · d6 білий кінь · f6 чорний кінь · d4 білий пішак · a2 білий пішак · b2 білий пішак · c2 білий пішак · e2 білий ферзь · f2 білий пішак · g2 білий пішак · h2 білий пішак · a1 біла тура · c1 білий слон · e1 білий король · f1 білий слон · g1 білий кінь · h1 біла тура | a8 чорна тура · c8 чорний слон · d8 чорний ферзь · e8 чорний король · f8 чорний слон · h8 чорна тура · a7 чорний пішак · b7 чорний пішак · d7 чорний кінь · e7 чорний пішак · f7 чорний пішак · g7 чорний пішак · h7 чорний пішак · c6 чорний пішак · d6 білий кінь · f6 чорний кінь · d4 білий пішак · a2 білий пішак · b2 білий пішак · c2 білий пішак · e2 білий ферзь · f2 білий пішак · g2 білий пішак · h2 білий пішак · a1 біла тура · c1 білий слон · e1 білий король · f1 білий слон · g1 білий кінь · h1 біла тура | a8 чорна тура · c8 чорний слон · d8 чорний ферзь · e8 чорний король · f8 чорний слон · h8 чорна тура · a7 чорний пішак · b7 чорний пішак · d7 чорний кінь · e7 чорний пішак · f7 чорний пішак · g7 чорний пішак · h7 чорний пішак · c6 чорний пішак · d6 білий кінь · f6 чорний кінь · d4 білий пішак · a2 білий пішак · b2 білий пішак · c2 білий пішак · e2 білий ферзь · f2 білий пішак · g2 білий пішак · h2 білий пішак · a1 біла тура · c1 білий слон · e1 білий король · f1 білий слон · g1 білий кінь · h1 біла тура | a8 чорна тура · c8 чорний слон · d8 чорний ферзь · e8 чорний король · f8 чорний слон · h8 чорна тура · a7 чорний пішак · b7 чорний пішак · d7 чорний кінь · e7 чорний пішак · f7 чорний пішак · g7 чорний пішак · h7 чорний пішак · c6 чорний пішак · d6 білий кінь · f6 чорний кінь · d4 білий пішак · a2 білий пішак · b2 білий пішак · c2 білий пішак · e2 білий ферзь · f2 білий пішак · g2 білий пішак · h2 білий пішак · a1 біла тура · c1 білий слон · e1 білий король · f1 білий слон · g1 білий кінь · h1 біла тура | a8 чорна тура · c8 чорний слон · d8 чорний ферзь · e8 чорний король · f8 чорний слон · h8 чорна тура · a7 чорний пішак · b7 чорний пішак · d7 чорний кінь · e7 чорний пішак · f7 чорний пішак · g7 чорний пішак · h7 чорний пішак · c6 чорний пішак · d6 білий кінь · f6 чорний кінь · d4 білий пішак · a2 білий пішак · b2 білий пішак · c2 білий пішак · e2 білий ферзь · f2 білий пішак · g2 білий пішак · h2 білий пішак · a1 біла тура · c1 білий слон · e1 білий король · f1 білий слон · g1 білий кінь · h1 біла тура | a8 чорна тура · c8 чорний слон · d8 чорний ферзь · e8 чорний король · f8 чорний слон · h8 чорна тура · a7 чорний пішак · b7 чорний пішак · d7 чорний кінь · e7 чорний пішак · f7 чорний пішак · g7 чорний пішак · h7 чорний пішак · c6 чорний пішак · d6 білий кінь · f6 чорний кінь · d4 білий пішак · a2 білий пішак · b2 білий пішак · c2 білий пішак · e2 білий ферзь · f2 білий пішак · g2 білий пішак · h2 білий пішак · a1 біла тура · c1 білий слон · e1 білий король · f1 білий слон · g1 білий кінь · h1 біла тура | 1 |
|   | a | b | c | d | e | f | g | h |   |

1. e4 c6 2. d4 d5 3. Nc3 de 4. Nxe4 Кd7 5. Qe2 Ngf6?? 6. Nd6#
|   | a | b | c | d | e | f | g | h |   |
| 8 | a8 чорна тура · d8 чорний ферзь · e8 чорний король · f8 чорний слон · h8 чорна тура · a7 чорний пішак · b7 чорний пішак · d7 чорний слон · e7 чорний кінь · f7 чорний пішак · g7 чорний пішак · h7 чорний пішак · d6 білий кінь · d5 білий пішак · e5 чорний пішак · c3 білий пішак · a2 білий пішак · b2 білий пішак · f2 білий пішак · g2 білий пішак · h2 білий пішак · a1 біла тура · c1 білий слон · d1 білий ферзь · e1 білий король · f1 білий слон · h1 біла тура | a8 чорна тура · d8 чорний ферзь · e8 чорний король · f8 чорний слон · h8 чорна тура · a7 чорний пішак · b7 чорний пішак · d7 чорний слон · e7 чорний кінь · f7 чорний пішак · g7 чорний пішак · h7 чорний пішак · d6 білий кінь · d5 білий пішак · e5 чорний пішак · c3 білий пішак · a2 білий пішак · b2 білий пішак · f2 білий пішак · g2 білий пішак · h2 білий пішак · a1 біла тура · c1 білий слон · d1 білий ферзь · e1 білий король · f1 білий слон · h1 біла тура | a8 чорна тура · d8 чорний ферзь · e8 чорний король · f8 чорний слон · h8 чорна тура · a7 чорний пішак · b7 чорний пішак · d7 чорний слон · e7 чорний кінь · f7 чорний пішак · g7 чорний пішак · h7 чорний пішак · d6 білий кінь · d5 білий пішак · e5 чорний пішак · c3 білий пішак · a2 білий пішак · b2 білий пішак · f2 білий пішак · g2 білий пішак · h2 білий пішак · a1 біла тура · c1 білий слон · d1 білий ферзь · e1 білий король · f1 білий слон · h1 біла тура | a8 чорна тура · d8 чорний ферзь · e8 чорний король · f8 чорний слон · h8 чорна тура · a7 чорний пішак · b7 чорний пішак · d7 чорний слон · e7 чорний кінь · f7 чорний пішак · g7 чорний пішак · h7 чорний пішак · d6 білий кінь · d5 білий пішак · e5 чорний пішак · c3 білий пішак · a2 білий пішак · b2 білий пішак · f2 білий пішак · g2 білий пішак · h2 білий пішак · a1 біла тура · c1 білий слон · d1 білий ферзь · e1 білий король · f1 білий слон · h1 біла тура | a8 чорна тура · d8 чорний ферзь · e8 чорний король · f8 чорний слон · h8 чорна тура · a7 чорний пішак · b7 чорний пішак · d7 чорний слон · e7 чорний кінь · f7 чорний пішак · g7 чорний пішак · h7 чорний пішак · d6 білий кінь · d5 білий пішак · e5 чорний пішак · c3 білий пішак · a2 білий пішак · b2 білий пішак · f2 білий пішак · g2 білий пішак · h2 білий пішак · a1 біла тура · c1 білий слон · d1 білий ферзь · e1 білий король · f1 білий слон · h1 біла тура | a8 чорна тура · d8 чорний ферзь · e8 чорний король · f8 чорний слон · h8 чорна тура · a7 чорний пішак · b7 чорний пішак · d7 чорний слон · e7 чорний кінь · f7 чорний пішак · g7 чорний пішак · h7 чорний пішак · d6 білий кінь · d5 білий пішак · e5 чорний пішак · c3 білий пішак · a2 білий пішак · b2 білий пішак · f2 білий пішак · g2 білий пішак · h2 білий пішак · a1 біла тура · c1 білий слон · d1 білий ферзь · e1 білий король · f1 білий слон · h1 біла тура | a8 чорна тура · d8 чорний ферзь · e8 чорний король · f8 чорний слон · h8 чорна тура · a7 чорний пішак · b7 чорний пішак · d7 чорний слон · e7 чорний кінь · f7 чорний пішак · g7 чорний пішак · h7 чорний пішак · d6 білий кінь · d5 білий пішак · e5 чорний пішак · c3 білий пішак · a2 білий пішак · b2 білий пішак · f2 білий пішак · g2 білий пішак · h2 білий пішак · a1 біла тура · c1 білий слон · d1 білий ферзь · e1 білий король · f1 білий слон · h1 біла тура | a8 чорна тура · d8 чорний ферзь · e8 чорний король · f8 чорний слон · h8 чорна тура · a7 чорний пішак · b7 чорний пішак · d7 чорний слон · e7 чорний кінь · f7 чорний пішак · g7 чорний пішак · h7 чорний пішак · d6 білий кінь · d5 білий пішак · e5 чорний пішак · c3 білий пішак · a2 білий пішак · b2 білий пішак · f2 білий пішак · g2 білий пішак · h2 білий пішак · a1 біла тура · c1 білий слон · d1 білий ферзь · e1 білий король · f1 білий слон · h1 біла тура | 8 |
| 7 | a8 чорна тура · d8 чорний ферзь · e8 чорний король · f8 чорний слон · h8 чорна тура · a7 чорний пішак · b7 чорний пішак · d7 чорний слон · e7 чорний кінь · f7 чорний пішак · g7 чорний пішак · h7 чорний пішак · d6 білий кінь · d5 білий пішак · e5 чорний пішак · c3 білий пішак · a2 білий пішак · b2 білий пішак · f2 білий пішак · g2 білий пішак · h2 білий пішак · a1 біла тура · c1 білий слон · d1 білий ферзь · e1 білий король · f1 білий слон · h1 біла тура | a8 чорна тура · d8 чорний ферзь · e8 чорний король · f8 чорний слон · h8 чорна тура · a7 чорний пішак · b7 чорний пішак · d7 чорний слон · e7 чорний кінь · f7 чорний пішак · g7 чорний пішак · h7 чорний пішак · d6 білий кінь · d5 білий пішак · e5 чорний пішак · c3 білий пішак · a2 білий пішак · b2 білий пішак · f2 білий пішак · g2 білий пішак · h2 білий пішак · a1 біла тура · c1 білий слон · d1 білий ферзь · e1 білий король · f1 білий слон · h1 біла тура | a8 чорна тура · d8 чорний ферзь · e8 чорний король · f8 чорний слон · h8 чорна тура · a7 чорний пішак · b7 чорний пішак · d7 чорний слон · e7 чорний кінь · f7 чорний пішак · g7 чорний пішак · h7 чорний пішак · d6 білий кінь · d5 білий пішак · e5 чорний пішак · c3 білий пішак · a2 білий пішак · b2 білий пішак · f2 білий пішак · g2 білий пішак · h2 білий пішак · a1 біла тура · c1 білий слон · d1 білий ферзь · e1 білий король · f1 білий слон · h1 біла тура | a8 чорна тура · d8 чорний ферзь · e8 чорний король · f8 чорний слон · h8 чорна тура · a7 чорний пішак · b7 чорний пішак · d7 чорний слон · e7 чорний кінь · f7 чорний пішак · g7 чорний пішак · h7 чорний пішак · d6 білий кінь · d5 білий пішак · e5 чорний пішак · c3 білий пішак · a2 білий пішак · b2 білий пішак · f2 білий пішак · g2 білий пішак · h2 білий пішак · a1 біла тура · c1 білий слон · d1 білий ферзь · e1 білий король · f1 білий слон · h1 біла тура | a8 чорна тура · d8 чорний ферзь · e8 чорний король · f8 чорний слон · h8 чорна тура · a7 чорний пішак · b7 чорний пішак · d7 чорний слон · e7 чорний кінь · f7 чорний пішак · g7 чорний пішак · h7 чорний пішак · d6 білий кінь · d5 білий пішак · e5 чорний пішак · c3 білий пішак · a2 білий пішак · b2 білий пішак · f2 білий пішак · g2 білий пішак · h2 білий пішак · a1 біла тура · c1 білий слон · d1 білий ферзь · e1 білий король · f1 білий слон · h1 біла тура | a8 чорна тура · d8 чорний ферзь · e8 чорний король · f8 чорний слон · h8 чорна тура · a7 чорний пішак · b7 чорний пішак · d7 чорний слон · e7 чорний кінь · f7 чорний пішак · g7 чорний пішак · h7 чорний пішак · d6 білий кінь · d5 білий пішак · e5 чорний пішак · c3 білий пішак · a2 білий пішак · b2 білий пішак · f2 білий пішак · g2 білий пішак · h2 білий пішак · a1 біла тура · c1 білий слон · d1 білий ферзь · e1 білий король · f1 білий слон · h1 біла тура | a8 чорна тура · d8 чорний ферзь · e8 чорний король · f8 чорний слон · h8 чорна тура · a7 чорний пішак · b7 чорний пішак · d7 чорний слон · e7 чорний кінь · f7 чорний пішак · g7 чорний пішак · h7 чорний пішак · d6 білий кінь · d5 білий пішак · e5 чорний пішак · c3 білий пішак · a2 білий пішак · b2 білий пішак · f2 білий пішак · g2 білий пішак · h2 білий пішак · a1 біла тура · c1 білий слон · d1 білий ферзь · e1 білий король · f1 білий слон · h1 біла тура | a8 чорна тура · d8 чорний ферзь · e8 чорний король · f8 чорний слон · h8 чорна тура · a7 чорний пішак · b7 чорний пішак · d7 чорний слон · e7 чорний кінь · f7 чорний пішак · g7 чорний пішак · h7 чорний пішак · d6 білий кінь · d5 білий пішак · e5 чорний пішак · c3 білий пішак · a2 білий пішак · b2 білий пішак · f2 білий пішак · g2 білий пішак · h2 білий пішак · a1 біла тура · c1 білий слон · d1 білий ферзь · e1 білий король · f1 білий слон · h1 біла тура | 7 |
| 6 | a8 чорна тура · d8 чорний ферзь · e8 чорний король · f8 чорний слон · h8 чорна тура · a7 чорний пішак · b7 чорний пішак · d7 чорний слон · e7 чорний кінь · f7 чорний пішак · g7 чорний пішак · h7 чорний пішак · d6 білий кінь · d5 білий пішак · e5 чорний пішак · c3 білий пішак · a2 білий пішак · b2 білий пішак · f2 білий пішак · g2 білий пішак · h2 білий пішак · a1 біла тура · c1 білий слон · d1 білий ферзь · e1 білий король · f1 білий слон · h1 біла тура | a8 чорна тура · d8 чорний ферзь · e8 чорний король · f8 чорний слон · h8 чорна тура · a7 чорний пішак · b7 чорний пішак · d7 чорний слон · e7 чорний кінь · f7 чорний пішак · g7 чорний пішак · h7 чорний пішак · d6 білий кінь · d5 білий пішак · e5 чорний пішак · c3 білий пішак · a2 білий пішак · b2 білий пішак · f2 білий пішак · g2 білий пішак · h2 білий пішак · a1 біла тура · c1 білий слон · d1 білий ферзь · e1 білий король · f1 білий слон · h1 біла тура | a8 чорна тура · d8 чорний ферзь · e8 чорний король · f8 чорний слон · h8 чорна тура · a7 чорний пішак · b7 чорний пішак · d7 чорний слон · e7 чорний кінь · f7 чорний пішак · g7 чорний пішак · h7 чорний пішак · d6 білий кінь · d5 білий пішак · e5 чорний пішак · c3 білий пішак · a2 білий пішак · b2 білий пішак · f2 білий пішак · g2 білий пішак · h2 білий пішак · a1 біла тура · c1 білий слон · d1 білий ферзь · e1 білий король · f1 білий слон · h1 біла тура | a8 чорна тура · d8 чорний ферзь · e8 чорний король · f8 чорний слон · h8 чорна тура · a7 чорний пішак · b7 чорний пішак · d7 чорний слон · e7 чорний кінь · f7 чорний пішак · g7 чорний пішак · h7 чорний пішак · d6 білий кінь · d5 білий пішак · e5 чорний пішак · c3 білий пішак · a2 білий пішак · b2 білий пішак · f2 білий пішак · g2 білий пішак · h2 білий пішак · a1 біла тура · c1 білий слон · d1 білий ферзь · e1 білий король · f1 білий слон · h1 біла тура | a8 чорна тура · d8 чорний ферзь · e8 чорний король · f8 чорний слон · h8 чорна тура · a7 чорний пішак · b7 чорний пішак · d7 чорний слон · e7 чорний кінь · f7 чорний пішак · g7 чорний пішак · h7 чорний пішак · d6 білий кінь · d5 білий пішак · e5 чорний пішак · c3 білий пішак · a2 білий пішак · b2 білий пішак · f2 білий пішак · g2 білий пішак · h2 білий пішак · a1 біла тура · c1 білий слон · d1 білий ферзь · e1 білий король · f1 білий слон · h1 біла тура | a8 чорна тура · d8 чорний ферзь · e8 чорний король · f8 чорний слон · h8 чорна тура · a7 чорний пішак · b7 чорний пішак · d7 чорний слон · e7 чорний кінь · f7 чорний пішак · g7 чорний пішак · h7 чорний пішак · d6 білий кінь · d5 білий пішак · e5 чорний пішак · c3 білий пішак · a2 білий пішак · b2 білий пішак · f2 білий пішак · g2 білий пішак · h2 білий пішак · a1 біла тура · c1 білий слон · d1 білий ферзь · e1 білий король · f1 білий слон · h1 біла тура | a8 чорна тура · d8 чорний ферзь · e8 чорний король · f8 чорний слон · h8 чорна тура · a7 чорний пішак · b7 чорний пішак · d7 чорний слон · e7 чорний кінь · f7 чорний пішак · g7 чорний пішак · h7 чорний пішак · d6 білий кінь · d5 білий пішак · e5 чорний пішак · c3 білий пішак · a2 білий пішак · b2 білий пішак · f2 білий пішак · g2 білий пішак · h2 білий пішак · a1 біла тура · c1 білий слон · d1 білий ферзь · e1 білий король · f1 білий слон · h1 біла тура | a8 чорна тура · d8 чорний ферзь · e8 чорний король · f8 чорний слон · h8 чорна тура · a7 чорний пішак · b7 чорний пішак · d7 чорний слон · e7 чорний кінь · f7 чорний пішак · g7 чорний пішак · h7 чорний пішак · d6 білий кінь · d5 білий пішак · e5 чорний пішак · c3 білий пішак · a2 білий пішак · b2 білий пішак · f2 білий пішак · g2 білий пішак · h2 білий пішак · a1 біла тура · c1 білий слон · d1 білий ферзь · e1 білий король · f1 білий слон · h1 біла тура | 6 |
| 5 | a8 чорна тура · d8 чорний ферзь · e8 чорний король · f8 чорний слон · h8 чорна тура · a7 чорний пішак · b7 чорний пішак · d7 чорний слон · e7 чорний кінь · f7 чорний пішак · g7 чорний пішак · h7 чорний пішак · d6 білий кінь · d5 білий пішак · e5 чорний пішак · c3 білий пішак · a2 білий пішак · b2 білий пішак · f2 білий пішак · g2 білий пішак · h2 білий пішак · a1 біла тура · c1 білий слон · d1 білий ферзь · e1 білий король · f1 білий слон · h1 біла тура | a8 чорна тура · d8 чорний ферзь · e8 чорний король · f8 чорний слон · h8 чорна тура · a7 чорний пішак · b7 чорний пішак · d7 чорний слон · e7 чорний кінь · f7 чорний пішак · g7 чорний пішак · h7 чорний пішак · d6 білий кінь · d5 білий пішак · e5 чорний пішак · c3 білий пішак · a2 білий пішак · b2 білий пішак · f2 білий пішак · g2 білий пішак · h2 білий пішак · a1 біла тура · c1 білий слон · d1 білий ферзь · e1 білий король · f1 білий слон · h1 біла тура | a8 чорна тура · d8 чорний ферзь · e8 чорний король · f8 чорний слон · h8 чорна тура · a7 чорний пішак · b7 чорний пішак · d7 чорний слон · e7 чорний кінь · f7 чорний пішак · g7 чорний пішак · h7 чорний пішак · d6 білий кінь · d5 білий пішак · e5 чорний пішак · c3 білий пішак · a2 білий пішак · b2 білий пішак · f2 білий пішак · g2 білий пішак · h2 білий пішак · a1 біла тура · c1 білий слон · d1 білий ферзь · e1 білий король · f1 білий слон · h1 біла тура | a8 чорна тура · d8 чорний ферзь · e8 чорний король · f8 чорний слон · h8 чорна тура · a7 чорний пішак · b7 чорний пішак · d7 чорний слон · e7 чорний кінь · f7 чорний пішак · g7 чорний пішак · h7 чорний пішак · d6 білий кінь · d5 білий пішак · e5 чорний пішак · c3 білий пішак · a2 білий пішак · b2 білий пішак · f2 білий пішак · g2 білий пішак · h2 білий пішак · a1 біла тура · c1 білий слон · d1 білий ферзь · e1 білий король · f1 білий слон · h1 біла тура | a8 чорна тура · d8 чорний ферзь · e8 чорний король · f8 чорний слон · h8 чорна тура · a7 чорний пішак · b7 чорний пішак · d7 чорний слон · e7 чорний кінь · f7 чорний пішак · g7 чорний пішак · h7 чорний пішак · d6 білий кінь · d5 білий пішак · e5 чорний пішак · c3 білий пішак · a2 білий пішак · b2 білий пішак · f2 білий пішак · g2 білий пішак · h2 білий пішак · a1 біла тура · c1 білий слон · d1 білий ферзь · e1 білий король · f1 білий слон · h1 біла тура | a8 чорна тура · d8 чорний ферзь · e8 чорний король · f8 чорний слон · h8 чорна тура · a7 чорний пішак · b7 чорний пішак · d7 чорний слон · e7 чорний кінь · f7 чорний пішак · g7 чорний пішак · h7 чорний пішак · d6 білий кінь · d5 білий пішак · e5 чорний пішак · c3 білий пішак · a2 білий пішак · b2 білий пішак · f2 білий пішак · g2 білий пішак · h2 білий пішак · a1 біла тура · c1 білий слон · d1 білий ферзь · e1 білий король · f1 білий слон · h1 біла тура | a8 чорна тура · d8 чорний ферзь · e8 чорний король · f8 чорний слон · h8 чорна тура · a7 чорний пішак · b7 чорний пішак · d7 чорний слон · e7 чорний кінь · f7 чорний пішак · g7 чорний пішак · h7 чорний пішак · d6 білий кінь · d5 білий пішак · e5 чорний пішак · c3 білий пішак · a2 білий пішак · b2 білий пішак · f2 білий пішак · g2 білий пішак · h2 білий пішак · a1 біла тура · c1 білий слон · d1 білий ферзь · e1 білий король · f1 білий слон · h1 біла тура | a8 чорна тура · d8 чорний ферзь · e8 чорний король · f8 чорний слон · h8 чорна тура · a7 чорний пішак · b7 чорний пішак · d7 чорний слон · e7 чорний кінь · f7 чорний пішак · g7 чорний пішак · h7 чорний пішак · d6 білий кінь · d5 білий пішак · e5 чорний пішак · c3 білий пішак · a2 білий пішак · b2 білий пішак · f2 білий пішак · g2 білий пішак · h2 білий пішак · a1 біла тура · c1 білий слон · d1 білий ферзь · e1 білий король · f1 білий слон · h1 біла тура | 5 |
| 4 | a8 чорна тура · d8 чорний ферзь · e8 чорний король · f8 чорний слон · h8 чорна тура · a7 чорний пішак · b7 чорний пішак · d7 чорний слон · e7 чорний кінь · f7 чорний пішак · g7 чорний пішак · h7 чорний пішак · d6 білий кінь · d5 білий пішак · e5 чорний пішак · c3 білий пішак · a2 білий пішак · b2 білий пішак · f2 білий пішак · g2 білий пішак · h2 білий пішак · a1 біла тура · c1 білий слон · d1 білий ферзь · e1 білий король · f1 білий слон · h1 біла тура | a8 чорна тура · d8 чорний ферзь · e8 чорний король · f8 чорний слон · h8 чорна тура · a7 чорний пішак · b7 чорний пішак · d7 чорний слон · e7 чорний кінь · f7 чорний пішак · g7 чорний пішак · h7 чорний пішак · d6 білий кінь · d5 білий пішак · e5 чорний пішак · c3 білий пішак · a2 білий пішак · b2 білий пішак · f2 білий пішак · g2 білий пішак · h2 білий пішак · a1 біла тура · c1 білий слон · d1 білий ферзь · e1 білий король · f1 білий слон · h1 біла тура | a8 чорна тура · d8 чорний ферзь · e8 чорний король · f8 чорний слон · h8 чорна тура · a7 чорний пішак · b7 чорний пішак · d7 чорний слон · e7 чорний кінь · f7 чорний пішак · g7 чорний пішак · h7 чорний пішак · d6 білий кінь · d5 білий пішак · e5 чорний пішак · c3 білий пішак · a2 білий пішак · b2 білий пішак · f2 білий пішак · g2 білий пішак · h2 білий пішак · a1 біла тура · c1 білий слон · d1 білий ферзь · e1 білий король · f1 білий слон · h1 біла тура | a8 чорна тура · d8 чорний ферзь · e8 чорний король · f8 чорний слон · h8 чорна тура · a7 чорний пішак · b7 чорний пішак · d7 чорний слон · e7 чорний кінь · f7 чорний пішак · g7 чорний пішак · h7 чорний пішак · d6 білий кінь · d5 білий пішак · e5 чорний пішак · c3 білий пішак · a2 білий пішак · b2 білий пішак · f2 білий пішак · g2 білий пішак · h2 білий пішак · a1 біла тура · c1 білий слон · d1 білий ферзь · e1 білий король · f1 білий слон · h1 біла тура | a8 чорна тура · d8 чорний ферзь · e8 чорний король · f8 чорний слон · h8 чорна тура · a7 чорний пішак · b7 чорний пішак · d7 чорний слон · e7 чорний кінь · f7 чорний пішак · g7 чорний пішак · h7 чорний пішак · d6 білий кінь · d5 білий пішак · e5 чорний пішак · c3 білий пішак · a2 білий пішак · b2 білий пішак · f2 білий пішак · g2 білий пішак · h2 білий пішак · a1 біла тура · c1 білий слон · d1 білий ферзь · e1 білий король · f1 білий слон · h1 біла тура | a8 чорна тура · d8 чорний ферзь · e8 чорний король · f8 чорний слон · h8 чорна тура · a7 чорний пішак · b7 чорний пішак · d7 чорний слон · e7 чорний кінь · f7 чорний пішак · g7 чорний пішак · h7 чорний пішак · d6 білий кінь · d5 білий пішак · e5 чорний пішак · c3 білий пішак · a2 білий пішак · b2 білий пішак · f2 білий пішак · g2 білий пішак · h2 білий пішак · a1 біла тура · c1 білий слон · d1 білий ферзь · e1 білий король · f1 білий слон · h1 біла тура | a8 чорна тура · d8 чорний ферзь · e8 чорний король · f8 чорний слон · h8 чорна тура · a7 чорний пішак · b7 чорний пішак · d7 чорний слон · e7 чорний кінь · f7 чорний пішак · g7 чорний пішак · h7 чорний пішак · d6 білий кінь · d5 білий пішак · e5 чорний пішак · c3 білий пішак · a2 білий пішак · b2 білий пішак · f2 білий пішак · g2 білий пішак · h2 білий пішак · a1 біла тура · c1 білий слон · d1 білий ферзь · e1 білий король · f1 білий слон · h1 біла тура | a8 чорна тура · d8 чорний ферзь · e8 чорний король · f8 чорний слон · h8 чорна тура · a7 чорний пішак · b7 чорний пішак · d7 чорний слон · e7 чорний кінь · f7 чорний пішак · g7 чорний пішак · h7 чорний пішак · d6 білий кінь · d5 білий пішак · e5 чорний пішак · c3 білий пішак · a2 білий пішак · b2 білий пішак · f2 білий пішак · g2 білий пішак · h2 білий пішак · a1 біла тура · c1 білий слон · d1 білий ферзь · e1 білий король · f1 білий слон · h1 біла тура | 4 |
| 3 | a8 чорна тура · d8 чорний ферзь · e8 чорний король · f8 чорний слон · h8 чорна тура · a7 чорний пішак · b7 чорний пішак · d7 чорний слон · e7 чорний кінь · f7 чорний пішак · g7 чорний пішак · h7 чорний пішак · d6 білий кінь · d5 білий пішак · e5 чорний пішак · c3 білий пішак · a2 білий пішак · b2 білий пішак · f2 білий пішак · g2 білий пішак · h2 білий пішак · a1 біла тура · c1 білий слон · d1 білий ферзь · e1 білий король · f1 білий слон · h1 біла тура | a8 чорна тура · d8 чорний ферзь · e8 чорний король · f8 чорний слон · h8 чорна тура · a7 чорний пішак · b7 чорний пішак · d7 чорний слон · e7 чорний кінь · f7 чорний пішак · g7 чорний пішак · h7 чорний пішак · d6 білий кінь · d5 білий пішак · e5 чорний пішак · c3 білий пішак · a2 білий пішак · b2 білий пішак · f2 білий пішак · g2 білий пішак · h2 білий пішак · a1 біла тура · c1 білий слон · d1 білий ферзь · e1 білий король · f1 білий слон · h1 біла тура | a8 чорна тура · d8 чорний ферзь · e8 чорний король · f8 чорний слон · h8 чорна тура · a7 чорний пішак · b7 чорний пішак · d7 чорний слон · e7 чорний кінь · f7 чорний пішак · g7 чорний пішак · h7 чорний пішак · d6 білий кінь · d5 білий пішак · e5 чорний пішак · c3 білий пішак · a2 білий пішак · b2 білий пішак · f2 білий пішак · g2 білий пішак · h2 білий пішак · a1 біла тура · c1 білий слон · d1 білий ферзь · e1 білий король · f1 білий слон · h1 біла тура | a8 чорна тура · d8 чорний ферзь · e8 чорний король · f8 чорний слон · h8 чорна тура · a7 чорний пішак · b7 чорний пішак · d7 чорний слон · e7 чорний кінь · f7 чорний пішак · g7 чорний пішак · h7 чорний пішак · d6 білий кінь · d5 білий пішак · e5 чорний пішак · c3 білий пішак · a2 білий пішак · b2 білий пішак · f2 білий пішак · g2 білий пішак · h2 білий пішак · a1 біла тура · c1 білий слон · d1 білий ферзь · e1 білий король · f1 білий слон · h1 біла тура | a8 чорна тура · d8 чорний ферзь · e8 чорний король · f8 чорний слон · h8 чорна тура · a7 чорний пішак · b7 чорний пішак · d7 чорний слон · e7 чорний кінь · f7 чорний пішак · g7 чорний пішак · h7 чорний пішак · d6 білий кінь · d5 білий пішак · e5 чорний пішак · c3 білий пішак · a2 білий пішак · b2 білий пішак · f2 білий пішак · g2 білий пішак · h2 білий пішак · a1 біла тура · c1 білий слон · d1 білий ферзь · e1 білий король · f1 білий слон · h1 біла тура | a8 чорна тура · d8 чорний ферзь · e8 чорний король · f8 чорний слон · h8 чорна тура · a7 чорний пішак · b7 чорний пішак · d7 чорний слон · e7 чорний кінь · f7 чорний пішак · g7 чорний пішак · h7 чорний пішак · d6 білий кінь · d5 білий пішак · e5 чорний пішак · c3 білий пішак · a2 білий пішак · b2 білий пішак · f2 білий пішак · g2 білий пішак · h2 білий пішак · a1 біла тура · c1 білий слон · d1 білий ферзь · e1 білий король · f1 білий слон · h1 біла тура | a8 чорна тура · d8 чорний ферзь · e8 чорний король · f8 чорний слон · h8 чорна тура · a7 чорний пішак · b7 чорний пішак · d7 чорний слон · e7 чорний кінь · f7 чорний пішак · g7 чорний пішак · h7 чорний пішак · d6 білий кінь · d5 білий пішак · e5 чорний пішак · c3 білий пішак · a2 білий пішак · b2 білий пішак · f2 білий пішак · g2 білий пішак · h2 білий пішак · a1 біла тура · c1 білий слон · d1 білий ферзь · e1 білий король · f1 білий слон · h1 біла тура | a8 чорна тура · d8 чорний ферзь · e8 чорний король · f8 чорний слон · h8 чорна тура · a7 чорний пішак · b7 чорний пішак · d7 чорний слон · e7 чорний кінь · f7 чорний пішак · g7 чорний пішак · h7 чорний пішак · d6 білий кінь · d5 білий пішак · e5 чорний пішак · c3 білий пішак · a2 білий пішак · b2 білий пішак · f2 білий пішак · g2 білий пішак · h2 білий пішак · a1 біла тура · c1 білий слон · d1 білий ферзь · e1 білий король · f1 білий слон · h1 біла тура | 3 |
| 2 | a8 чорна тура · d8 чорний ферзь · e8 чорний король · f8 чорний слон · h8 чорна тура · a7 чорний пішак · b7 чорний пішак · d7 чорний слон · e7 чорний кінь · f7 чорний пішак · g7 чорний пішак · h7 чорний пішак · d6 білий кінь · d5 білий пішак · e5 чорний пішак · c3 білий пішак · a2 білий пішак · b2 білий пішак · f2 білий пішак · g2 білий пішак · h2 білий пішак · a1 біла тура · c1 білий слон · d1 білий ферзь · e1 білий король · f1 білий слон · h1 біла тура | a8 чорна тура · d8 чорний ферзь · e8 чорний король · f8 чорний слон · h8 чорна тура · a7 чорний пішак · b7 чорний пішак · d7 чорний слон · e7 чорний кінь · f7 чорний пішак · g7 чорний пішак · h7 чорний пішак · d6 білий кінь · d5 білий пішак · e5 чорний пішак · c3 білий пішак · a2 білий пішак · b2 білий пішак · f2 білий пішак · g2 білий пішак · h2 білий пішак · a1 біла тура · c1 білий слон · d1 білий ферзь · e1 білий король · f1 білий слон · h1 біла тура | a8 чорна тура · d8 чорний ферзь · e8 чорний король · f8 чорний слон · h8 чорна тура · a7 чорний пішак · b7 чорний пішак · d7 чорний слон · e7 чорний кінь · f7 чорний пішак · g7 чорний пішак · h7 чорний пішак · d6 білий кінь · d5 білий пішак · e5 чорний пішак · c3 білий пішак · a2 білий пішак · b2 білий пішак · f2 білий пішак · g2 білий пішак · h2 білий пішак · a1 біла тура · c1 білий слон · d1 білий ферзь · e1 білий король · f1 білий слон · h1 біла тура | a8 чорна тура · d8 чорний ферзь · e8 чорний король · f8 чорний слон · h8 чорна тура · a7 чорний пішак · b7 чорний пішак · d7 чорний слон · e7 чорний кінь · f7 чорний пішак · g7 чорний пішак · h7 чорний пішак · d6 білий кінь · d5 білий пішак · e5 чорний пішак · c3 білий пішак · a2 білий пішак · b2 білий пішак · f2 білий пішак · g2 білий пішак · h2 білий пішак · a1 біла тура · c1 білий слон · d1 білий ферзь · e1 білий король · f1 білий слон · h1 біла тура | a8 чорна тура · d8 чорний ферзь · e8 чорний король · f8 чорний слон · h8 чорна тура · a7 чорний пішак · b7 чорний пішак · d7 чорний слон · e7 чорний кінь · f7 чорний пішак · g7 чорний пішак · h7 чорний пішак · d6 білий кінь · d5 білий пішак · e5 чорний пішак · c3 білий пішак · a2 білий пішак · b2 білий пішак · f2 білий пішак · g2 білий пішак · h2 білий пішак · a1 біла тура · c1 білий слон · d1 білий ферзь · e1 білий король · f1 білий слон · h1 біла тура | a8 чорна тура · d8 чорний ферзь · e8 чорний король · f8 чорний слон · h8 чорна тура · a7 чорний пішак · b7 чорний пішак · d7 чорний слон · e7 чорний кінь · f7 чорний пішак · g7 чорний пішак · h7 чорний пішак · d6 білий кінь · d5 білий пішак · e5 чорний пішак · c3 білий пішак · a2 білий пішак · b2 білий пішак · f2 білий пішак · g2 білий пішак · h2 білий пішак · a1 біла тура · c1 білий слон · d1 білий ферзь · e1 білий король · f1 білий слон · h1 біла тура | a8 чорна тура · d8 чорний ферзь · e8 чорний король · f8 чорний слон · h8 чорна тура · a7 чорний пішак · b7 чорний пішак · d7 чорний слон · e7 чорний кінь · f7 чорний пішак · g7 чорний пішак · h7 чорний пішак · d6 білий кінь · d5 білий пішак · e5 чорний пішак · c3 білий пішак · a2 білий пішак · b2 білий пішак · f2 білий пішак · g2 білий пішак · h2 білий пішак · a1 біла тура · c1 білий слон · d1 білий ферзь · e1 білий король · f1 білий слон · h1 біла тура | a8 чорна тура · d8 чорний ферзь · e8 чорний король · f8 чорний слон · h8 чорна тура · a7 чорний пішак · b7 чорний пішак · d7 чорний слон · e7 чорний кінь · f7 чорний пішак · g7 чорний пішак · h7 чорний пішак · d6 білий кінь · d5 білий пішак · e5 чорний пішак · c3 білий пішак · a2 білий пішак · b2 білий пішак · f2 білий пішак · g2 білий пішак · h2 білий пішак · a1 біла тура · c1 білий слон · d1 білий ферзь · e1 білий король · f1 білий слон · h1 біла тура | 2 |
| 1 | a8 чорна тура · d8 чорний ферзь · e8 чорний король · f8 чорний слон · h8 чорна тура · a7 чорний пішак · b7 чорний пішак · d7 чорний слон · e7 чорний кінь · f7 чорний пішак · g7 чорний пішак · h7 чорний пішак · d6 білий кінь · d5 білий пішак · e5 чорний пішак · c3 білий пішак · a2 білий пішак · b2 білий пішак · f2 білий пішак · g2 білий пішак · h2 білий пішак · a1 біла тура · c1 білий слон · d1 білий ферзь · e1 білий король · f1 білий слон · h1 біла тура | a8 чорна тура · d8 чорний ферзь · e8 чорний король · f8 чорний слон · h8 чорна тура · a7 чорний пішак · b7 чорний пішак · d7 чорний слон · e7 чорний кінь · f7 чорний пішак · g7 чорний пішак · h7 чорний пішак · d6 білий кінь · d5 білий пішак · e5 чорний пішак · c3 білий пішак · a2 білий пішак · b2 білий пішак · f2 білий пішак · g2 білий пішак · h2 білий пішак · a1 біла тура · c1 білий слон · d1 білий ферзь · e1 білий король · f1 білий слон · h1 біла тура | a8 чорна тура · d8 чорний ферзь · e8 чорний король · f8 чорний слон · h8 чорна тура · a7 чорний пішак · b7 чорний пішак · d7 чорний слон · e7 чорний кінь · f7 чорний пішак · g7 чорний пішак · h7 чорний пішак · d6 білий кінь · d5 білий пішак · e5 чорний пішак · c3 білий пішак · a2 білий пішак · b2 білий пішак · f2 білий пішак · g2 білий пішак · h2 білий пішак · a1 біла тура · c1 білий слон · d1 білий ферзь · e1 білий король · f1 білий слон · h1 біла тура | a8 чорна тура · d8 чорний ферзь · e8 чорний король · f8 чорний слон · h8 чорна тура · a7 чорний пішак · b7 чорний пішак · d7 чорний слон · e7 чорний кінь · f7 чорний пішак · g7 чорний пішак · h7 чорний пішак · d6 білий кінь · d5 білий пішак · e5 чорний пішак · c3 білий пішак · a2 білий пішак · b2 білий пішак · f2 білий пішак · g2 білий пішак · h2 білий пішак · a1 біла тура · c1 білий слон · d1 білий ферзь · e1 білий король · f1 білий слон · h1 біла тура | a8 чорна тура · d8 чорний ферзь · e8 чорний король · f8 чорний слон · h8 чорна тура · a7 чорний пішак · b7 чорний пішак · d7 чорний слон · e7 чорний кінь · f7 чорний пішак · g7 чорний пішак · h7 чорний пішак · d6 білий кінь · d5 білий пішак · e5 чорний пішак · c3 білий пішак · a2 білий пішак · b2 білий пішак · f2 білий пішак · g2 білий пішак · h2 білий пішак · a1 біла тура · c1 білий слон · d1 білий ферзь · e1 білий король · f1 білий слон · h1 біла тура | a8 чорна тура · d8 чорний ферзь · e8 чорний король · f8 чорний слон · h8 чорна тура · a7 чорний пішак · b7 чорний пішак · d7 чорний слон · e7 чорний кінь · f7 чорний пішак · g7 чорний пішак · h7 чорний пішак · d6 білий кінь · d5 білий пішак · e5 чорний пішак · c3 білий пішак · a2 білий пішак · b2 білий пішак · f2 білий пішак · g2 білий пішак · h2 білий пішак · a1 біла тура · c1 білий слон · d1 білий ферзь · e1 білий король · f1 білий слон · h1 біла тура | a8 чорна тура · d8 чорний ферзь · e8 чорний король · f8 чорний слон · h8 чорна тура · a7 чорний пішак · b7 чорний пішак · d7 чорний слон · e7 чорний кінь · f7 чорний пішак · g7 чорний пішак · h7 чорний пішак · d6 білий кінь · d5 білий пішак · e5 чорний пішак · c3 білий пішак · a2 білий пішак · b2 білий пішак · f2 білий пішак · g2 білий пішак · h2 білий пішак · a1 біла тура · c1 білий слон · d1 білий ферзь · e1 білий король · f1 білий слон · h1 біла тура | a8 чорна тура · d8 чорний ферзь · e8 чорний король · f8 чорний слон · h8 чорна тура · a7 чорний пішак · b7 чорний пішак · d7 чорний слон · e7 чорний кінь · f7 чорний пішак · g7 чорний пішак · h7 чорний пішак · d6 білий кінь · d5 білий пішак · e5 чорний пішак · c3 білий пішак · a2 білий пішак · b2 білий пішак · f2 білий пішак · g2 білий пішак · h2 білий пішак · a1 біла тура · c1 білий слон · d1 білий ферзь · e1 білий король · f1 білий слон · h1 біла тура | 1 |
|   | a | b | c | d | e | f | g | h |   |

1. e4 c5 2. Nf3 Nc6 3. d4 cd 4. Nxd4 Nf6 5. Nc3 e5 6. Ndb5 d6 7. Nd5 Кxd5 8. ed Ne7 9. c3 Bd7?? 10. Nxd6#
|   | a | b | c | d | e | f | g | h |   |
| 8 | a8 чорна тура · c8 чорний слон · d8 чорний ферзь · e8 чорний король · f8 чорний слон · h8 чорна тура · a7 чорний пішак · b7 чорний пішак · d7 чорний пішак · e7 чорний кінь · f7 чорний пішак · g7 чорний пішак · h7 чорний пішак · c6 чорний кінь · d6 білий кінь · e5 чорний пішак · e4 білий пішак · a2 білий пішак · b2 білий пішак · c2 білий пішак · f2 білий пішак · g2 білий пішак · h2 білий пішак · a1 біла тура · b1 білий кінь · c1 білий слон · d1 білий ферзь · e1 білий король · f1 білий слон · h1 біла тура | a8 чорна тура · c8 чорний слон · d8 чорний ферзь · e8 чорний король · f8 чорний слон · h8 чорна тура · a7 чорний пішак · b7 чорний пішак · d7 чорний пішак · e7 чорний кінь · f7 чорний пішак · g7 чорний пішак · h7 чорний пішак · c6 чорний кінь · d6 білий кінь · e5 чорний пішак · e4 білий пішак · a2 білий пішак · b2 білий пішак · c2 білий пішак · f2 білий пішак · g2 білий пішак · h2 білий пішак · a1 біла тура · b1 білий кінь · c1 білий слон · d1 білий ферзь · e1 білий король · f1 білий слон · h1 біла тура | a8 чорна тура · c8 чорний слон · d8 чорний ферзь · e8 чорний король · f8 чорний слон · h8 чорна тура · a7 чорний пішак · b7 чорний пішак · d7 чорний пішак · e7 чорний кінь · f7 чорний пішак · g7 чорний пішак · h7 чорний пішак · c6 чорний кінь · d6 білий кінь · e5 чорний пішак · e4 білий пішак · a2 білий пішак · b2 білий пішак · c2 білий пішак · f2 білий пішак · g2 білий пішак · h2 білий пішак · a1 біла тура · b1 білий кінь · c1 білий слон · d1 білий ферзь · e1 білий король · f1 білий слон · h1 біла тура | a8 чорна тура · c8 чорний слон · d8 чорний ферзь · e8 чорний король · f8 чорний слон · h8 чорна тура · a7 чорний пішак · b7 чорний пішак · d7 чорний пішак · e7 чорний кінь · f7 чорний пішак · g7 чорний пішак · h7 чорний пішак · c6 чорний кінь · d6 білий кінь · e5 чорний пішак · e4 білий пішак · a2 білий пішак · b2 білий пішак · c2 білий пішак · f2 білий пішак · g2 білий пішак · h2 білий пішак · a1 біла тура · b1 білий кінь · c1 білий слон · d1 білий ферзь · e1 білий король · f1 білий слон · h1 біла тура | a8 чорна тура · c8 чорний слон · d8 чорний ферзь · e8 чорний король · f8 чорний слон · h8 чорна тура · a7 чорний пішак · b7 чорний пішак · d7 чорний пішак · e7 чорний кінь · f7 чорний пішак · g7 чорний пішак · h7 чорний пішак · c6 чорний кінь · d6 білий кінь · e5 чорний пішак · e4 білий пішак · a2 білий пішак · b2 білий пішак · c2 білий пішак · f2 білий пішак · g2 білий пішак · h2 білий пішак · a1 біла тура · b1 білий кінь · c1 білий слон · d1 білий ферзь · e1 білий король · f1 білий слон · h1 біла тура | a8 чорна тура · c8 чорний слон · d8 чорний ферзь · e8 чорний король · f8 чорний слон · h8 чорна тура · a7 чорний пішак · b7 чорний пішак · d7 чорний пішак · e7 чорний кінь · f7 чорний пішак · g7 чорний пішак · h7 чорний пішак · c6 чорний кінь · d6 білий кінь · e5 чорний пішак · e4 білий пішак · a2 білий пішак · b2 білий пішак · c2 білий пішак · f2 білий пішак · g2 білий пішак · h2 білий пішак · a1 біла тура · b1 білий кінь · c1 білий слон · d1 білий ферзь · e1 білий король · f1 білий слон · h1 біла тура | a8 чорна тура · c8 чорний слон · d8 чорний ферзь · e8 чорний король · f8 чорний слон · h8 чорна тура · a7 чорний пішак · b7 чорний пішак · d7 чорний пішак · e7 чорний кінь · f7 чорний пішак · g7 чорний пішак · h7 чорний пішак · c6 чорний кінь · d6 білий кінь · e5 чорний пішак · e4 білий пішак · a2 білий пішак · b2 білий пішак · c2 білий пішак · f2 білий пішак · g2 білий пішак · h2 білий пішак · a1 біла тура · b1 білий кінь · c1 білий слон · d1 білий ферзь · e1 білий король · f1 білий слон · h1 біла тура | a8 чорна тура · c8 чорний слон · d8 чорний ферзь · e8 чорний король · f8 чорний слон · h8 чорна тура · a7 чорний пішак · b7 чорний пішак · d7 чорний пішак · e7 чорний кінь · f7 чорний пішак · g7 чорний пішак · h7 чорний пішак · c6 чорний кінь · d6 білий кінь · e5 чорний пішак · e4 білий пішак · a2 білий пішак · b2 білий пішак · c2 білий пішак · f2 білий пішак · g2 білий пішак · h2 білий пішак · a1 біла тура · b1 білий кінь · c1 білий слон · d1 білий ферзь · e1 білий король · f1 білий слон · h1 біла тура | 8 |
| 7 | a8 чорна тура · c8 чорний слон · d8 чорний ферзь · e8 чорний король · f8 чорний слон · h8 чорна тура · a7 чорний пішак · b7 чорний пішак · d7 чорний пішак · e7 чорний кінь · f7 чорний пішак · g7 чорний пішак · h7 чорний пішак · c6 чорний кінь · d6 білий кінь · e5 чорний пішак · e4 білий пішак · a2 білий пішак · b2 білий пішак · c2 білий пішак · f2 білий пішак · g2 білий пішак · h2 білий пішак · a1 біла тура · b1 білий кінь · c1 білий слон · d1 білий ферзь · e1 білий король · f1 білий слон · h1 біла тура | a8 чорна тура · c8 чорний слон · d8 чорний ферзь · e8 чорний король · f8 чорний слон · h8 чорна тура · a7 чорний пішак · b7 чорний пішак · d7 чорний пішак · e7 чорний кінь · f7 чорний пішак · g7 чорний пішак · h7 чорний пішак · c6 чорний кінь · d6 білий кінь · e5 чорний пішак · e4 білий пішак · a2 білий пішак · b2 білий пішак · c2 білий пішак · f2 білий пішак · g2 білий пішак · h2 білий пішак · a1 біла тура · b1 білий кінь · c1 білий слон · d1 білий ферзь · e1 білий король · f1 білий слон · h1 біла тура | a8 чорна тура · c8 чорний слон · d8 чорний ферзь · e8 чорний король · f8 чорний слон · h8 чорна тура · a7 чорний пішак · b7 чорний пішак · d7 чорний пішак · e7 чорний кінь · f7 чорний пішак · g7 чорний пішак · h7 чорний пішак · c6 чорний кінь · d6 білий кінь · e5 чорний пішак · e4 білий пішак · a2 білий пішак · b2 білий пішак · c2 білий пішак · f2 білий пішак · g2 білий пішак · h2 білий пішак · a1 біла тура · b1 білий кінь · c1 білий слон · d1 білий ферзь · e1 білий король · f1 білий слон · h1 біла тура | a8 чорна тура · c8 чорний слон · d8 чорний ферзь · e8 чорний король · f8 чорний слон · h8 чорна тура · a7 чорний пішак · b7 чорний пішак · d7 чорний пішак · e7 чорний кінь · f7 чорний пішак · g7 чорний пішак · h7 чорний пішак · c6 чорний кінь · d6 білий кінь · e5 чорний пішак · e4 білий пішак · a2 білий пішак · b2 білий пішак · c2 білий пішак · f2 білий пішак · g2 білий пішак · h2 білий пішак · a1 біла тура · b1 білий кінь · c1 білий слон · d1 білий ферзь · e1 білий король · f1 білий слон · h1 біла тура | a8 чорна тура · c8 чорний слон · d8 чорний ферзь · e8 чорний король · f8 чорний слон · h8 чорна тура · a7 чорний пішак · b7 чорний пішак · d7 чорний пішак · e7 чорний кінь · f7 чорний пішак · g7 чорний пішак · h7 чорний пішак · c6 чорний кінь · d6 білий кінь · e5 чорний пішак · e4 білий пішак · a2 білий пішак · b2 білий пішак · c2 білий пішак · f2 білий пішак · g2 білий пішак · h2 білий пішак · a1 біла тура · b1 білий кінь · c1 білий слон · d1 білий ферзь · e1 білий король · f1 білий слон · h1 біла тура | a8 чорна тура · c8 чорний слон · d8 чорний ферзь · e8 чорний король · f8 чорний слон · h8 чорна тура · a7 чорний пішак · b7 чорний пішак · d7 чорний пішак · e7 чорний кінь · f7 чорний пішак · g7 чорний пішак · h7 чорний пішак · c6 чорний кінь · d6 білий кінь · e5 чорний пішак · e4 білий пішак · a2 білий пішак · b2 білий пішак · c2 білий пішак · f2 білий пішак · g2 білий пішак · h2 білий пішак · a1 біла тура · b1 білий кінь · c1 білий слон · d1 білий ферзь · e1 білий король · f1 білий слон · h1 біла тура | a8 чорна тура · c8 чорний слон · d8 чорний ферзь · e8 чорний король · f8 чорний слон · h8 чорна тура · a7 чорний пішак · b7 чорний пішак · d7 чорний пішак · e7 чорний кінь · f7 чорний пішак · g7 чорний пішак · h7 чорний пішак · c6 чорний кінь · d6 білий кінь · e5 чорний пішак · e4 білий пішак · a2 білий пішак · b2 білий пішак · c2 білий пішак · f2 білий пішак · g2 білий пішак · h2 білий пішак · a1 біла тура · b1 білий кінь · c1 білий слон · d1 білий ферзь · e1 білий король · f1 білий слон · h1 біла тура | a8 чорна тура · c8 чорний слон · d8 чорний ферзь · e8 чорний король · f8 чорний слон · h8 чорна тура · a7 чорний пішак · b7 чорний пішак · d7 чорний пішак · e7 чорний кінь · f7 чорний пішак · g7 чорний пішак · h7 чорний пішак · c6 чорний кінь · d6 білий кінь · e5 чорний пішак · e4 білий пішак · a2 білий пішак · b2 білий пішак · c2 білий пішак · f2 білий пішак · g2 білий пішак · h2 білий пішак · a1 біла тура · b1 білий кінь · c1 білий слон · d1 білий ферзь · e1 білий король · f1 білий слон · h1 біла тура | 7 |
| 6 | a8 чорна тура · c8 чорний слон · d8 чорний ферзь · e8 чорний король · f8 чорний слон · h8 чорна тура · a7 чорний пішак · b7 чорний пішак · d7 чорний пішак · e7 чорний кінь · f7 чорний пішак · g7 чорний пішак · h7 чорний пішак · c6 чорний кінь · d6 білий кінь · e5 чорний пішак · e4 білий пішак · a2 білий пішак · b2 білий пішак · c2 білий пішак · f2 білий пішак · g2 білий пішак · h2 білий пішак · a1 біла тура · b1 білий кінь · c1 білий слон · d1 білий ферзь · e1 білий король · f1 білий слон · h1 біла тура | a8 чорна тура · c8 чорний слон · d8 чорний ферзь · e8 чорний король · f8 чорний слон · h8 чорна тура · a7 чорний пішак · b7 чорний пішак · d7 чорний пішак · e7 чорний кінь · f7 чорний пішак · g7 чорний пішак · h7 чорний пішак · c6 чорний кінь · d6 білий кінь · e5 чорний пішак · e4 білий пішак · a2 білий пішак · b2 білий пішак · c2 білий пішак · f2 білий пішак · g2 білий пішак · h2 білий пішак · a1 біла тура · b1 білий кінь · c1 білий слон · d1 білий ферзь · e1 білий король · f1 білий слон · h1 біла тура | a8 чорна тура · c8 чорний слон · d8 чорний ферзь · e8 чорний король · f8 чорний слон · h8 чорна тура · a7 чорний пішак · b7 чорний пішак · d7 чорний пішак · e7 чорний кінь · f7 чорний пішак · g7 чорний пішак · h7 чорний пішак · c6 чорний кінь · d6 білий кінь · e5 чорний пішак · e4 білий пішак · a2 білий пішак · b2 білий пішак · c2 білий пішак · f2 білий пішак · g2 білий пішак · h2 білий пішак · a1 біла тура · b1 білий кінь · c1 білий слон · d1 білий ферзь · e1 білий король · f1 білий слон · h1 біла тура | a8 чорна тура · c8 чорний слон · d8 чорний ферзь · e8 чорний король · f8 чорний слон · h8 чорна тура · a7 чорний пішак · b7 чорний пішак · d7 чорний пішак · e7 чорний кінь · f7 чорний пішак · g7 чорний пішак · h7 чорний пішак · c6 чорний кінь · d6 білий кінь · e5 чорний пішак · e4 білий пішак · a2 білий пішак · b2 білий пішак · c2 білий пішак · f2 білий пішак · g2 білий пішак · h2 білий пішак · a1 біла тура · b1 білий кінь · c1 білий слон · d1 білий ферзь · e1 білий король · f1 білий слон · h1 біла тура | a8 чорна тура · c8 чорний слон · d8 чорний ферзь · e8 чорний король · f8 чорний слон · h8 чорна тура · a7 чорний пішак · b7 чорний пішак · d7 чорний пішак · e7 чорний кінь · f7 чорний пішак · g7 чорний пішак · h7 чорний пішак · c6 чорний кінь · d6 білий кінь · e5 чорний пішак · e4 білий пішак · a2 білий пішак · b2 білий пішак · c2 білий пішак · f2 білий пішак · g2 білий пішак · h2 білий пішак · a1 біла тура · b1 білий кінь · c1 білий слон · d1 білий ферзь · e1 білий король · f1 білий слон · h1 біла тура | a8 чорна тура · c8 чорний слон · d8 чорний ферзь · e8 чорний король · f8 чорний слон · h8 чорна тура · a7 чорний пішак · b7 чорний пішак · d7 чорний пішак · e7 чорний кінь · f7 чорний пішак · g7 чорний пішак · h7 чорний пішак · c6 чорний кінь · d6 білий кінь · e5 чорний пішак · e4 білий пішак · a2 білий пішак · b2 білий пішак · c2 білий пішак · f2 білий пішак · g2 білий пішак · h2 білий пішак · a1 біла тура · b1 білий кінь · c1 білий слон · d1 білий ферзь · e1 білий король · f1 білий слон · h1 біла тура | a8 чорна тура · c8 чорний слон · d8 чорний ферзь · e8 чорний король · f8 чорний слон · h8 чорна тура · a7 чорний пішак · b7 чорний пішак · d7 чорний пішак · e7 чорний кінь · f7 чорний пішак · g7 чорний пішак · h7 чорний пішак · c6 чорний кінь · d6 білий кінь · e5 чорний пішак · e4 білий пішак · a2 білий пішак · b2 білий пішак · c2 білий пішак · f2 білий пішак · g2 білий пішак · h2 білий пішак · a1 біла тура · b1 білий кінь · c1 білий слон · d1 білий ферзь · e1 білий король · f1 білий слон · h1 біла тура | a8 чорна тура · c8 чорний слон · d8 чорний ферзь · e8 чорний король · f8 чорний слон · h8 чорна тура · a7 чорний пішак · b7 чорний пішак · d7 чорний пішак · e7 чорний кінь · f7 чорний пішак · g7 чорний пішак · h7 чорний пішак · c6 чорний кінь · d6 білий кінь · e5 чорний пішак · e4 білий пішак · a2 білий пішак · b2 білий пішак · c2 білий пішак · f2 білий пішак · g2 білий пішак · h2 білий пішак · a1 біла тура · b1 білий кінь · c1 білий слон · d1 білий ферзь · e1 білий король · f1 білий слон · h1 біла тура | 6 |
| 5 | a8 чорна тура · c8 чорний слон · d8 чорний ферзь · e8 чорний король · f8 чорний слон · h8 чорна тура · a7 чорний пішак · b7 чорний пішак · d7 чорний пішак · e7 чорний кінь · f7 чорний пішак · g7 чорний пішак · h7 чорний пішак · c6 чорний кінь · d6 білий кінь · e5 чорний пішак · e4 білий пішак · a2 білий пішак · b2 білий пішак · c2 білий пішак · f2 білий пішак · g2 білий пішак · h2 білий пішак · a1 біла тура · b1 білий кінь · c1 білий слон · d1 білий ферзь · e1 білий король · f1 білий слон · h1 біла тура | a8 чорна тура · c8 чорний слон · d8 чорний ферзь · e8 чорний король · f8 чорний слон · h8 чорна тура · a7 чорний пішак · b7 чорний пішак · d7 чорний пішак · e7 чорний кінь · f7 чорний пішак · g7 чорний пішак · h7 чорний пішак · c6 чорний кінь · d6 білий кінь · e5 чорний пішак · e4 білий пішак · a2 білий пішак · b2 білий пішак · c2 білий пішак · f2 білий пішак · g2 білий пішак · h2 білий пішак · a1 біла тура · b1 білий кінь · c1 білий слон · d1 білий ферзь · e1 білий король · f1 білий слон · h1 біла тура | a8 чорна тура · c8 чорний слон · d8 чорний ферзь · e8 чорний король · f8 чорний слон · h8 чорна тура · a7 чорний пішак · b7 чорний пішак · d7 чорний пішак · e7 чорний кінь · f7 чорний пішак · g7 чорний пішак · h7 чорний пішак · c6 чорний кінь · d6 білий кінь · e5 чорний пішак · e4 білий пішак · a2 білий пішак · b2 білий пішак · c2 білий пішак · f2 білий пішак · g2 білий пішак · h2 білий пішак · a1 біла тура · b1 білий кінь · c1 білий слон · d1 білий ферзь · e1 білий король · f1 білий слон · h1 біла тура | a8 чорна тура · c8 чорний слон · d8 чорний ферзь · e8 чорний король · f8 чорний слон · h8 чорна тура · a7 чорний пішак · b7 чорний пішак · d7 чорний пішак · e7 чорний кінь · f7 чорний пішак · g7 чорний пішак · h7 чорний пішак · c6 чорний кінь · d6 білий кінь · e5 чорний пішак · e4 білий пішак · a2 білий пішак · b2 білий пішак · c2 білий пішак · f2 білий пішак · g2 білий пішак · h2 білий пішак · a1 біла тура · b1 білий кінь · c1 білий слон · d1 білий ферзь · e1 білий король · f1 білий слон · h1 біла тура | a8 чорна тура · c8 чорний слон · d8 чорний ферзь · e8 чорний король · f8 чорний слон · h8 чорна тура · a7 чорний пішак · b7 чорний пішак · d7 чорний пішак · e7 чорний кінь · f7 чорний пішак · g7 чорний пішак · h7 чорний пішак · c6 чорний кінь · d6 білий кінь · e5 чорний пішак · e4 білий пішак · a2 білий пішак · b2 білий пішак · c2 білий пішак · f2 білий пішак · g2 білий пішак · h2 білий пішак · a1 біла тура · b1 білий кінь · c1 білий слон · d1 білий ферзь · e1 білий король · f1 білий слон · h1 біла тура | a8 чорна тура · c8 чорний слон · d8 чорний ферзь · e8 чорний король · f8 чорний слон · h8 чорна тура · a7 чорний пішак · b7 чорний пішак · d7 чорний пішак · e7 чорний кінь · f7 чорний пішак · g7 чорний пішак · h7 чорний пішак · c6 чорний кінь · d6 білий кінь · e5 чорний пішак · e4 білий пішак · a2 білий пішак · b2 білий пішак · c2 білий пішак · f2 білий пішак · g2 білий пішак · h2 білий пішак · a1 біла тура · b1 білий кінь · c1 білий слон · d1 білий ферзь · e1 білий король · f1 білий слон · h1 біла тура | a8 чорна тура · c8 чорний слон · d8 чорний ферзь · e8 чорний король · f8 чорний слон · h8 чорна тура · a7 чорний пішак · b7 чорний пішак · d7 чорний пішак · e7 чорний кінь · f7 чорний пішак · g7 чорний пішак · h7 чорний пішак · c6 чорний кінь · d6 білий кінь · e5 чорний пішак · e4 білий пішак · a2 білий пішак · b2 білий пішак · c2 білий пішак · f2 білий пішак · g2 білий пішак · h2 білий пішак · a1 біла тура · b1 білий кінь · c1 білий слон · d1 білий ферзь · e1 білий король · f1 білий слон · h1 біла тура | a8 чорна тура · c8 чорний слон · d8 чорний ферзь · e8 чорний король · f8 чорний слон · h8 чорна тура · a7 чорний пішак · b7 чорний пішак · d7 чорний пішак · e7 чорний кінь · f7 чорний пішак · g7 чорний пішак · h7 чорний пішак · c6 чорний кінь · d6 білий кінь · e5 чорний пішак · e4 білий пішак · a2 білий пішак · b2 білий пішак · c2 білий пішак · f2 білий пішак · g2 білий пішак · h2 білий пішак · a1 біла тура · b1 білий кінь · c1 білий слон · d1 білий ферзь · e1 білий король · f1 білий слон · h1 біла тура | 5 |
| 4 | a8 чорна тура · c8 чорний слон · d8 чорний ферзь · e8 чорний король · f8 чорний слон · h8 чорна тура · a7 чорний пішак · b7 чорний пішак · d7 чорний пішак · e7 чорний кінь · f7 чорний пішак · g7 чорний пішак · h7 чорний пішак · c6 чорний кінь · d6 білий кінь · e5 чорний пішак · e4 білий пішак · a2 білий пішак · b2 білий пішак · c2 білий пішак · f2 білий пішак · g2 білий пішак · h2 білий пішак · a1 біла тура · b1 білий кінь · c1 білий слон · d1 білий ферзь · e1 білий король · f1 білий слон · h1 біла тура | a8 чорна тура · c8 чорний слон · d8 чорний ферзь · e8 чорний король · f8 чорний слон · h8 чорна тура · a7 чорний пішак · b7 чорний пішак · d7 чорний пішак · e7 чорний кінь · f7 чорний пішак · g7 чорний пішак · h7 чорний пішак · c6 чорний кінь · d6 білий кінь · e5 чорний пішак · e4 білий пішак · a2 білий пішак · b2 білий пішак · c2 білий пішак · f2 білий пішак · g2 білий пішак · h2 білий пішак · a1 біла тура · b1 білий кінь · c1 білий слон · d1 білий ферзь · e1 білий король · f1 білий слон · h1 біла тура | a8 чорна тура · c8 чорний слон · d8 чорний ферзь · e8 чорний король · f8 чорний слон · h8 чорна тура · a7 чорний пішак · b7 чорний пішак · d7 чорний пішак · e7 чорний кінь · f7 чорний пішак · g7 чорний пішак · h7 чорний пішак · c6 чорний кінь · d6 білий кінь · e5 чорний пішак · e4 білий пішак · a2 білий пішак · b2 білий пішак · c2 білий пішак · f2 білий пішак · g2 білий пішак · h2 білий пішак · a1 біла тура · b1 білий кінь · c1 білий слон · d1 білий ферзь · e1 білий король · f1 білий слон · h1 біла тура | a8 чорна тура · c8 чорний слон · d8 чорний ферзь · e8 чорний король · f8 чорний слон · h8 чорна тура · a7 чорний пішак · b7 чорний пішак · d7 чорний пішак · e7 чорний кінь · f7 чорний пішак · g7 чорний пішак · h7 чорний пішак · c6 чорний кінь · d6 білий кінь · e5 чорний пішак · e4 білий пішак · a2 білий пішак · b2 білий пішак · c2 білий пішак · f2 білий пішак · g2 білий пішак · h2 білий пішак · a1 біла тура · b1 білий кінь · c1 білий слон · d1 білий ферзь · e1 білий король · f1 білий слон · h1 біла тура | a8 чорна тура · c8 чорний слон · d8 чорний ферзь · e8 чорний король · f8 чорний слон · h8 чорна тура · a7 чорний пішак · b7 чорний пішак · d7 чорний пішак · e7 чорний кінь · f7 чорний пішак · g7 чорний пішак · h7 чорний пішак · c6 чорний кінь · d6 білий кінь · e5 чорний пішак · e4 білий пішак · a2 білий пішак · b2 білий пішак · c2 білий пішак · f2 білий пішак · g2 білий пішак · h2 білий пішак · a1 біла тура · b1 білий кінь · c1 білий слон · d1 білий ферзь · e1 білий король · f1 білий слон · h1 біла тура | a8 чорна тура · c8 чорний слон · d8 чорний ферзь · e8 чорний король · f8 чорний слон · h8 чорна тура · a7 чорний пішак · b7 чорний пішак · d7 чорний пішак · e7 чорний кінь · f7 чорний пішак · g7 чорний пішак · h7 чорний пішак · c6 чорний кінь · d6 білий кінь · e5 чорний пішак · e4 білий пішак · a2 білий пішак · b2 білий пішак · c2 білий пішак · f2 білий пішак · g2 білий пішак · h2 білий пішак · a1 біла тура · b1 білий кінь · c1 білий слон · d1 білий ферзь · e1 білий король · f1 білий слон · h1 біла тура | a8 чорна тура · c8 чорний слон · d8 чорний ферзь · e8 чорний король · f8 чорний слон · h8 чорна тура · a7 чорний пішак · b7 чорний пішак · d7 чорний пішак · e7 чорний кінь · f7 чорний пішак · g7 чорний пішак · h7 чорний пішак · c6 чорний кінь · d6 білий кінь · e5 чорний пішак · e4 білий пішак · a2 білий пішак · b2 білий пішак · c2 білий пішак · f2 білий пішак · g2 білий пішак · h2 білий пішак · a1 біла тура · b1 білий кінь · c1 білий слон · d1 білий ферзь · e1 білий король · f1 білий слон · h1 біла тура | a8 чорна тура · c8 чорний слон · d8 чорний ферзь · e8 чорний король · f8 чорний слон · h8 чорна тура · a7 чорний пішак · b7 чорний пішак · d7 чорний пішак · e7 чорний кінь · f7 чорний пішак · g7 чорний пішак · h7 чорний пішак · c6 чорний кінь · d6 білий кінь · e5 чорний пішак · e4 білий пішак · a2 білий пішак · b2 білий пішак · c2 білий пішак · f2 білий пішак · g2 білий пішак · h2 білий пішак · a1 біла тура · b1 білий кінь · c1 білий слон · d1 білий ферзь · e1 білий король · f1 білий слон · h1 біла тура | 4 |
| 3 | a8 чорна тура · c8 чорний слон · d8 чорний ферзь · e8 чорний король · f8 чорний слон · h8 чорна тура · a7 чорний пішак · b7 чорний пішак · d7 чорний пішак · e7 чорний кінь · f7 чорний пішак · g7 чорний пішак · h7 чорний пішак · c6 чорний кінь · d6 білий кінь · e5 чорний пішак · e4 білий пішак · a2 білий пішак · b2 білий пішак · c2 білий пішак · f2 білий пішак · g2 білий пішак · h2 білий пішак · a1 біла тура · b1 білий кінь · c1 білий слон · d1 білий ферзь · e1 білий король · f1 білий слон · h1 біла тура | a8 чорна тура · c8 чорний слон · d8 чорний ферзь · e8 чорний король · f8 чорний слон · h8 чорна тура · a7 чорний пішак · b7 чорний пішак · d7 чорний пішак · e7 чорний кінь · f7 чорний пішак · g7 чорний пішак · h7 чорний пішак · c6 чорний кінь · d6 білий кінь · e5 чорний пішак · e4 білий пішак · a2 білий пішак · b2 білий пішак · c2 білий пішак · f2 білий пішак · g2 білий пішак · h2 білий пішак · a1 біла тура · b1 білий кінь · c1 білий слон · d1 білий ферзь · e1 білий король · f1 білий слон · h1 біла тура | a8 чорна тура · c8 чорний слон · d8 чорний ферзь · e8 чорний король · f8 чорний слон · h8 чорна тура · a7 чорний пішак · b7 чорний пішак · d7 чорний пішак · e7 чорний кінь · f7 чорний пішак · g7 чорний пішак · h7 чорний пішак · c6 чорний кінь · d6 білий кінь · e5 чорний пішак · e4 білий пішак · a2 білий пішак · b2 білий пішак · c2 білий пішак · f2 білий пішак · g2 білий пішак · h2 білий пішак · a1 біла тура · b1 білий кінь · c1 білий слон · d1 білий ферзь · e1 білий король · f1 білий слон · h1 біла тура | a8 чорна тура · c8 чорний слон · d8 чорний ферзь · e8 чорний король · f8 чорний слон · h8 чорна тура · a7 чорний пішак · b7 чорний пішак · d7 чорний пішак · e7 чорний кінь · f7 чорний пішак · g7 чорний пішак · h7 чорний пішак · c6 чорний кінь · d6 білий кінь · e5 чорний пішак · e4 білий пішак · a2 білий пішак · b2 білий пішак · c2 білий пішак · f2 білий пішак · g2 білий пішак · h2 білий пішак · a1 біла тура · b1 білий кінь · c1 білий слон · d1 білий ферзь · e1 білий король · f1 білий слон · h1 біла тура | a8 чорна тура · c8 чорний слон · d8 чорний ферзь · e8 чорний король · f8 чорний слон · h8 чорна тура · a7 чорний пішак · b7 чорний пішак · d7 чорний пішак · e7 чорний кінь · f7 чорний пішак · g7 чорний пішак · h7 чорний пішак · c6 чорний кінь · d6 білий кінь · e5 чорний пішак · e4 білий пішак · a2 білий пішак · b2 білий пішак · c2 білий пішак · f2 білий пішак · g2 білий пішак · h2 білий пішак · a1 біла тура · b1 білий кінь · c1 білий слон · d1 білий ферзь · e1 білий король · f1 білий слон · h1 біла тура | a8 чорна тура · c8 чорний слон · d8 чорний ферзь · e8 чорний король · f8 чорний слон · h8 чорна тура · a7 чорний пішак · b7 чорний пішак · d7 чорний пішак · e7 чорний кінь · f7 чорний пішак · g7 чорний пішак · h7 чорний пішак · c6 чорний кінь · d6 білий кінь · e5 чорний пішак · e4 білий пішак · a2 білий пішак · b2 білий пішак · c2 білий пішак · f2 білий пішак · g2 білий пішак · h2 білий пішак · a1 біла тура · b1 білий кінь · c1 білий слон · d1 білий ферзь · e1 білий король · f1 білий слон · h1 біла тура | a8 чорна тура · c8 чорний слон · d8 чорний ферзь · e8 чорний король · f8 чорний слон · h8 чорна тура · a7 чорний пішак · b7 чорний пішак · d7 чорний пішак · e7 чорний кінь · f7 чорний пішак · g7 чорний пішак · h7 чорний пішак · c6 чорний кінь · d6 білий кінь · e5 чорний пішак · e4 білий пішак · a2 білий пішак · b2 білий пішак · c2 білий пішак · f2 білий пішак · g2 білий пішак · h2 білий пішак · a1 біла тура · b1 білий кінь · c1 білий слон · d1 білий ферзь · e1 білий король · f1 білий слон · h1 біла тура | a8 чорна тура · c8 чорний слон · d8 чорний ферзь · e8 чорний король · f8 чорний слон · h8 чорна тура · a7 чорний пішак · b7 чорний пішак · d7 чорний пішак · e7 чорний кінь · f7 чорний пішак · g7 чорний пішак · h7 чорний пішак · c6 чорний кінь · d6 білий кінь · e5 чорний пішак · e4 білий пішак · a2 білий пішак · b2 білий пішак · c2 білий пішак · f2 білий пішак · g2 білий пішак · h2 білий пішак · a1 біла тура · b1 білий кінь · c1 білий слон · d1 білий ферзь · e1 білий король · f1 білий слон · h1 біла тура | 3 |
| 2 | a8 чорна тура · c8 чорний слон · d8 чорний ферзь · e8 чорний король · f8 чорний слон · h8 чорна тура · a7 чорний пішак · b7 чорний пішак · d7 чорний пішак · e7 чорний кінь · f7 чорний пішак · g7 чорний пішак · h7 чорний пішак · c6 чорний кінь · d6 білий кінь · e5 чорний пішак · e4 білий пішак · a2 білий пішак · b2 білий пішак · c2 білий пішак · f2 білий пішак · g2 білий пішак · h2 білий пішак · a1 біла тура · b1 білий кінь · c1 білий слон · d1 білий ферзь · e1 білий король · f1 білий слон · h1 біла тура | a8 чорна тура · c8 чорний слон · d8 чорний ферзь · e8 чорний король · f8 чорний слон · h8 чорна тура · a7 чорний пішак · b7 чорний пішак · d7 чорний пішак · e7 чорний кінь · f7 чорний пішак · g7 чорний пішак · h7 чорний пішак · c6 чорний кінь · d6 білий кінь · e5 чорний пішак · e4 білий пішак · a2 білий пішак · b2 білий пішак · c2 білий пішак · f2 білий пішак · g2 білий пішак · h2 білий пішак · a1 біла тура · b1 білий кінь · c1 білий слон · d1 білий ферзь · e1 білий король · f1 білий слон · h1 біла тура | a8 чорна тура · c8 чорний слон · d8 чорний ферзь · e8 чорний король · f8 чорний слон · h8 чорна тура · a7 чорний пішак · b7 чорний пішак · d7 чорний пішак · e7 чорний кінь · f7 чорний пішак · g7 чорний пішак · h7 чорний пішак · c6 чорний кінь · d6 білий кінь · e5 чорний пішак · e4 білий пішак · a2 білий пішак · b2 білий пішак · c2 білий пішак · f2 білий пішак · g2 білий пішак · h2 білий пішак · a1 біла тура · b1 білий кінь · c1 білий слон · d1 білий ферзь · e1 білий король · f1 білий слон · h1 біла тура | a8 чорна тура · c8 чорний слон · d8 чорний ферзь · e8 чорний король · f8 чорний слон · h8 чорна тура · a7 чорний пішак · b7 чорний пішак · d7 чорний пішак · e7 чорний кінь · f7 чорний пішак · g7 чорний пішак · h7 чорний пішак · c6 чорний кінь · d6 білий кінь · e5 чорний пішак · e4 білий пішак · a2 білий пішак · b2 білий пішак · c2 білий пішак · f2 білий пішак · g2 білий пішак · h2 білий пішак · a1 біла тура · b1 білий кінь · c1 білий слон · d1 білий ферзь · e1 білий король · f1 білий слон · h1 біла тура | a8 чорна тура · c8 чорний слон · d8 чорний ферзь · e8 чорний король · f8 чорний слон · h8 чорна тура · a7 чорний пішак · b7 чорний пішак · d7 чорний пішак · e7 чорний кінь · f7 чорний пішак · g7 чорний пішак · h7 чорний пішак · c6 чорний кінь · d6 білий кінь · e5 чорний пішак · e4 білий пішак · a2 білий пішак · b2 білий пішак · c2 білий пішак · f2 білий пішак · g2 білий пішак · h2 білий пішак · a1 біла тура · b1 білий кінь · c1 білий слон · d1 білий ферзь · e1 білий король · f1 білий слон · h1 біла тура | a8 чорна тура · c8 чорний слон · d8 чорний ферзь · e8 чорний король · f8 чорний слон · h8 чорна тура · a7 чорний пішак · b7 чорний пішак · d7 чорний пішак · e7 чорний кінь · f7 чорний пішак · g7 чорний пішак · h7 чорний пішак · c6 чорний кінь · d6 білий кінь · e5 чорний пішак · e4 білий пішак · a2 білий пішак · b2 білий пішак · c2 білий пішак · f2 білий пішак · g2 білий пішак · h2 білий пішак · a1 біла тура · b1 білий кінь · c1 білий слон · d1 білий ферзь · e1 білий король · f1 білий слон · h1 біла тура | a8 чорна тура · c8 чорний слон · d8 чорний ферзь · e8 чорний король · f8 чорний слон · h8 чорна тура · a7 чорний пішак · b7 чорний пішак · d7 чорний пішак · e7 чорний кінь · f7 чорний пішак · g7 чорний пішак · h7 чорний пішак · c6 чорний кінь · d6 білий кінь · e5 чорний пішак · e4 білий пішак · a2 білий пішак · b2 білий пішак · c2 білий пішак · f2 білий пішак · g2 білий пішак · h2 білий пішак · a1 біла тура · b1 білий кінь · c1 білий слон · d1 білий ферзь · e1 білий король · f1 білий слон · h1 біла тура | a8 чорна тура · c8 чорний слон · d8 чорний ферзь · e8 чорний король · f8 чорний слон · h8 чорна тура · a7 чорний пішак · b7 чорний пішак · d7 чорний пішак · e7 чорний кінь · f7 чорний пішак · g7 чорний пішак · h7 чорний пішак · c6 чорний кінь · d6 білий кінь · e5 чорний пішак · e4 білий пішак · a2 білий пішак · b2 білий пішак · c2 білий пішак · f2 білий пішак · g2 білий пішак · h2 білий пішак · a1 біла тура · b1 білий кінь · c1 білий слон · d1 білий ферзь · e1 білий король · f1 білий слон · h1 біла тура | 2 |
| 1 | a8 чорна тура · c8 чорний слон · d8 чорний ферзь · e8 чорний король · f8 чорний слон · h8 чорна тура · a7 чорний пішак · b7 чорний пішак · d7 чорний пішак · e7 чорний кінь · f7 чорний пішак · g7 чорний пішак · h7 чорний пішак · c6 чорний кінь · d6 білий кінь · e5 чорний пішак · e4 білий пішак · a2 білий пішак · b2 білий пішак · c2 білий пішак · f2 білий пішак · g2 білий пішак · h2 білий пішак · a1 біла тура · b1 білий кінь · c1 білий слон · d1 білий ферзь · e1 білий король · f1 білий слон · h1 біла тура | a8 чорна тура · c8 чорний слон · d8 чорний ферзь · e8 чорний король · f8 чорний слон · h8 чорна тура · a7 чорний пішак · b7 чорний пішак · d7 чорний пішак · e7 чорний кінь · f7 чорний пішак · g7 чорний пішак · h7 чорний пішак · c6 чорний кінь · d6 білий кінь · e5 чорний пішак · e4 білий пішак · a2 білий пішак · b2 білий пішак · c2 білий пішак · f2 білий пішак · g2 білий пішак · h2 білий пішак · a1 біла тура · b1 білий кінь · c1 білий слон · d1 білий ферзь · e1 білий король · f1 білий слон · h1 біла тура | a8 чорна тура · c8 чорний слон · d8 чорний ферзь · e8 чорний король · f8 чорний слон · h8 чорна тура · a7 чорний пішак · b7 чорний пішак · d7 чорний пішак · e7 чорний кінь · f7 чорний пішак · g7 чорний пішак · h7 чорний пішак · c6 чорний кінь · d6 білий кінь · e5 чорний пішак · e4 білий пішак · a2 білий пішак · b2 білий пішак · c2 білий пішак · f2 білий пішак · g2 білий пішак · h2 білий пішак · a1 біла тура · b1 білий кінь · c1 білий слон · d1 білий ферзь · e1 білий король · f1 білий слон · h1 біла тура | a8 чорна тура · c8 чорний слон · d8 чорний ферзь · e8 чорний король · f8 чорний слон · h8 чорна тура · a7 чорний пішак · b7 чорний пішак · d7 чорний пішак · e7 чорний кінь · f7 чорний пішак · g7 чорний пішак · h7 чорний пішак · c6 чорний кінь · d6 білий кінь · e5 чорний пішак · e4 білий пішак · a2 білий пішак · b2 білий пішак · c2 білий пішак · f2 білий пішак · g2 білий пішак · h2 білий пішак · a1 біла тура · b1 білий кінь · c1 білий слон · d1 білий ферзь · e1 білий король · f1 білий слон · h1 біла тура | a8 чорна тура · c8 чорний слон · d8 чорний ферзь · e8 чорний король · f8 чорний слон · h8 чорна тура · a7 чорний пішак · b7 чорний пішак · d7 чорний пішак · e7 чорний кінь · f7 чорний пішак · g7 чорний пішак · h7 чорний пішак · c6 чорний кінь · d6 білий кінь · e5 чорний пішак · e4 білий пішак · a2 білий пішак · b2 білий пішак · c2 білий пішак · f2 білий пішак · g2 білий пішак · h2 білий пішак · a1 біла тура · b1 білий кінь · c1 білий слон · d1 білий ферзь · e1 білий король · f1 білий слон · h1 біла тура | a8 чорна тура · c8 чорний слон · d8 чорний ферзь · e8 чорний король · f8 чорний слон · h8 чорна тура · a7 чорний пішак · b7 чорний пішак · d7 чорний пішак · e7 чорний кінь · f7 чорний пішак · g7 чорний пішак · h7 чорний пішак · c6 чорний кінь · d6 білий кінь · e5 чорний пішак · e4 білий пішак · a2 білий пішак · b2 білий пішак · c2 білий пішак · f2 білий пішак · g2 білий пішак · h2 білий пішак · a1 біла тура · b1 білий кінь · c1 білий слон · d1 білий ферзь · e1 білий король · f1 білий слон · h1 біла тура | a8 чорна тура · c8 чорний слон · d8 чорний ферзь · e8 чорний король · f8 чорний слон · h8 чорна тура · a7 чорний пішак · b7 чорний пішак · d7 чорний пішак · e7 чорний кінь · f7 чорний пішак · g7 чорний пішак · h7 чорний пішак · c6 чорний кінь · d6 білий кінь · e5 чорний пішак · e4 білий пішак · a2 білий пішак · b2 білий пішак · c2 білий пішак · f2 білий пішак · g2 білий пішак · h2 білий пішак · a1 біла тура · b1 білий кінь · c1 білий слон · d1 білий ферзь · e1 білий король · f1 білий слон · h1 біла тура | a8 чорна тура · c8 чорний слон · d8 чорний ферзь · e8 чорний король · f8 чорний слон · h8 чорна тура · a7 чорний пішак · b7 чорний пішак · d7 чорний пішак · e7 чорний кінь · f7 чорний пішак · g7 чорний пішак · h7 чорний пішак · c6 чорний кінь · d6 білий кінь · e5 чорний пішак · e4 білий пішак · a2 білий пішак · b2 білий пішак · c2 білий пішак · f2 білий пішак · g2 білий пішак · h2 білий пішак · a1 біла тура · b1 білий кінь · c1 білий слон · d1 білий ферзь · e1 білий король · f1 білий слон · h1 біла тура | 1 |
|   | a | b | c | d | e | f | g | h |   |

1. e4 c5 2. Nf3 Nc6 3. d4 cd 4. Nxd4 e5 5. Nb5 Nge7?? 6. Nd6#